# Histoire d'al-Andalus
Pour un article plus général, voir Al-Andalus.

Extension musulmane dans la péninsule ibérique vers 718 (légendes en espagnol).

L'histoire d'al-Andalus recouvre les événements survenus au Moyen Âge, notamment entre 711 et 1492, sur l'ensemble des terres de la péninsule Ibérique sous domination musulmane.

## Fondation d'al-Andalus

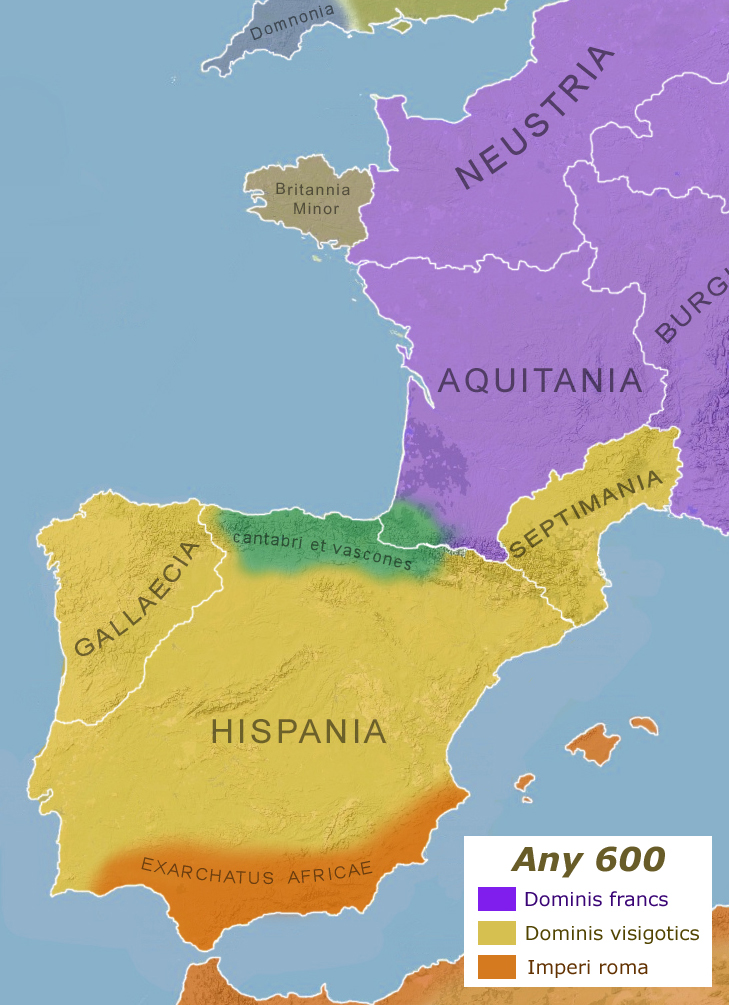
Le royaume wisigoth avant la conquête musulmane

Avant les premières conquêtes musulmanes en 711, le territoire de la péninsule ibérique, à l'exception des régions rebelles astures, cantabres et basques, constituait la partie sud du royaume wisigoth.
La naissance d'al-Andalus ne s'est pas produite après un évènement fondateur ; elle s'est déroulée sous forme d'une conquête progressive entre 711 et 716, menée par une minorité maure. Le sentiment d'appartenance à une nation al-Andalus est apparu au travers d'une prise de conscience collective[pas clair].
À cette époque, l’Hispanie fait face à une instabilité politique. Les musulmans ne peuvent néanmoins conquérir toute la péninsule ; ils n'ont pu pénétrer dans les royaumes basques et n'ont fait que de brèves incursions dans les régions montagneuses cantabriques.
La marée omeyyade fut temporairement stoppée par la grande bataille de Toulouse (721), lorsqu'al-Samh (Zama dans les chroniques chrétiennes) fut tué par Odon d'Aquitaine.
Le prochain gouverneur omeyyade, al-Samh, traversa les Pyrénées en 719 et conquit Narbonne (Arbuna pour les Arabes) cette année-là ou l'année suivante (720). Ils tentent également de s'étendre en France, mais n’y parviennent pas, vaincus lors de la bataille de Poitiers (732) et refoulés ; ils se replient alors dans la péninsule. Bien que les Omeyyades aient pris le contrôle de la Septimanie, leurs incursions au-delà dans les vallées de la Loire et du Rhône ont échoué.
Ils décident d’établir la capitale du nouvel émirat ibérique à Cordoue, fascinés par son fleuve Guadalquivir, auparavant appelé Bétis.
Politiquement, l'arrivée de l'héritier déchu des califes de Damas, Abd al-Rahman Ier, qui transforme cette province de l'Empire en émirat en 756, est par contre un évènement ponctuel significatif.
Ses héritiers Omeyyades proclameront le califat occidental dissident, deux siècles après lui.

## Jalons chronologiques de l'histoire d'al-Andalus
Avant 711, les fiefs du royaume wisigoth se partagent la péninsule ibérique.
En 711, Tariq ibn Ziyad débarque dans le sud de la péninsule et bat le roi Rodéric sur les rives du Guadalete.
En 732, l'expansion musulmane au-delà des Pyrénées est stoppée à Poitiers par Charles Martel (mais l'ont dépassés par ’Anbasa ibn Suhaym al-Kalbi en 725 a Autun et Sens (Yonne) a l'est).
En 750, les Abbassides renversent les Omeyyades, en tuant tous les membres de la famille excepté Abd al-Rahman et transfèrent le pouvoir de Damas à Bagdad.
En 756, Abd al-Rahman retourne sur la péninsule ibérique et arrive à faire scission avec le pouvoir de Bagdad, en transformant Cordoue en émirat indépendant.
Pendant la seconde moitié du IXe siècle la ville de Mayrit (Madrid) est créée, comme ligne de défense de Tolède.
En 903, les Almoravides s'installent dans les îles Baléares, nommées ainsi par les Phéniciens et par les Romains, qu'ils désignent comme Îles orientales d'Al-Andalus[réf. nécessaire].
En 929, Abd al-Rahman III proclame le califat de Cordoue, et ainsi s’autoproclame khalife. Après sa mort, son successeur Al-Hakam II, permet à Al-Andalus de connaître un apogée culturel. Lorsqu’il meurt à son tour, le pouvoir passe à Ibn `Âmir Al-Mansûr, qui instaure un régime très strict et intolérant, organisant des répressions contre les chrétiens. Une grande partie de ce qui manifestait de cette ère culturelle disparaît, en provoquant ainsi la décadence du califat.
En 1031, le califat de Cordoue, miné par les dissensions internes, s'effondre et se morcelle en taïfas indépendantes.
En 1086, les Almoravides, appelés au secours par la taïfa de Séville, remportent la bataille de Sagrajas sur Alphonse VI, roi de Castille, et entreprennent la réunification d'Al-Andalus.
En 1145, le royaume des Almoravides s'effondre, renversé par les Almohades au Maroc et par les taïfas en Espagne.
En 1147, les Almohades conquièrent à leur tour al-Andalus.
1184-1199, le califat almohade sous Abu Yusuf Yaqub al-Mansur est à son apogée. Averroès est son conseiller.
En 1212, les Almohades sont battus par une coalition de rois chrétiens à Las Navas de Tolosa. Al-Andalus se morcelle à nouveau en taïfas, qui sont conquises les unes après les autres par les rois de Castille.
En 1229, avec la conquête de Majorque, c'est la bataille de Santa Ponsa puis le siège et la bataille de Palma qui entraînent la reprise de Majorque et de toutes les îles Baléares. al-Andalus perd ainsi un point d'appui déterminant dans le contrôle maritime de la méditerranée.
En 1238, Mohammed ben Nazar fonde l'émirat de Grenade et, en se déclarant vassal du roi de Castille, fait que son royaume est le seul royaume musulman à ne pas être conquis. Par la suite, la rivalité entre les royaumes de Castille et d'Aragon fera que chacun d'eux empêchera l'autre de conquérir Grenade. Mais cette situation de rivalité prit fin en 1469 avec le mariage des Rois Catholiques, puis en 1474 avec leur avènement sur les deux trônes.
En 1492, le royaume de Grenade est conquis, après dix ans de guerre, mettant fin à la Reconquista. Cette même année les Juifs sont chassés, et Christophe Colomb découvre l’Amérique au nom de la Castille.

## Histoire détaillée d'al-Andalus

### La conquête de l'Hispanie et de la Septimanie

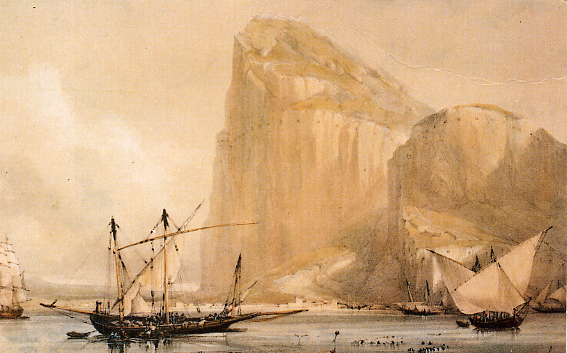
Rocher de Gibraltar d'où débuta la conquête de l'Hispanie

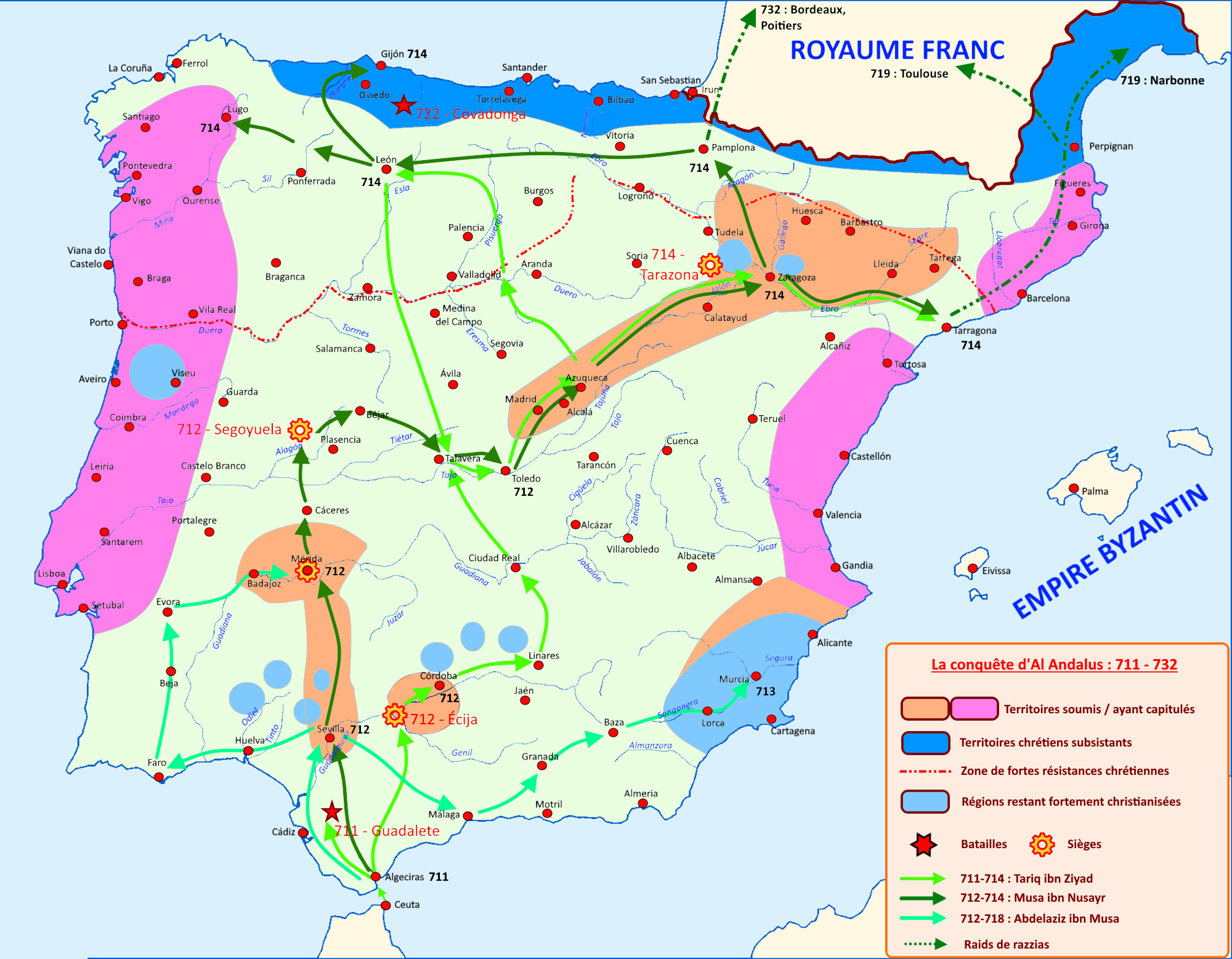
Conquête musulmane de 711 à 718

Après avoir conquis la totalité de l'Afrique du Nord, le gouverneur Moussa Ibn Noçaïr bute sur la ville de Ceuta qui lui résiste. Territoire byzantin, comme toute la côte africaine avant l'arrivée arabe, la ville est trop distante de Constantinople pour être secourue efficacement. Pour se protéger, Ceuta se tourne vers l'Espagne des Wisigoths. Julien, le gouverneur de la cité envoie même sa fille à Tolède afin qu'elle puisse y parfaire son éducation. Le comportement du roi Rodéric qui viole la jeune femme fait pourtant basculer la situation ; Julien en colère souhaite se venger et il conclut un pacte avantageux avec Musa en lui ouvrant les portes de sa ville, tout en lui vantant les mérites d'une conquête de l'Hispanie. Pour prouver sa bonne volonté, il met à la disposition des troupes musulmanes ses vaisseaux mais Musa préfère toutefois demander l'autorisation au calife Walid qui lui répond : « Faites explorer l'Espagne par des troupes légères, mais gardez-vous pour le moment du moins d'exposer une grande armée aux périls d'une expédition d'outre-mer ».

La péninsule Ibérique vers 711 - 714

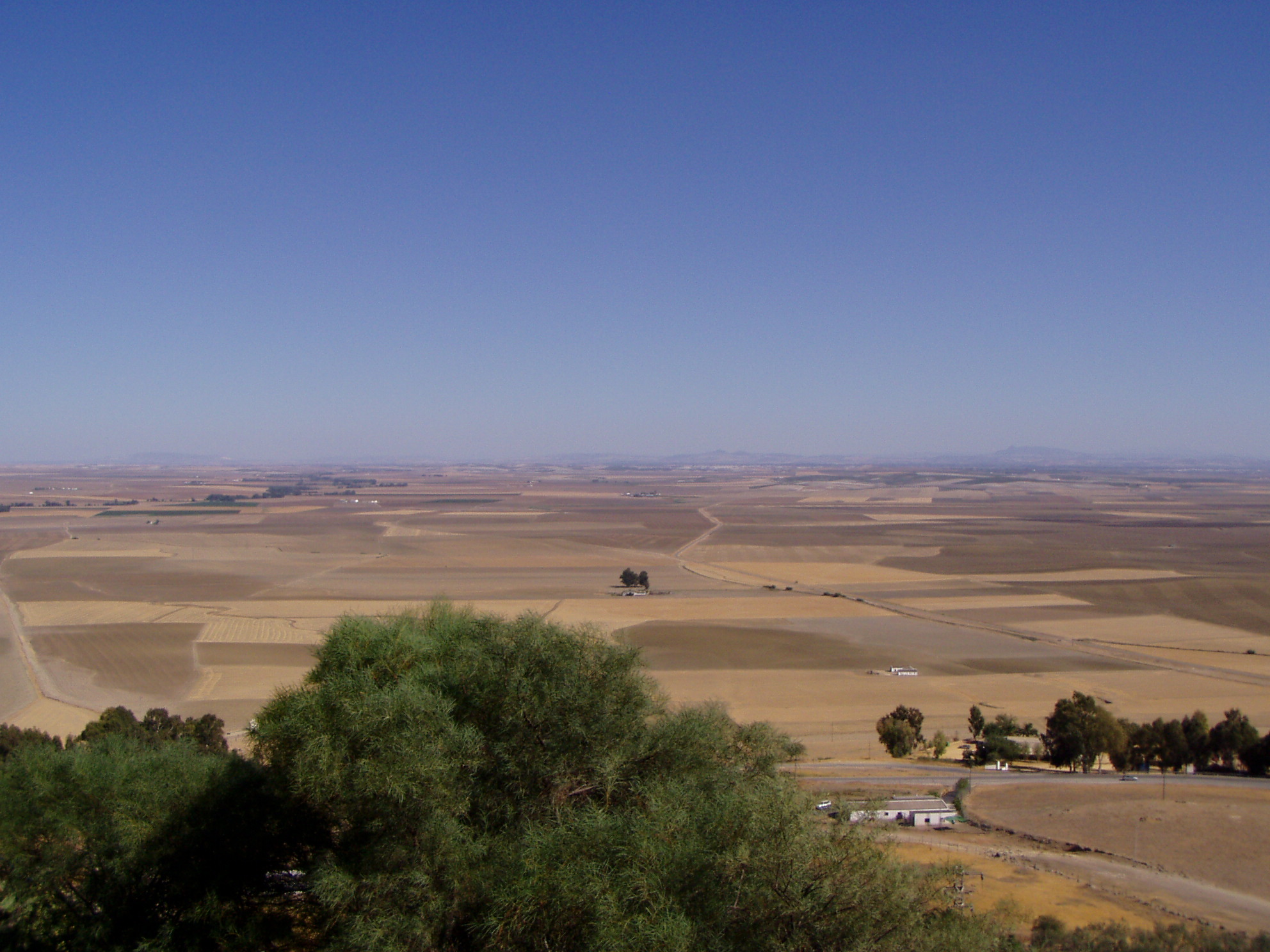
Environs de Carmona : les serfs continuent d'exploiter les terres après l'arrivée des troupes musulmanes

Musa obéit au calife et envoie donc un dénommé Abou-Zora accompagné de quatre cents hommes et cent chevaux qui franchissent le détroit de Gibraltar à bord de quatre navires affrétés par Julien, le gouverneur de Ceuta. Après avoir pillé les côtes autour d'Algésiras, ils retournent en Afrique au mois de juillet 710. Satisfait du résultat, Musa profite des troubles qui occupent le roi Rodéric au nord pour envoyer Tariq ibn Ziyâd, général de son avant-garde, avec 7 000 hommes. N'ayant que les quatre navires offerts par Julien, Tarîq réunit ses troupes sur la montagne qui porte aujourd'hui son nom, Gibraltar. Immédiatement alerté, Rodéric se met en marche contre Tarîq avec une grande armée. Ne pouvant évacuer ses troupes avant l'arrivée des Wisigoths, le général musulman opte pour l'affrontement direct et demande même à Musa l'envoi de renforts qui lui offre 5 000 combattants berbères, si bien que les forces musulmanes s’élèvent à 12 000 hommes, très peu comparé aux armées de Rodéric dont on estime qu'elles étaient au nombre de 40 000. Malgré ce net désavantage numérique, c'est la trahison au sein du camp wisigoth qui aidera les armées musulmanes.

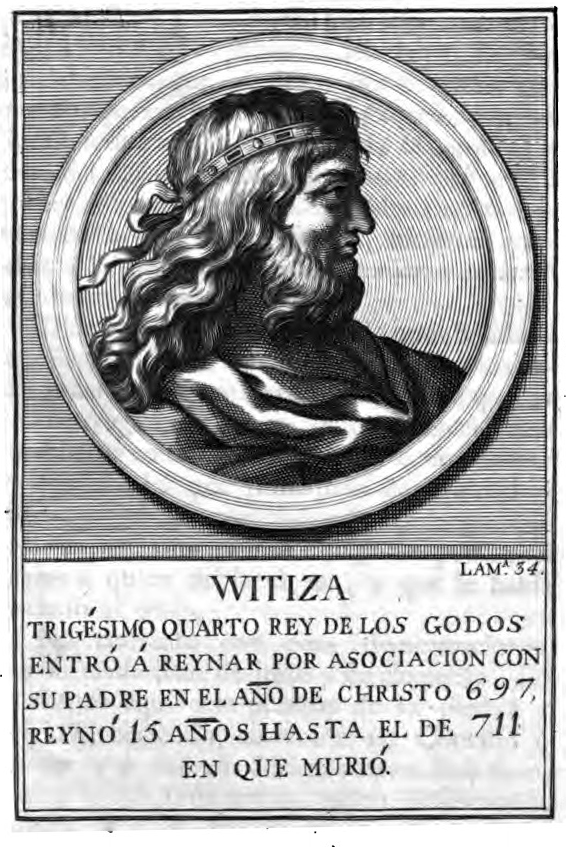
Wittiza, le roi renversé par Rodéric

Rodéric avait contre lui un parti très puissant de nobles qui l'accusaient d'avoir usurpé le trône en assassinant son prédécesseur, Wittiza. Obligés de participer aux guerres de Rodéric, ces nobles n'en gardaient pas moins une haine envers leur roi. Pour l'anéantir, ils se mettent d'accord afin de le trahir durant la bataille avec les musulmans. Cette trahison n'avait pas pour but de livrer l'Hispanie aux musulmans, car ces nobles pensaient que le but de Tarîq était uniquement de piller la région puis de repartir.
La bataille a lieu sur le rivage du Guadalete le 19 juillet 711. Les deux fils de Wittiza commandent les ailes de l'armée espagnole et finissent par trahir Rodéric qui gouverne le centre. Durant la bataille, il est probable que Rodéric perde la vie, ce qui laisse le pays sans chef. Tarîq profite de cette situation et contrairement à ce que lui avait ordonné Mousâ mais aussi à ce que pensaient les nobles wisigoths, il marche en avant. L'avancement des troupes musulmanes est renforcé par le soutien qu'ils rencontrent au sein du petit peuple mais aussi des Juifs qui ont longtemps été opprimés,. Après avoir conquis Ecija, Tarîq peut à présent envisager la prise de Tolède, la capitale, mais aussi Cordoue, Archidona et Elvira. Archidona, abandonnée par sa population, est prise sans peine, Elvira quant à elle est confiée à des troupes juives et musulmanes, Cordoue est livrée à Tarîq par un berger qui lui indique une brèche d'où il peut facilement entrer avec ses troupes, et Tolède est conquise à la suite d'une trahison des Juifs de la cité. Le commandement de cette dernière est donné à un frère de Wittiza.
En Afrique, Musa qui avait pourtant ordonné à Tarîq d'y retourner après avoir pillé les côtes ibériques est mécontent. La popularité de son général l'agace et il décide donc de prendre part à la conquête de la péninsule. Au mois de juin 712, il passe donc le détroit de Gibraltar accompagné de 18 000 soldats arabes et prend Medina-Sidonia et Carmona puis se met en route vers Tolède où il rencontre Tarîq qui est fortement réprimandé pour sa conquête solitaire de la péninsule. Le reste de l'Hispanie, sans chef à sa tête, se soumet rapidement à la conquête arabe.

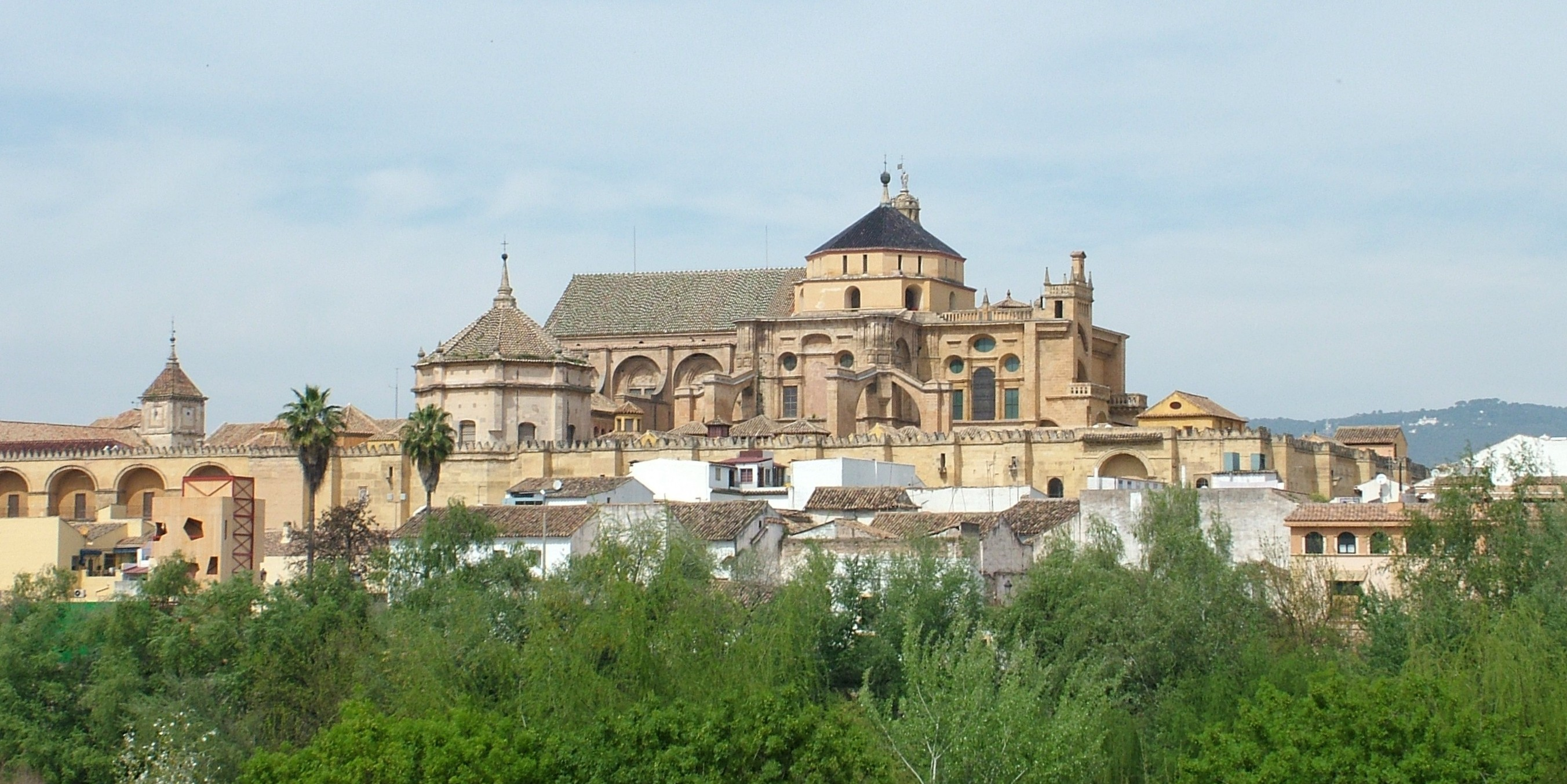
Cathédrale de Cordoue dont les chefs musulmans achèteront la moitié aux chrétiens

Les premières années de la présence musulmane sont assez chaotiques mais très rapidement les dirigeants musulmans imposent l'ordre et la domination arabe est acceptée par le peuple qui a le droit de conserver ses lois et ses juges, mais voit aussi la nomination de gouverneurs et de comtes locaux. Les serfs qui connaissaient l'exploitation des terres conservent leur rôle mais doivent reverser au propriétaire du terrain les quatre cinquièmes des récoltes et si les terres appartiennent à l'État ce n’est que trois-cinquièmes. La situation des Chrétiens est très variable selon les villes et les conditions lors de la signature du traité mais en général ils conservent la plupart de leurs biens bien qu’ils doivent payer à l'État un impôt de 48 dirhams pour les riches, 24 pour la classe moyenne et de 12 dirhams pour ceux qui vivent d'un travail manuel. Les femmes, les enfants, les moines, les handicapés, les malades, les mendiants et les esclaves en sont toutefois exemptés. Enfin, l'impôt est levé si la personne se convertit à l'islam.
L'arrivée des Musulmans est considérée comme une source de liberté pour de nombreuses couches de la société. Durant les rois Wisigoths, le clergé et la noblesse disposaient de nombreux privilèges comme la possession de vastes étendues de terres en partie inexploitées. Lorsqu'une ville capitulait pacifiquement comme à Mérida, Beja ou encore Évora, les nobles wisigoths pouvaient conserver leurs terres, si bien que certains documents attestent de la présence de très riches propriétaires terriens wisigoths jusqu'aux XIIe siècle et l'Église elle aussi pouvait conserver ses terres. En revanche si comme à Séville, la ville s'était révoltée à l'arrivée musulmane, les Arabes divisaient les terrains des nobles et les réattribuaient à un grand nombre de personnes comme aux serfs, favorisant ainsi les petites propriétés. Ces derniers, opprimés durant le règne des rois wisigoths, jouissent d'une certaine indépendance dans l'exploitation de ces terres dans la mesure où leurs nouveaux maîtres sont de piètres agriculteurs et donc laissaient leurs subordonnés cultiver comme ils le souhaitaient. Le morcellement des terres ayant appartenu aux nobles Wisigoths a pour conséquence d'améliorer la culture et le rendement des exploitations. Quant aux esclaves, il leur était extrêmement facile de recouvrer la liberté puisqu'il leur suffisait de se présenter devant les autorités et de prononcer la profession de foi musulmane, ils étaient immédiatement affranchis selon la loi islamique. Ces nouvelles lois ont pour conséquence la conversion de nombreux serfs et esclaves,. Pour les plus hautes couches de la société, la conversion permet de ne plus payer l'impôt prévu pour les non-musulmans.
L'arrivée des Musulmans apporte aussi son lot de difficultés et de maux. Bien que le culte chrétien soit libre, l'Église est sous l'autorité musulmane et juive qui préside les réunions. Les sultans nomment les évêques et les traités signés entre Musulmans et Chrétiens s'estompent au fil des décennies. En 784, soit près de soixante-dix ans après l'arrivée des Musulmans dans la péninsule, Abd al-Rahman Ier impose aux Chrétiens la vente de la moitié de la cathédrale de Cordoue pour cent mille dinars, il viole aussi le traité qu'avaient signé ses prédécesseurs en confisquant les terres d'Ardabast, descendant de Wittiza, uniquement parce qu’il trouve qu'un Chrétien ne peut avoir de terres aussi vastes. Enfin, afin d'accélérer le processus de conversion, les impôts que doivent payer les non-musulmans augmentent.
En 714, Târiq et Musa sont appelés à Damas pour enquête. Le nouvel émir al-Hurr poursuit de 716 à 719 la conquête et parvient jusqu'aux Pyrénées, détruisant Tarragone et occupant Barcelone. Ses successeurs iront même au-delà des Pyrénées, vers la Septimanie wisigothique, d'où ils lanceront des expéditions vers le nord.
En 719, la Septimanie est conquise et Narbonne devient sous le nom d'Arbûna le siège d'un wali pendant quarante ans, la capitale d'une des cinq provinces d'al-Andalus, aux côtés de Cordoue, Tolède, Mérida et Saragosse. Les Musulmans laissèrent aux anciens habitants, chrétiens et juifs, la liberté de pratiquer leur religion moyennant tribut. En 759, Narbonne est reprise par Pépin le Bref et les Musulmans chassés de la Gaule.
L'arrêt de la conquête musulmane en Occident s'explique certes par la contre-attaque des Francs[réf. nécessaire], mais surtout par l'insurrection berbère au Maghreb, appuyée sur le kharidjisme (740). Les Berbères d'Espagne se soulèvent eux aussi, formant plusieurs colonnes qui menacent Cordoue et Tolède. Face à ce péril, les Arabes, peu nombreux, ne sont pas unis : une opposition traditionnelle existe entre Kaisites (bédouins nomades de l'Arabie du nord et du centre) et Kalbites (cultivateurs sédentaires originaires du Yémen). La révolte berbère est malgré tout matée par le Kaisite Baldj, avec quelques milliers de Syriens qui avaient été évacués de Ceuta assiégée, et qui restèrent finalement en Espagne.
Par ailleurs, des nobles wisigoths se réfugient dans les zones montagneuses du nord-ouest de la péninsule (dans l'actuelle région des Asturies). Vaste, montagneuse et pauvre cette région est difficile d'accès. Or, les Arabes sont désireux de se concentrer sur la riche vallée du Rhône ou l'Aquitaine. En raison d'un manque de soldats, ils n'ont ni le souhait ni la capacité de se lancer dans une longue guerre contre cette poignée de fuyards trop faibles pour les menacer. Ignorée par les émirs andalous, cette communauté se développera et initiera ultérieurement, la Reconquista. Une frontière tacite au nord de l'Èbre et du Douro donne naissance à un no man's land émaillé de citadelles et de châteaux, berceau de la future Castille (le pays des châteaux).

### Les troubles internes
À partir de 720, les conflits internes s'aggravent alors que la tendance Kaisite l'emporte. Durant cette période de confusion le pays voit de 711 à 726 la succession de 21 gouverneurs qui prennent de plus en plus d'indépendance par rapport au califat de Damas. Le premier gouverneur, Ayyub, désigné probablement par le camp berbère après de difficiles tractations avec les arabes, est un homme pieux et sans grande autorité. Le nouveau gouverneur prend la décision de déplacer la capitale du pays de Séville à Cordoue afin de satisfaire les populations berbères nombreuses dans la ville. Cette décision est d'autant plus notable qu'il ne demande la permission ni à Suleiman gouverneur d'Afrique ni encore moins au calife de Damas, signe de la volonté d'émancipation de la péninsule. Les impôts et le tribut ne sont plus envoyés à Damas, et bien que lent à réagir, Suleiman gouverneur d'Afrique décide d'envoyer de nouveaux gouverneurs dont l'un nommé Sahm parviendra partiellement à réconcilier les différents clans.
En 739, une grande révolte des Berbères éclate dans le Maghreb occidental et se répercute en Espagne. D'abord victorieux à Cordoue, ils seront vaincus et doivent quitter pour certains la péninsule. La guerre civile perdurera pendant une quinzaine d'années.
Le renversement des Omeyyades par les Abbassides a pour conséquence l'émancipation de l'Espagne : Abd al-Rahmân, petit-fils du dernier calife omeyyade, se réfugie en Afrique du Nord, parmi les tribus berbères dont sa mère est issue. Son affranchi Badr lui ayant obtenu le ralliement des Syriens et d'une partie des Kalbites d'Espagne, il passe dans ce pays et s'empare de Cordoue en 756, où il se proclame émir.

### La traversée des Pyrénées et la conquête de la Septimanie
Au VIIIe siècle, les premiers Musulmans arrivent en France et s'installent dans les environs de Toulouse. Narbonne, dominée par les Wisigoths, a une population romanisée héritière directe de l’Empire romain d'Occident. La ville dispose toujours des murailles héritées de l'époque romaine, chantées par l'évêque Sidoine Apollinaire en 465 et dont des fragments sont toujours visibles dans la ville et au musée lapidaire. Selon une histoire locale connue des Narbonnais, les Sarrasins seraient entrés dans la ville par surprise, à l'automne 719 ou 720, en profitant de l'ouverture des portes en cette période de vendanges. Cette hypothèse explique pourquoi la ville fut si facilement conquise, en dépit de ses ouvrages défensifs, et fut si longue à reprendre. L’incertitude quant à la date exacte de la prise de la ville est un élément de plus qui laisse à penser à une prise des fortifications de la ville plus que de la ville elle-même, qui semble avoir été épargnée à l’exception de ses défenseurs. Le chef musulman, al-Samh, troisième gouverneur d'Espagne fait mettre à mort les hommes ayant tenté de défendre la cité, déporter leurs femmes et enfants en Espagne et installe une garnison. La ville est le siège d'un wali. Les Musulmans imposent aux habitants, chrétiens et juifs, le statut de dhimmi qui les autorise à pratiquer leur religion d’une manière strictement encadrée et leur impose de payer un tribut : ils deviennent des citoyens de condition inférieure.
En 721, les Arabes sont défaits par Eudes d'Aquitaine à la bataille de Toulouse dans laquelle Al-Samh trouve la mort et l'armée musulmane bat en retraite. Ambiza succède à Al-Samh. En 725, Carcassonne et Nîmes sont prises, puis les Sarrasins commencent à remonter le Rhône. Les Arabes pénètrent à Avignon et arrivent aux portes de Lyon. Ils traversent la Bourgogne où ils assiègent Autun le 22 août 725 et pillent Luxeuil. Ambiza trouve la mort en 726.
En 732, Abd al-Rahmân ibn Abd Allah al-Ghâfiki est d'abord victorieux face à Eudes d'Aquitaine à la Bataille de Bordeaux mais il est ensuite défait par Charles Martel à la bataille de Poitiers.
En 735 avec l'aide de Mauronte, duc de Marseille, Arles est conquise. Il est difficile d'apprécier l'importance du peuplement musulman au nord des Pyrénées. Les Musulmans se sont-ils établis comme en Andalus, avec un véritable projet de peuplement ou bien leur présence s'est-elle limitée au stationnement de contingents militaires dans les principales villes ? L'historien Paul Diacre (VIIIe siècle) indique que les Sarrasins « ont pénétré dans la province Aquitaine de Gaule accompagnés de leurs femmes et de leurs enfants, comme pour l'habiter », mais les villes prises n’ont été occupées que quelques années et leurs environs ne semblent pas avoir connu de foyer de peuplement majeur. D’autre part, il n'existe aucun vestige archéologique de présence musulmane durable et significative à Narbonne, ni dans les environs, en dépit d'une discussion sur la présence éventuelle d'une mosquée dans un atrium de la ville, ce qui serait un endroit bien singulier. De cette courte période, il ne reste aujourd'hui que peu de traces qui se résument à quelques pièces de monnaie éparses.
Du point de vue du califat de Bagdad, la province de Narbonne n'avait qu'une faible importance, l'ancienne Gaule et l'Europe en général étant secondaires comparées aux richesses de l'Inde et de la Chine. Toutefois les historiens sont partagés sur le but réel de cette avancée en territoire franc. Colonie de peuplement ou simple razzia hors d'Espagne ? Les raids, les pillages d'églises et de monastères pourraient laisser penser à une entreprise de pillage sans aucun but que celui d'amasser le maximum de richesses. Mais d'un autre point de vue, cette technique de harcèlement permettait d'affaiblir une région en vue de la conquérir plus facilement par la suite.
En 737, après le succès obtenu à la bataille d'Avignon, Charles Martel entreprend le siège de Narbonne et remporte la bataille de la Berre, après laquelle la garnison arabe de Narbonne subsistera à l’abri des importants ouvrages défensifs de la ville mais son rôle de relais pour les expéditions et razzias ne sera plus significatif. En 759, à l’arrivée de Pépin le Bref dans la région, les habitants se soulèvent et les derniers Mauresques évacuent la ville définitivement. Certainement, la résistance de la région de Narbonne et la bataille de la Berre ont porté le coup d’arrêt à l’expansion musulmane en Europe occidentale, ainsi que le note le géographe arabe Zuhrî, au XIIe siècle, à propos de sa visite de la ville : On y trouvait la statue sur laquelle était inscrit : « Demi tour, enfants d'Ismaël, ici est votre terme ! Si vous me demandez pourquoi, je vous dirai ceci : si vous ne faites pas demi-tour, vous vous battrez les uns les autres jusqu'au jour de la Résurrection ».

### L'émirat de Cordoue

#### Règne d'Abd al-RahmanIer, le fondateur de la dynastie

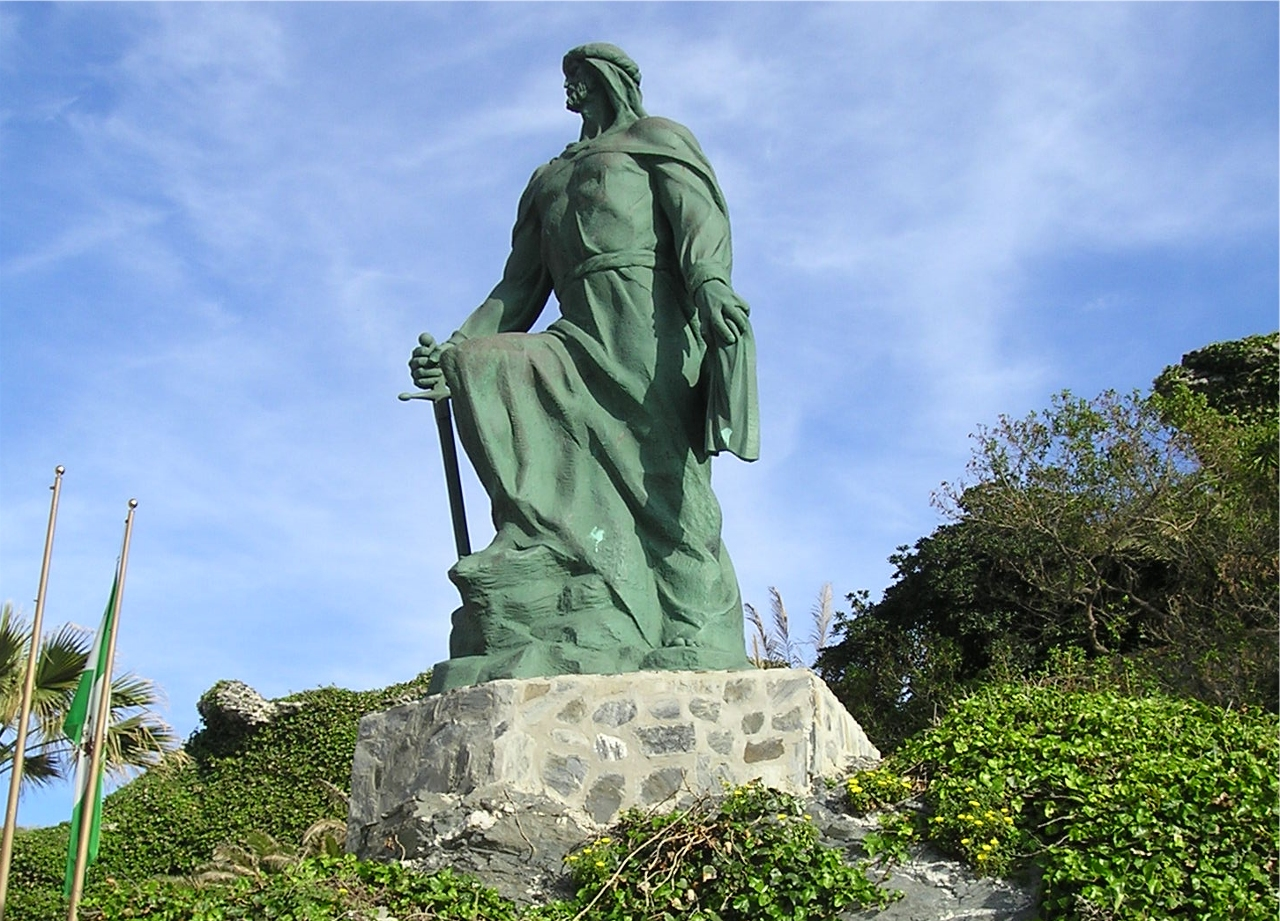
Statue de Abd al-Rahman Ier. Almuñécar, Espagne.

Al-Andalus en 750 à la chute du califat Omeyyade de Damas

En 750, le califat omeyyade s'éteint avec la défaite de la bataille du Grand Zab et toute la famille est assassinée par les Abbassides, hormis Abd al-Rahman Ier. Après avoir franchi la Palestine, l'Égypte puis l'Afrique du Nord avec sans cesse la volonté d'arracher une terre où il peut gouverner, le dernier héritier omeyyade comprend qu'il lui est impossible d'affirmer son autorité au milieu de ces vastes étendues composées d'une grande multitude de populations et de tribus. Finalement, après maintes péripéties, il se rend compte que son unique issue serait d'atteindre la péninsule ibérique où la famille omeyyade compte encore beaucoup de partisans.
Au mois de juin 754, Badr, un homme de confiance d'Abd Al-Rahman, franchit le détroit de Gibraltar avec dans ses mains une lettre indiquant la volonté de ce dernier d'accéder au trône si la population andalouse l'accepte. La lettre est favorablement acceptée au sein de la noblesse andalouse qui y donne un avis positif mais préfère demander toutefois la permission du gouverneur Yusuf al-Fikri et de son subordonné Al-Sumayl. Les deux hommes se disputent immédiatement à propos de cette lettre, Yusuf un homme faible de caractère accepte la proposition d'Abd Al-Rahman mais ce n'est pas le cas d'Al-Sumayl qui décide de prendre les armes. Les envoyés d'Abd Al-Rahman décident de se tourner vers les arabes d'origine yéménite adversaires d'Al-Sumayl. Fort du soutien de deux tribus arabes et doté d'une somme confortable Badr achète un bateau qui part immédiatement vers l'Afrique où l'attend le descendant omeyyade qui embarque pour Almuñécar (Al-Munakab) dans la province de Grenade à l'est de Malaga.

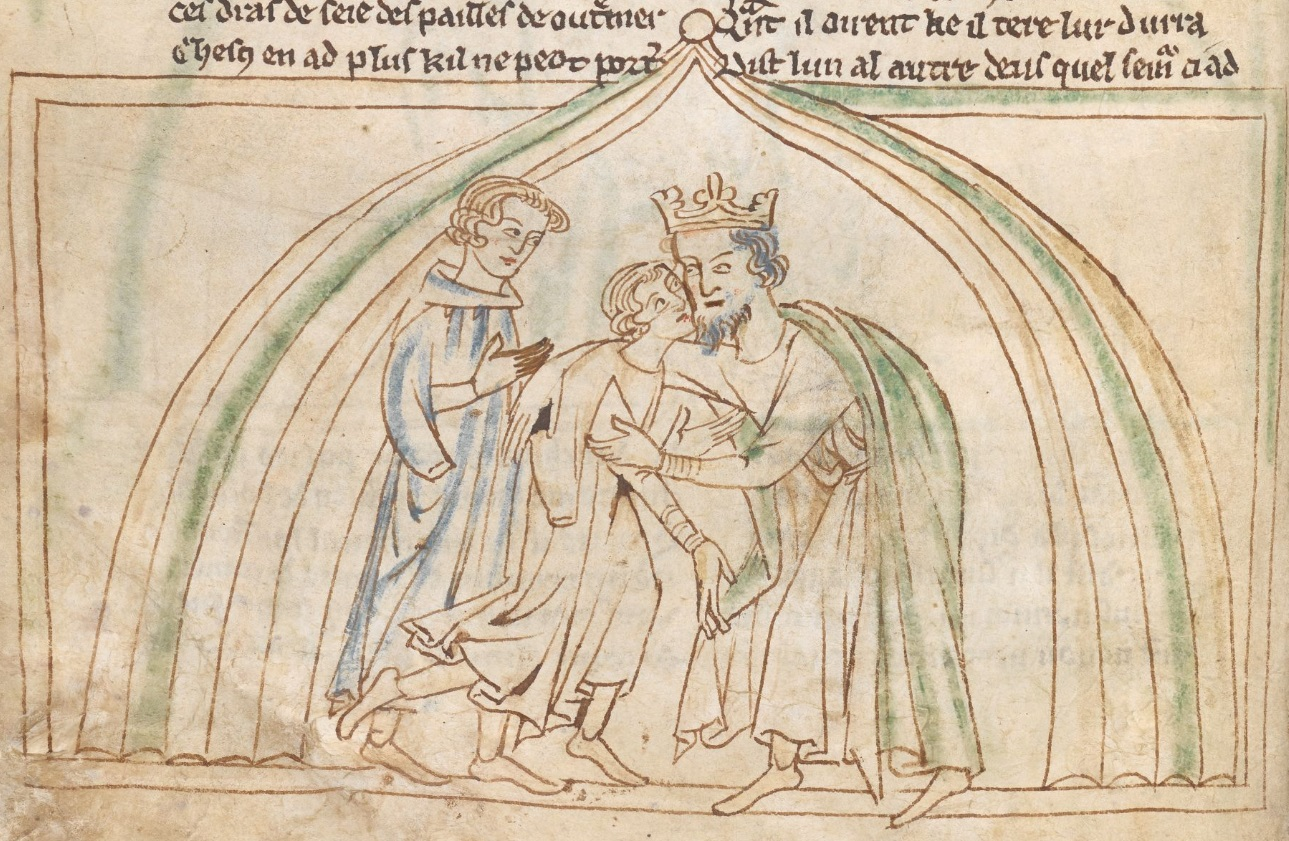
Charlemagne embrasse Roland.
Chanson d'Aspremont, British Library, Lansdowne Ms. 782, XIIIe siècle.

Pendant un moment, Abd al-Rahman se laissa conseiller par ses partisans, conscients des risques de son entreprise. Yusuf proposa à Abd al-Rahman une de ses filles en mariage ainsi que des terres. Ceci représentait moins que ce qu'il espérait obtenir mais il se serait résigné à s’en contenter si l'insolence d'un des messagers de Yusuf, un renégat espagnol, n'avait pas outré Obeidullah, un des chefs loyaux aux Omeyyades : il se gaussa de l'incapacité d'Obeidullah à bien écrire l'arabe. En réponse à la provocation, Obeidullah dégaina son épée.
Désormais appuyé par les Kalbites, en 756, Abd al-Rahman mena une campagne dans la vallée du Guadalquivir qui se termina le 16 mai par la déroute de Yusuf et sa fuite de Cordoue. Les troupes d'Abd al-Rahman étaient faibles (Abd al-Rahman aurait été le seul à disposer d’un bon cheval de guerre) mais ayant lui-même une mère berbère issu d'une tribu originaire du Maroc actuel (de la tribu dite Nafza plus exactement) il s'intègre facilement et arrive à enrôler de nombreux soldats arabes et berbères au sein de son armée. N'ayant pas de bannière, ils en improvisèrent une avec un turban et une lance. Ce signe devait devenir le symbole des Omeyyades d'Espagne. En juillet, Abd al-Rahman officialisa son alliance avec les Kalbites. Un mois plus tard, il devint mâlik (roi) et émir d'al-Andalus marquant ainsi la scission avec les Abbassides d'Irak et faisant de son pays la première région à se détacher du califat de Bagdad ce qui ne manque pas d'inquiéter ces derniers qui craignent que d'autres gouverneurs prennent exemple sur Abd Al-Rahman pour proclamer leur indépendance.

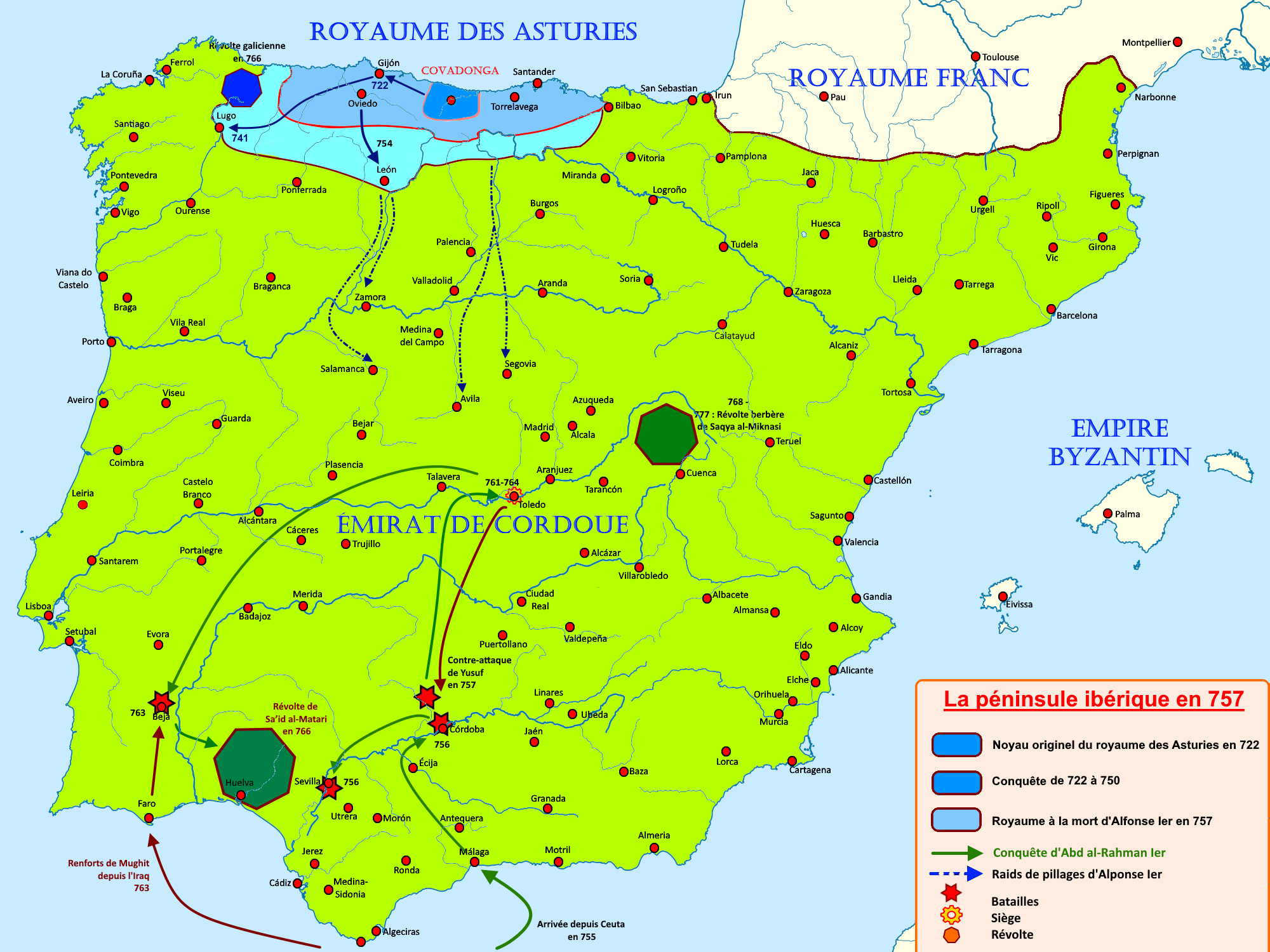
Péninsule Ibérique en 757

Le long règne d'Abd al-Rahman fut principalement marqué par de nombreuses mises à l'ordre des Arabes et des Berbères pour les rallier sous un même mandat. En 759, il mate une rébellion fomentée par l'ancien Émir qui se termina par l'exécution de ce dernier. En 763, il doit affronter dans sa propre ville des partisans à la solde des Abbassides. Cette révolte menée par un certain Al-Ala Mughit Al-Yahsubi qui lève l'étendard noir des Abbassides prend rapidement de l'ampleur ; après une vigoureuse attaque, Abd Al-Rahman parvient à les vaincre et fait couper, saler et tremper dans la naphtaline la tête des meneurs, avant de les faire envoyer au califat d'Orient en guise d'avertissement,. En 777, Ibn Arabi, gouverneur de Saragosse désireux de prendre son indépendance traverse les Pyrénées et demande l'aide du roi franc Charlemagne et dès 778 une grande armée se met en route vers la Catalogne. La menace pour Abd Al-Rahman était de taille mais une révolte des Saxons au nord qui sont parvenues au Rhin et menaçaient Cologne obligea Charlemagne à retirer son armée. C'est durant le voyage du retour que Charlemagne et ses hommes sont attaqués à Roncevaux par les Vascons et où Roland, héros d'une des plus célèbres chansons de geste et duc de la marche de Bretagne, meurt.

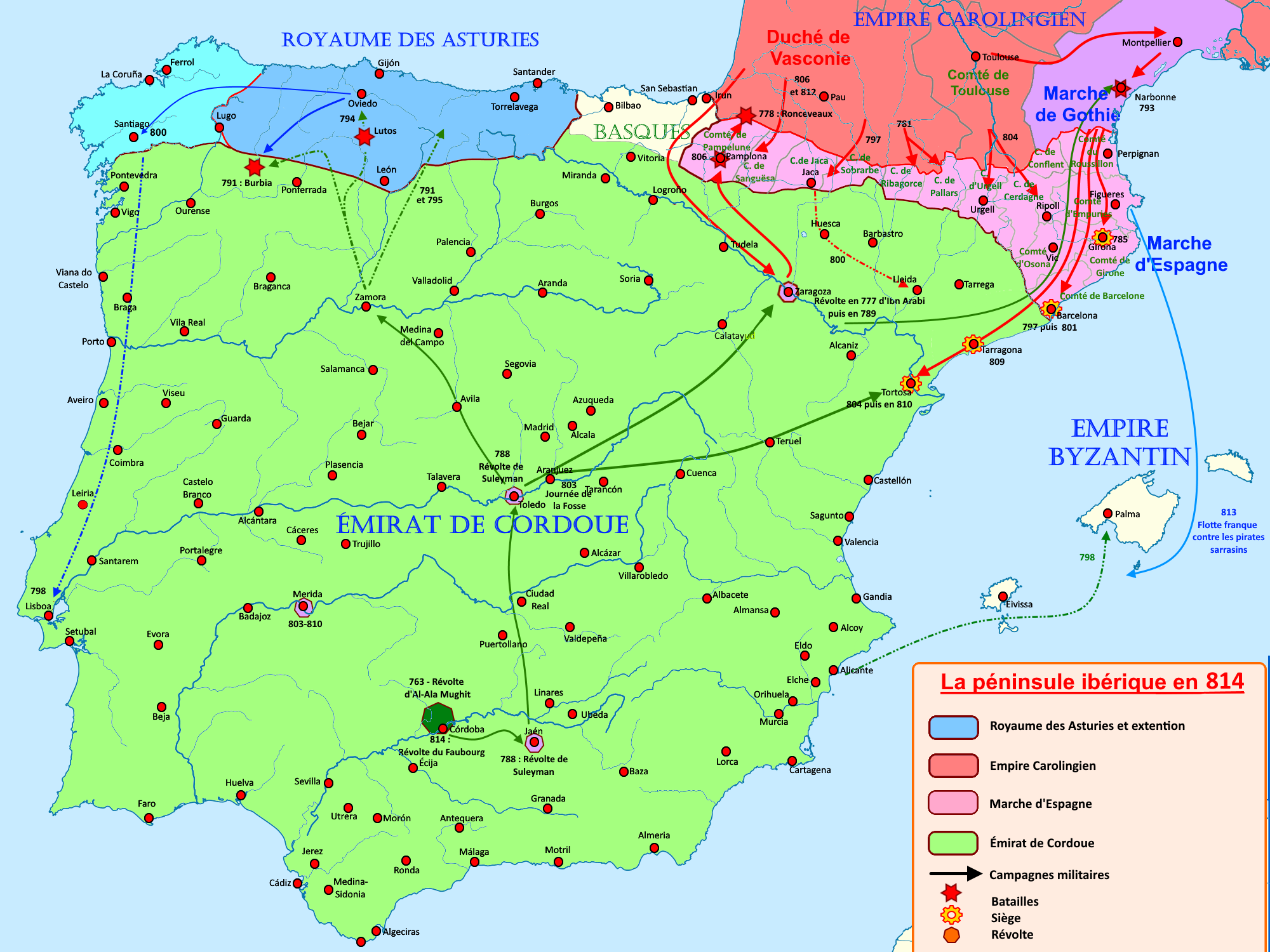
Carte de la péninsule ibérique en 814 avec les campagnes de Charlemagne et la création de la marche d'Espagne.

Dans ses dernières années, Abd al-Rahman dut également déjouer et réprimer brutalement une succession de complots dans son palais, permettant de poser solidement les bases de la dynastie qui assura le contrôle de l'Espagne aux Omeyyades jusqu'en 1031. Il fit également construire la mosquée de Cordoue qui fut achevée peu avant sa mort. Le génie d'Abd Al-Rahman est certainement d'avoir posé les bases d'un nouvel état inspiré du modèle de Damas, chose que ses prédécesseurs n'avaient pas pensé faire. Se plaçant comme émir ou roi (malik), jamais Abd Al-Rahman ni ses descendants jusqu'à Abd Al-Rahman III n'oseront prendre le titre de calife (khalifat Al-Rasul). L'émir gouverne le pays et nomme les chefs des armées, les juges et les hauts-fonctionnaires. C'est à lui que revient la charge de prendre les décisions importantes et ordonne à ses fils de mener les campagnes militaires. Durant la fin de sa vie il s’attellera à construire à Cordoue une mosquée que ses descendants agrandiront et amélioreront sans cesse. Il divise le pays en province avec à leur tête un wali et la province la plus importante étant celle de Cordoue.

#### HichamIer
À la fin de sa vie, Abd Al-Rahman décide de mener une enquête discrète pour déterminer qui de ses deux fils, Suleiman ou Hicham, pourra gouverner le pays. Blond aux yeux bleus né après l'arrivée de son père dans la péninsule, Hicham est un homme pieux et cultivé qui s'entoure de savants et de poètes contrairement à son frère Suleiman qui préfère les plaisirs mondains.
À la mort d'Abd Al-Rahman, c'est donc son fils Hicham Ier alors âgé de 30 ans qui monte sur le trône. Furieux, son frère Suleiman décide de prendre les armes et part de Tolède. La bataille entre les deux frères a lieu à Jaén où Suleiman est battu, il sera chassé du pays et expulsé vers l'Afrique du Nord où on n'entendra plus parler de lui.
Hicham Ier poursuivra l'œuvre de son père, et mis à part des révoltes mineures dans la région de Tortosa et Saragosse le règne du nouveau calife est paisible. Il se caractérise par sa piété, s'habillant d'une extrême simplicité. Il parcourait les rues de Cordoue afin de rendre visite aux pauvres et aux malades, distribuait la monnaie aux voyageurs et demandait à son peuple de faire de même. La période de stabilité que connaît le pays permet à Hicham de lancer des attaques contre les royaumes chrétiens qui menaçaient les frontières de l'émirat. En 791 il attaque la Castille et les Asturies, en 793 il expulse les Francs de Gérone et de Narbonne, en 795 il s'empare d'Astorga dans les Asturies.
À la même époque vivait de l'autre côté du monde musulman, à Médine, le juriste et fondateur de l'école qui porte son nom l'imam Mâlik ibn Anas. Lorsqu'on rapporte à ce dernier le comportement de l'émir omeyyade Hicham il ne tarit pas d'éloges envers ce dirigeant, voyant en lui l'idéal du gouverneur musulman face aux Abbassides qu'il considère comme des usurpateurs. Bien que cela puisse paraître secondaire, de cette union entre les deux hommes va naître une lignée de juristes dont l'Espagne a grandement besoin. Hicham encourage vivement les échanges avec l'imam Mâlik et le malikisme devient la branche officielle de l'islam sunnite d'Al Andalus. Au moment de la mort d'Hicham, d'illustres juristes comme le Berbère Yahiya ibn Yahiya, un des plus brillants élèves de l'imam Malik enseignent le droit en Espagne.

#### Al-HakamIer, le temps des révoltes et création d'une marche franque de Barcelone en 801

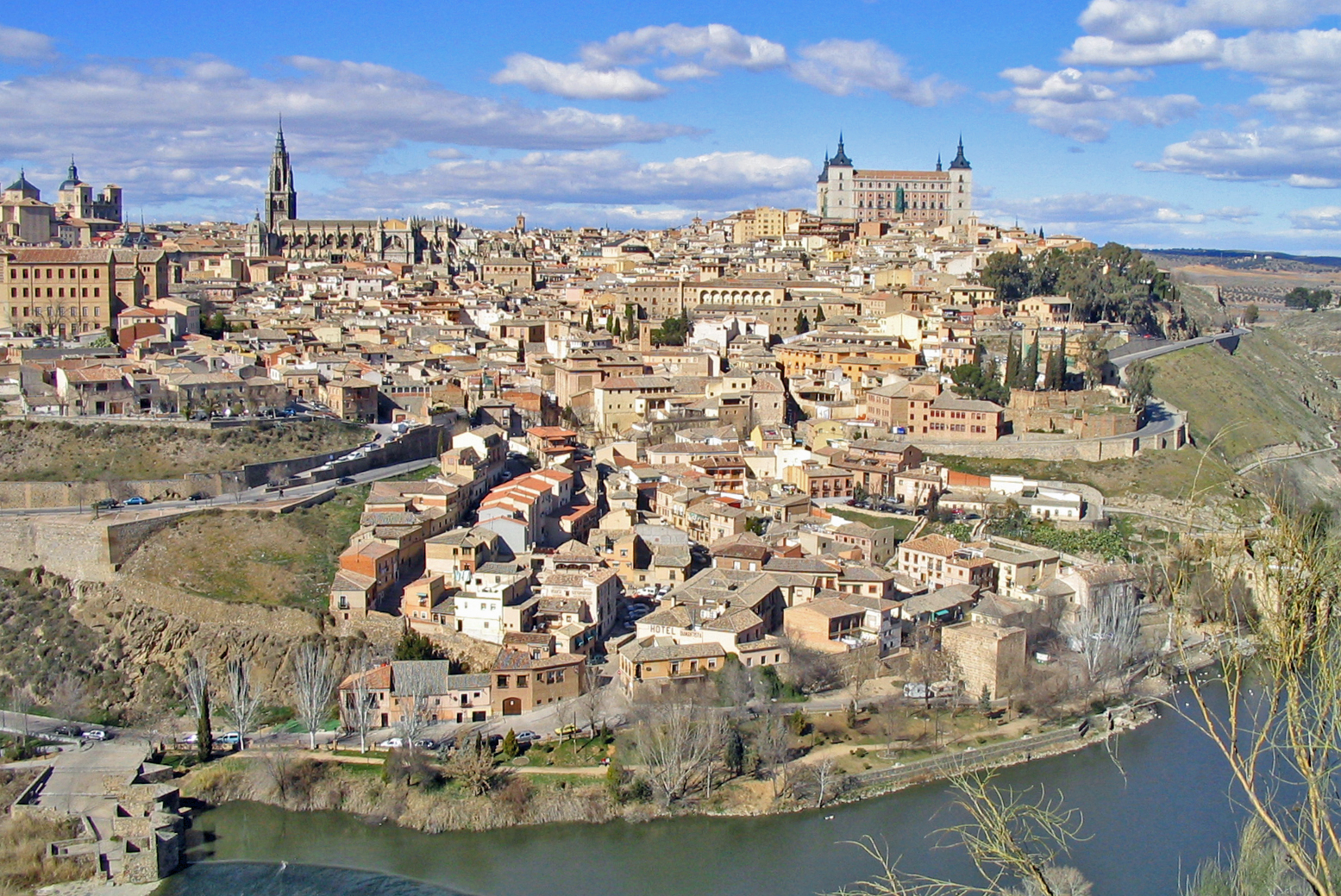
C'est à Tolède en proie au désordre, qu'Al-Hakam donne un gouverneur latin.

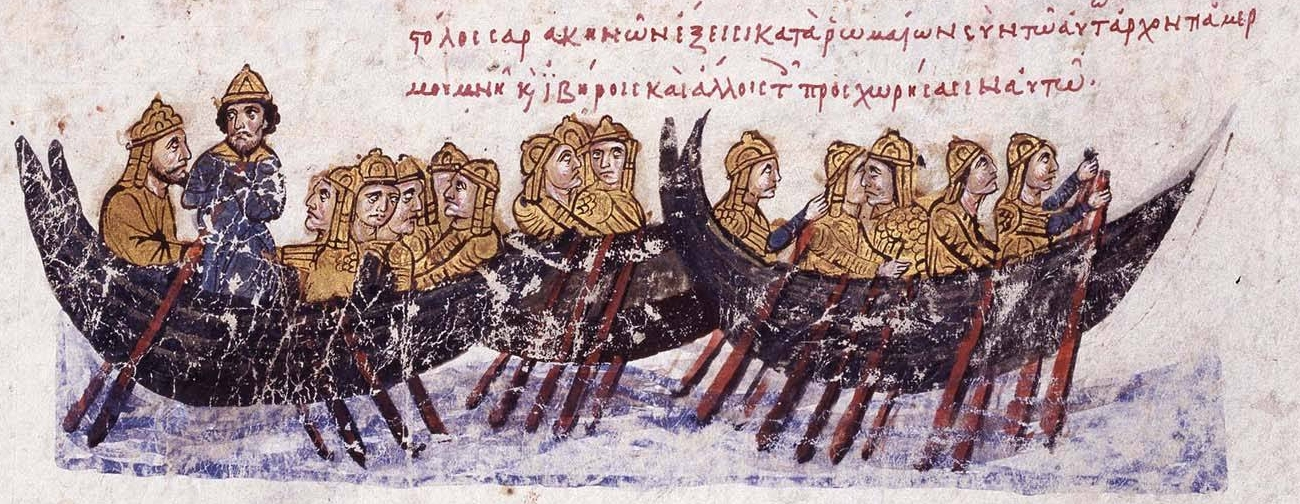
Cordouans chassés d'Al-Andalus pour s'être révoltés contre le sultan, en partance pour la conquête de l'île de Crète.

En 796, Hicham Ier meurt à l'âge de trente-neuf ans et c'est son fils Al-Hakam qui est choisi. Son règne est marqué par une flambée de violence intérieure et extérieure. L'année de son arrivée au pouvoir, Alphonse II des Asturies, un oncle de Hakam ainsi que le gouverneur de Barcelone rencontrent Charlemagne et lui proposent d'entreprendre une action au-delà des Pyrénées. Se souvenant du terrible échec qu'il avait subi au temps d'Abd Al-Rahman Ier, Charlemagne hésite mais finalement en 798 son fils Louis le Pieux décide d'entreprendre une guerre en Andalus. En 801 Charlemagne créée la Marche franque de Barcelone, qui défend son empire et commence réellement la Reconquista. Inquiet des contacts directs de Charlemagne avec Bagdad, l'émir Al-Hakam se résigne à cette situation et accepte de signer avec l'empereur franc des traités entérinant la frontière sur l'Èbre entre 810 et 812. Moins de cinq ans après son arrivée sur le trône, Al-Hakam assiste donc impuissant à la perte de Barcelone trop occupé à mater les rébellions internes comme avec les Banu Qasi qui dominaient la vallée de l'Èbre, mais aussi avec des bandits berbères habitant les montagnes et ne descendant que pour piller les villages des alentours. L'armée d'Al-Hakam, incapable de les arrêter car encore trop peu nombreuse, était constituée de nombreux mamelouks (soldats esclaves), éléments chrétiens et notamment slaves, regroupés sous le nom générique d'Esclavons, dont Al-Hakam en fait sa garde personnelle.
De plus des groupes religieux qui se permettaient de donner leurs avis et même de critiquer le nouveau sultan Al-Hakam Ier qu'ils ne considéraient pas assez pieux, se forment en une véritable caste au sein de l'État. Ils comploteront même contre leur dirigeant en souhaitant le remplacer par son cousin Ibn-Châmmas, mais ce dernier fidèle au sultan l'avertit du complot et une partie des meneurs sont exécutés. Al-Hakam qui durant sa jeunesse était connu pour sa gaieté et son souhait de continuer sur la voie tracée par son père se transforme au fil des révoltes en personnage aigri, déçu par le comportement de ses sujets dont il n'hésitera pas à décapiter les éléments les plus turbulents. Afin de pallier son manque de soldats, Al-Hakam s'engage dans la voie de la terreur.

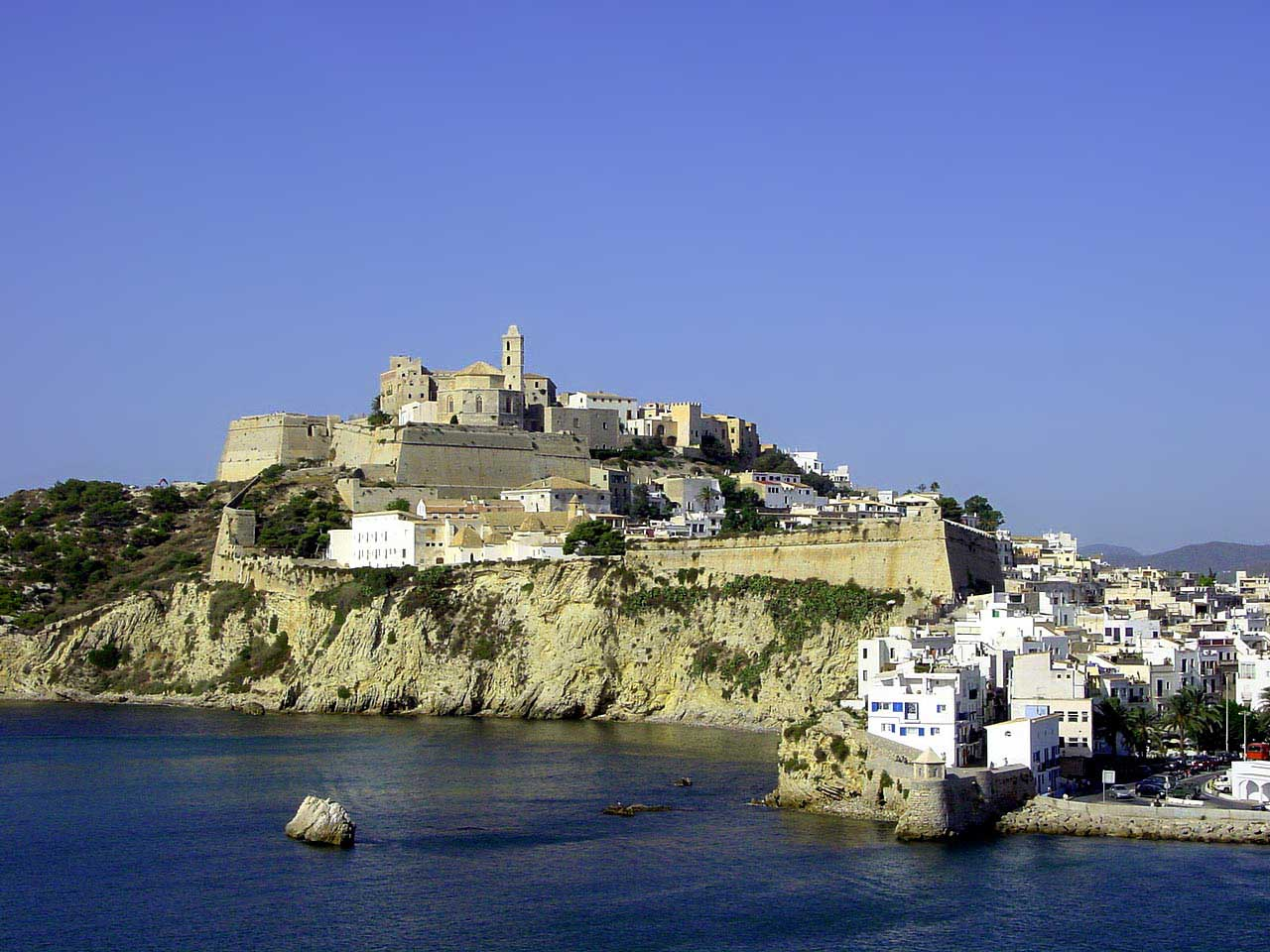
C'est sous le règne d'Al-Hakam Ier que les Îles Baléares sont conquises et resteront musulmanes jusqu'au milieu du XIII

Dans le même temps Al-Hakam jouera l'apaisement en donnant aux villes en majorité espagnole, des gouverneurs issus de leur peuple, comme Amrous gouverneur de Tolède. Malgré tout, les notables de la ville trahiront l'émir. La réaction est immédiate, Al-Hakam envoie son fils Abd Al-Rahman exécuter les meneurs lors de la journée appelée Journée de la Fosse, la terreur de ce massacre calme toutes les rébellions dans le pays durant une décennie. Le calme n'est toutefois qu'apparent car dans le secret les comploteurs continuent à vouloir la chute du sultan. Le nom d'Al-Hakam est insulté dans les rues et les mosquées de Cordoue, en réponse celui-ci n'hésite pas à exécuter les meneurs et à engager de plus en plus de soldats africains qu'on dénommait les muets car ils ne connaissaient pas la langue arabe et donc étaient d'autant plus redoutables. Toutes ces mesures au lieu d'effrayer la population la rendent de plus en plus rebelle,.
Le pays est au bord de la guerre civile, et la tension atteint son paroxysme au mois de mai 814, lorsqu'un des soldats du sultan assassine un artisan de Cordoue qui ne voulait pas lui obéir, spontanément une foule en colère se regroupe autour du palais. Le sultan et ses hommes prennent conscience qu'ils n'ont aucune chance face à la population et tout le monde s'apprête à être tué dans la journée. Al-Hakam demande même d'assassiner immédiatement les prisonniers qui avaient mené les révoltes précédentes afin qu'ils ne lui survivent pas. Avant de s'avouer vaincu, Al-Hakam décide de lancer une offensive de la dernière chance. Elle consiste à envoyer quelques cavaliers qui doivent se frayer un chemin dans la foule et atteindre les faubourgs de la ville afin d'incendier les maisons qui s'y trouvent, le but de l'opération est d'affoler la population qui en voyant ses demeures en feu abandonnera les armes pour aller éteindre les incendies. C'est à Obeid-Allah qu'incombe la tâche qu'il accomplit avec succès, il brûle les biens de la population qui rompt les rangs et ainsi desserre l'étau qui pèse sur Al-Hakam et son palais. L'armée du sultan sort et massacre une partie des protestataires. Les autres se divisent en deux groupes, le premier composé d'environ 10 000 personnes et dirigé par Abu Hafs Omar ibn Suab partent pour l'Égypte puis pour l'île de Crête où ils fondent leur propre dynastie,. Le second groupe composé de 8 000 familles, s'installe en Afrique et plus précisément à Fès où le prince Idris Ier les accueille dans sa nouvelle capitale. Le sultan sort victorieux à l'issue de cette journée qu'on appelle la journée de la Révolte du Faubourg. Les religieux qui ont mené la révolte sont quant à eux sont pour la plupart graciés mais contraints à l'exil bien que le sultan croit fermement être dans son bon droit s'il condamne à mort les meneurs de la révolte.
Le règne d'Al-Hakam consolide énormément le pouvoir de l'émir, et il laisse à son fils Abd al-Rahman II un état pacifié et stable, qui permet à ce dernier d'initier la civilisation andalouse. Lui-même n'était pas étranger aux arts, il invite à Cordoue le poète Ziriab, qui introduit en Al-Andalous de nombreuses pratiques orientales, dans les domaines des arts, des sciences et des cultures.

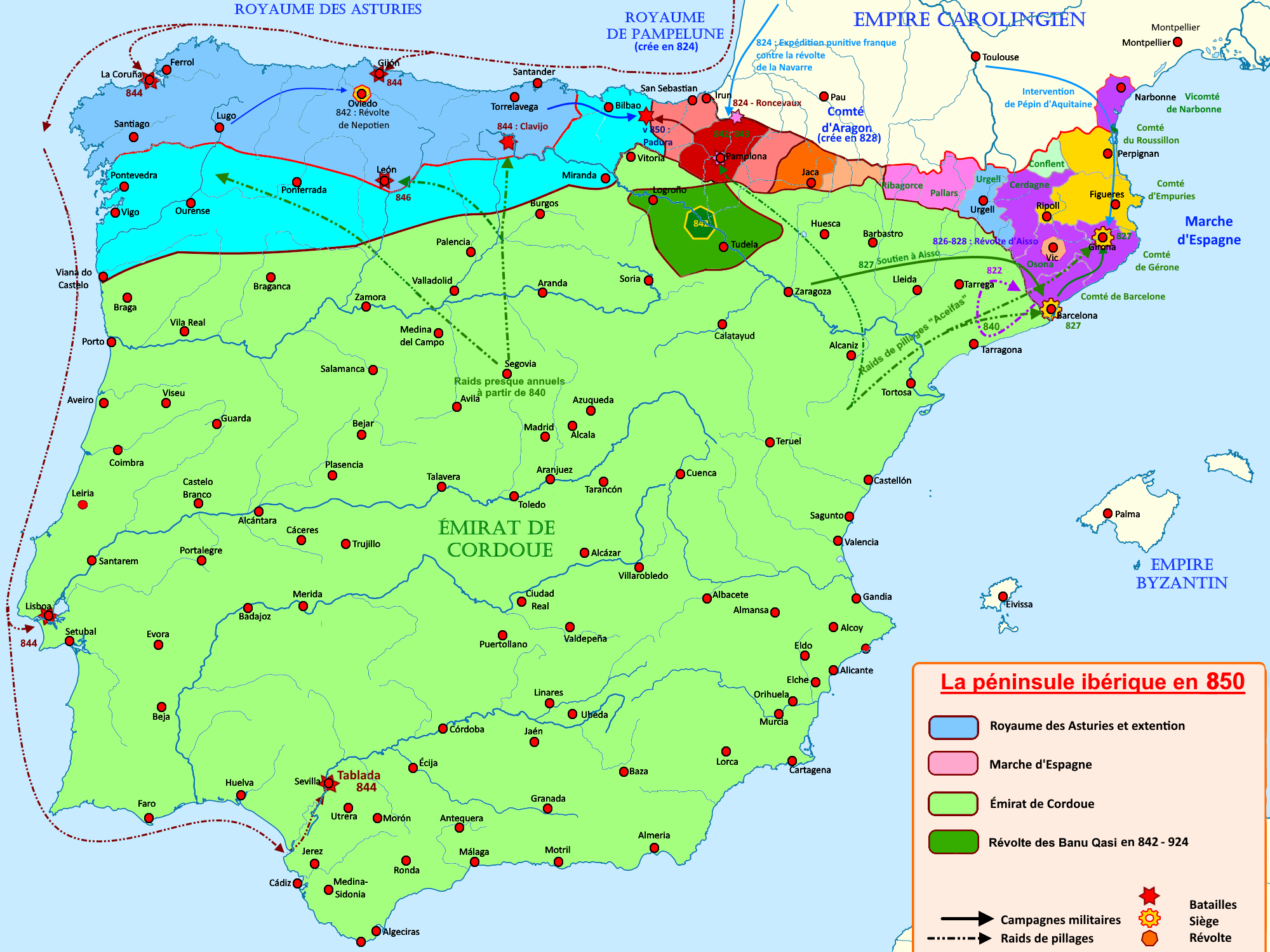
L'Émirat de Cordoue de 814 à 850

#### Abd Al-Rahman II, les débuts de l'âge d'or de l'émirat

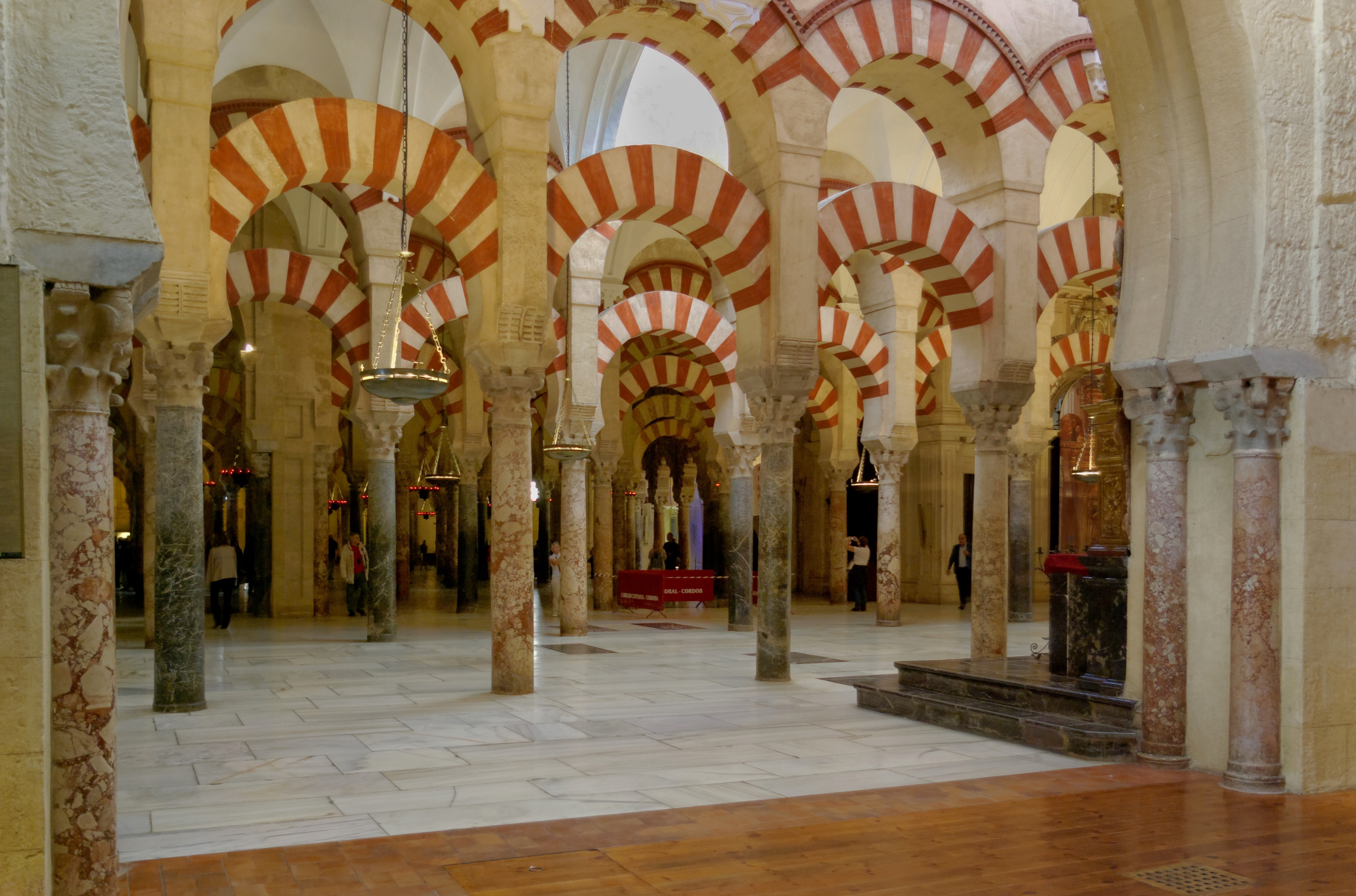
Cathédrale de Cordoue anciennement mosquée au temps des Omeyyades.

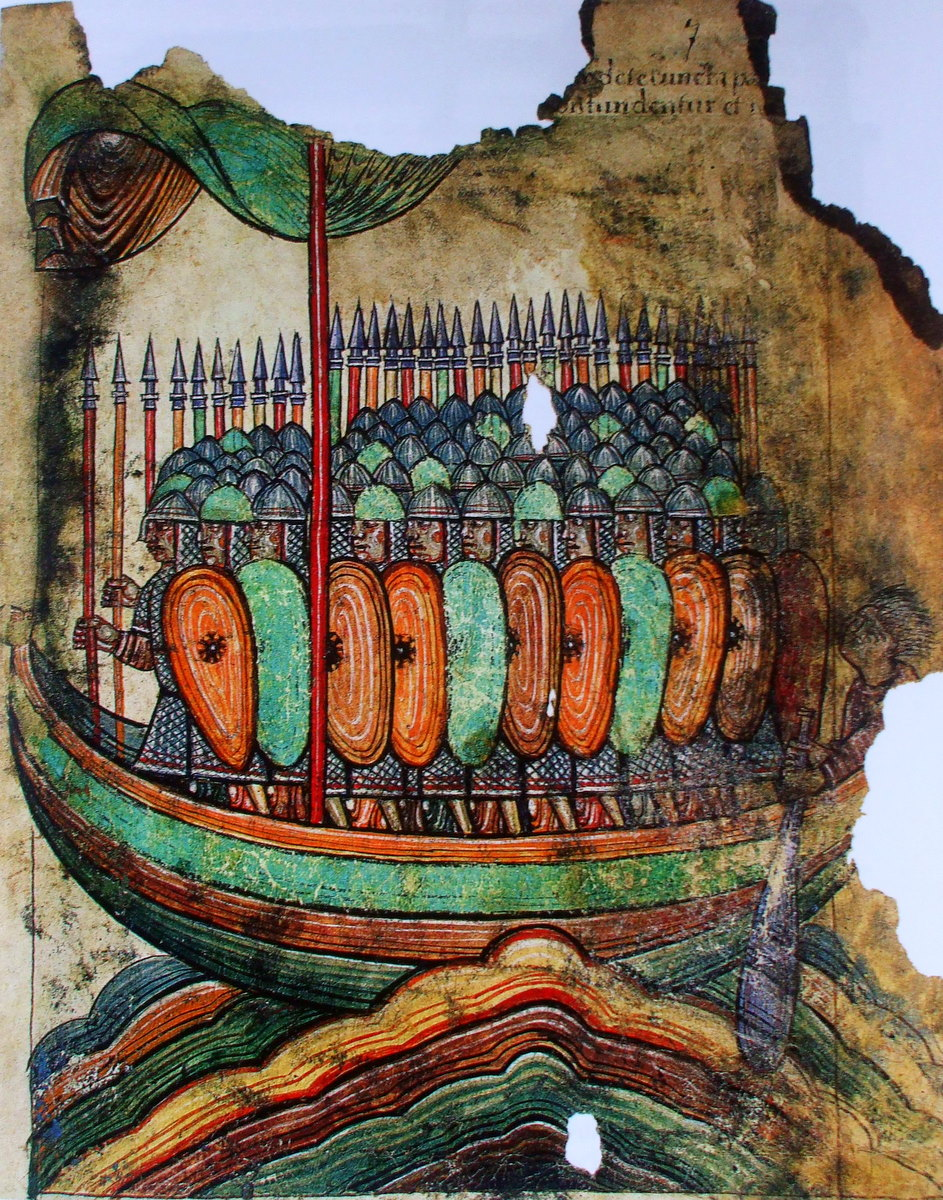
Les attaques des Vikings obligent Abd Al-Rahman II à construire un ensemble de tours et de forteresses opérationnelles un siècle après sa mort

Né à Tolède Abd Al-Rahman II monte sur le trône à l'âge de trente ans. De sa vie privée il n'existe que peu de traces, il eut près de quatre-vingt-dix enfants issus de nombreuses concubines. Réservé et de caractère facile, il sort peu de son palais hormis pour la chasse. Son accession au trône est d'autant plus acceptée qu'il allège les impôts, punit les hauts-fonctionnaires corrompus et lance un sérieux avertissement aux gouverneurs désireux de prendre leur indépendance que leur punition serait exemplaire. La population satisfaite du sentiment de justice ne se révoltera quasiment pas, hormis un soulèvement mineur à Tolède.
Pieux, Abd Al-Rahman II aime aussi les arts et les sciences, et se donne pour objectif de faire venir de Bagdad des artistes de la cour abbasside comme Ziriab, amenant son pays au premier rang européen en la matière. De nombreux Chrétiens se hissent à des rangs importants dans la société et fournissent des fonctionnaires très compétents. S'assimilant rapidement et impressionnés par le raffinement andalous, les Chrétiens se mettent à utiliser exclusivement la langue arabe tandis l'usage du latin se perd, ce qui ne manque pas de causer une amertume au sein de l'Église :

« Mes coreligionnaires, dit-il, aiment à lire les poèmes et les romans des Arabes ; ils étudient les écrits des théologiens et des philosophes musulmans, non pour les réfuter, mais pour se former une diction arabe correcte et élégante. Où trouver aujourd'hui un laïque qui lise les commentaires latins sur les saintes Écritures? Qui d'entre eux étudie les Évangiles, les prophètes, les apôtres? Hélas! Tous les jeunes Chrétiens qui se font remarquer par leurs talents, ne connaissent que la langue et la littérature arabes ; ils lisent et étudient avec la plus grande ardeur les livres arabes; ils s'en forment à grands frais d'immenses bibliothèques, et proclament partout que cette littérature est admirable. Parlez leur, au contraire, de livres chrétiens : ils vous répondront avec mépris que ces livres-là sont indignes de leur attention. Quelle douleur ! Les Chrétiens ont oublié jusqu'à leur langue, et sur mille d'entre nous vous en trouverez à peine un seul qui sache écrire convenablement une lettre latine à un ami. Mais s'il s'agit d'écrire en arabe, vous trouverez une foule de personnes qui s'expriment dans cette langue avec la plus grande élégance, et vous verrez qu'elles composent des poèmes, préférables, sous le point de vue de l'art, à ceux des Arabes eux-mêmes »

Cette amertume se transforme au sein de certains hommes d'Église en propagande mensongère afin de placer l'islam au même niveau qu'une religion païenne. La haine que ressentent les prêtres n'est pas envers l'islam -dont ils ne connaissent que peu de choses bien qu'ils vivent en permanence avec des musulmans- mais plutôt envers les Arabes et surtout le peuple qui les brimait continuellement, eux qui à peine un siècle plus tôt formaient l'élite du pays du temps des rois wisigoths. Le sentiment d'agression que ressentait les Chrétiens dans leur culture était d'autant plus fort qu'un certain engouement pour l'Orient Abbasside et sa culture s'emparait du pays, l'Andalousie tourne définitivement le dos à sa culture latine et wisigothe pour s'ouvrir à la pensée irakienne.
Abd Al-Rahman II quant à lui, est à la tête d'un pays riche et puissant. Lui-même est un monarque absolu dont le pouvoir est quasiment total sur l'Andalousie, hormis en ce qui concerne les questions religieuses qui étaient toujours sous l'autorité du grand cadi et du mufti. Les longues luttes entre les différents éléments de la société se sont apaisées et les gouverneurs autrefois si prompts à désobéir à l'émir sont surveillés de près. On y cultive pour la première fois l'asperge importée d'Orient, la culture oléicole est intense, les nouveaux systèmes d'irrigation permettent la fertilisation artificielle de terres totalement inexploitables jusque-là, la culture en terrasse fait son apparition. Les bonnes années il était possible d'obtenir trois où quatre récoltes par an. Abd Al-Rahman continue à réorganiser l'armée en suivant l'exemple de ses ancêtres; Aux groupes indisciplinés issus des différentes tribus auxquelles ils continuaient à obéir, il préfère des soldats de métier aux ordres d'un gouvernement central. Il achète de nombreux esclaves à l'étranger et surtout en Europe afin de les former aux métiers des armes, en échange de généreuses rétributions il exigeait de ces soldats un dévouement total. Les principaux fournisseurs en esclaves étaient les Vikings. De partenaires commerciaux, ces hommes du Nord deviennent la plus grande menace à laquelle doit faire face Abd Al-Rahman II.
Après avoir ravagé Nantes en 883 et Bordeaux, les drakkars vikings s'abattent sur Al-Andalus en longeant les côtes. Arrivés à Séville ils pillent la ville durant sept jours, tuent les hommes et capturent les femmes. Informé de la situation Abd Al-Rahman II envoie une importante armée qui stoppe les Vikings et les oblige à quitter l'Andalousie. Immédiatement l'émir lance un plan de construction d'un réseau de tours, de guets et de forteresses le long des côtes, et met aussi en place une véritable flotte de guerre. Le résultat répond aux attentes. Quelques années plus tard, un nouveau raid viking se solde par un échec. Toujours opérationnelles un siècle après sa mort, les défenses construites par Abd Al-Rahman II empêcheront les Vikings de débarquer en Andalousie malgré leurs tentatives désespérées d'y mettre un pied.
La fin de son règne est troublée par les intrigues à propos de sa succession. Il avait eu quarante-cinq fils, et les deux factions principales soutenaient respectivement Muhammad le fils aîné, et Abd-Allah le fils de Tarub, la favorite de l'émir. Les conflits allèrent jusqu'à une tentative d'empoisonnement de l'émir. Finalement, en 852, à la mort d'Abd Al-Rahman II, ce fut Mohammed qui lui succéda.

#### MuhammadIer

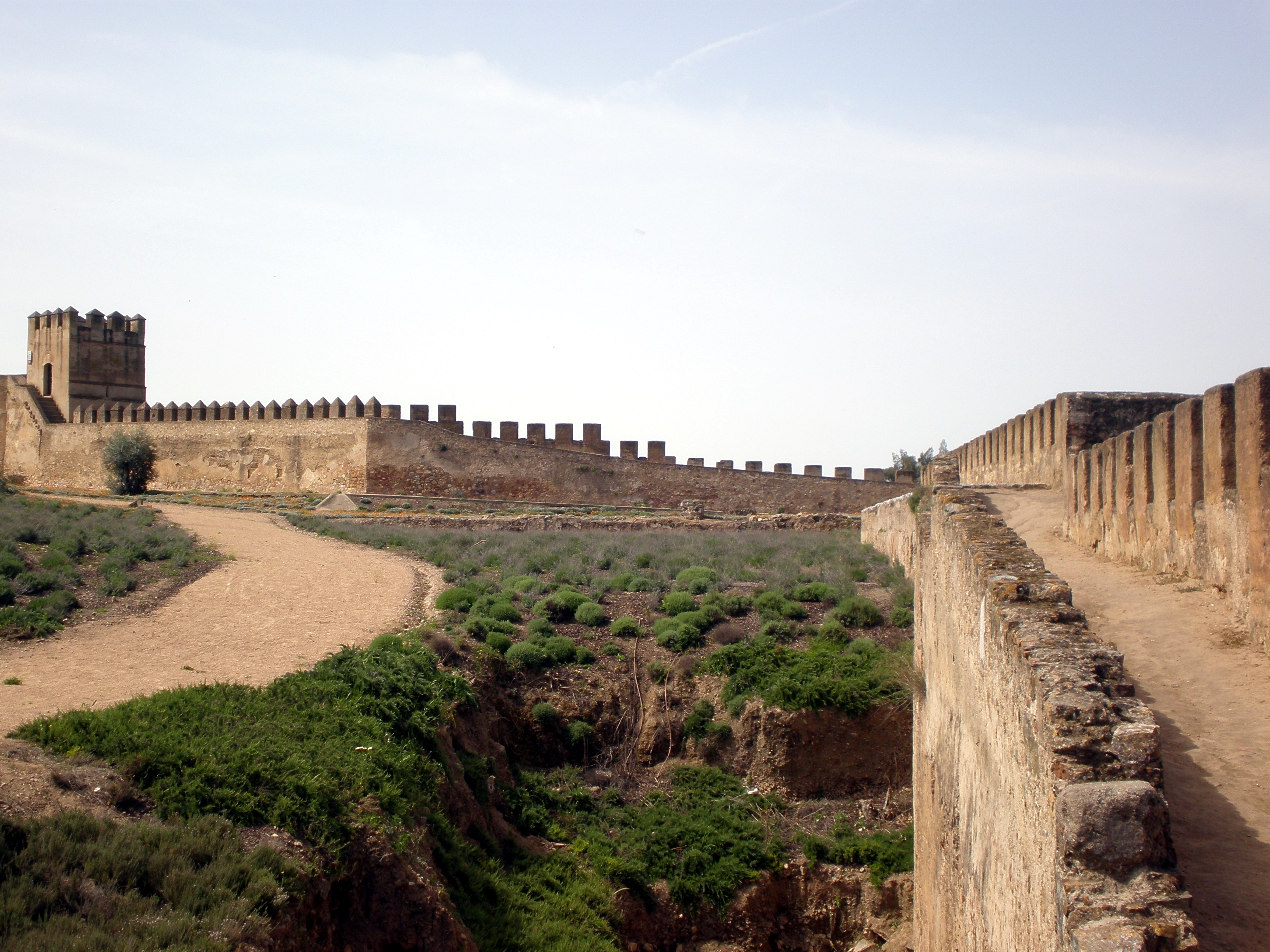
Badajoz ville fondée par Ibn Marwan

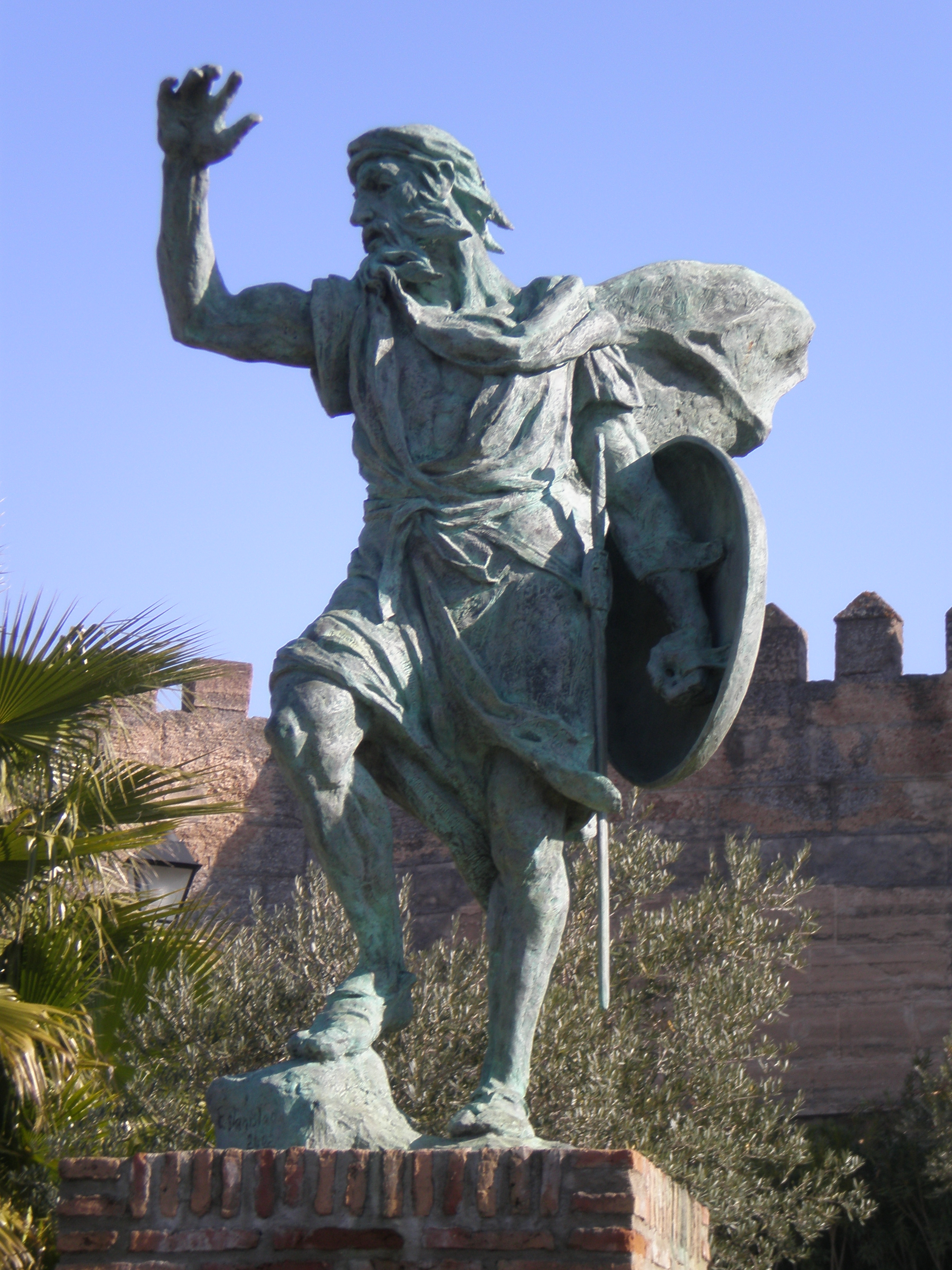
Ibn Marwan

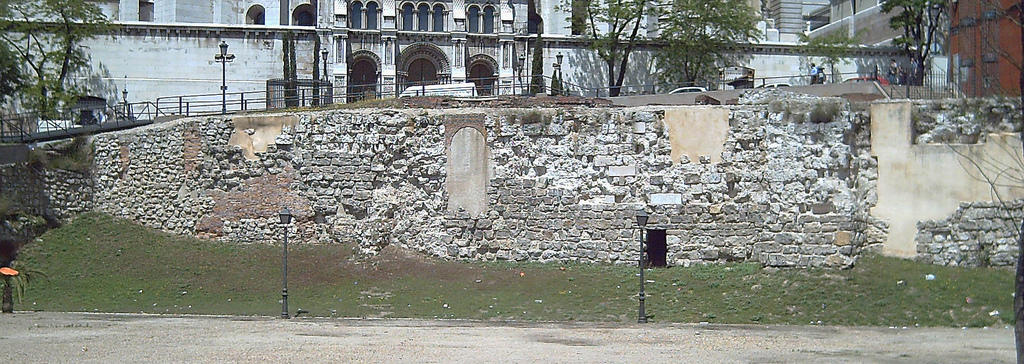
C'est durant le règne de Muhammad Ier qu'est fondé Madrid, ici les vestiges de la muraille musulmane

Intronisé le soir même de la mort de son père, le nouveau sultan ne ressemble pas à son père : d'une personnalité froide, il est, comme le craignaient les eunuques lors de son élection, un personnage plutôt intolérant envers ses sujets chrétiens, dont il ordonnera la destruction de plusieurs églises.
Le nouvel émir Muhammed doit rapidement faire face à une insurrection. Les royaumes chrétiens du nord de la péninsule, apprenant la nouvelle de la mort d'Abd Al-Rahman II, décident de prendre les armes à Tolède. Muhammed, sentant que la menace est aux portes de la capitale, envoie toute son armée afin de mater la rébellion. Les Chrétiens, avec à leur tête le comte Gaton de Bierzo, aidés par le roi Ordoño Ier d'Oviedo, préparent aussi leur armée qui se retranche dans Tolède. Muhammad, comprenant qu'il ne peut prendre la ville par la force, décide de la prendre par la ruse. Il ordonne à une partie de ses hommes de se cacher derrière les rochers et avec une faible troupe, il s'avance lui-même devant les remparts de la cité. Les Tolédans, étonnés par l'audace et ne se doutant de rien, tentent une sortie menée par Gaton qui décide de poursuivre Muhammad et ses hommes qui simulent la fuite. Arrivés auprès de son armée qui est restée cachée, l'émir ordonne le massacre de Gaton et de ses huit mille hommes qui sont cernés de toutes parts par les troupes musulmanes. Malgré le fait qu'il n'ait pu reprendre Tolède, Muhammad est satisfait car Cordoue n'est plus menacée, mais ce n'est pas pour autant que les harcèlements envers les Chrétiens de Cordoue cessent dans la mesure où le sultan augmente l'impôt dont ils doivent s’acquitter. Les Tolédans défaits se précipitent à Cordoue pour demander la clémence de l'émir qui la leur accorde mais dix ans plus tard, ils se révoltent de nouveau.

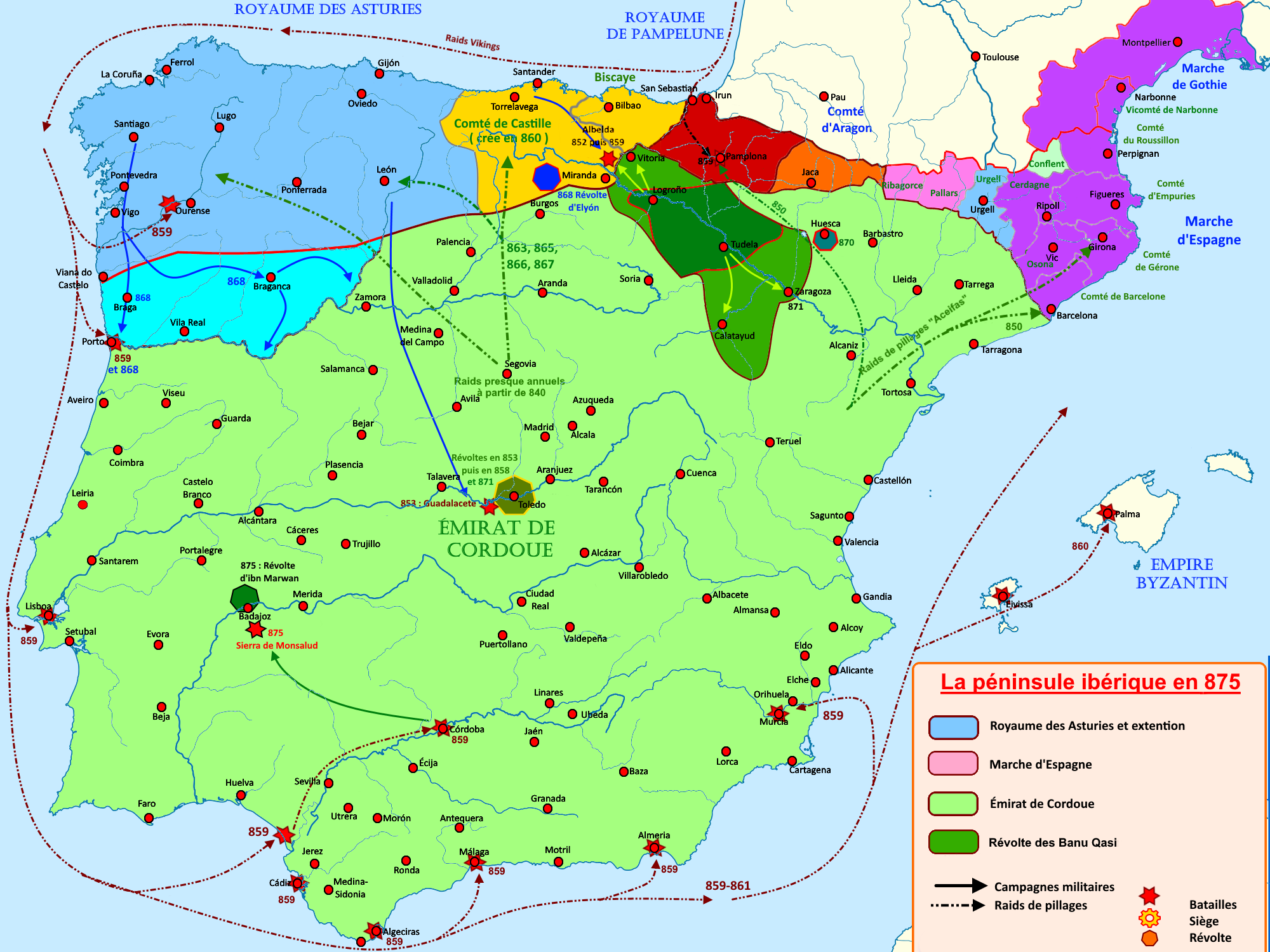
Carte de l'Émirat de Cordoue de 850 à 875

Le règne de Muhammed est aussi marqué par la révolte des populations wisigothes converties récemment à l'islam, où muwallad. Beaucoup considèrent que l'attitude de la noblesse arabe à leur encontre est contraire à l'islam et notamment en ce qui concerne l'égalité des droits. À la fin du IXe siècle un dénommé Ibn Marwan, descendant d'une famille de muwallad se révolte contre l'autorité arabe et berbère. Muhammed envoie son fils Al-Mundhir et un de ses ministres dénommé Hâshim. À la suite d'une erreur de stratégie, les hommes du sultan sont massacrés et Hâshim est fait prisonnier, ce qui permet à Ibn Marwan de négocier à son avantage un traité humiliant pour le sultan. L'accord prévoit qu'Ibn Marwan fonde sa propre ville nommée Badajoz ayant une large autonomie vis-à-vis du sultan. Cette marque de faiblesse discrédite encore plus le sultan face à une population de plus en plus insoumise. La guerre menée par Ibn Marwan ou par les autres muwalladun permet paradoxalement d'unifier le pays et d’accélérer le processus de conversion parmi les latins car cette lutte n'était nullement un rejet de l'islam ni même de l'autorité de l'émir mais uniquement une demande de reconnaissance de la composante wisigothe au sein de la population andalouse. Ibn Marwân comme de nombreux nobles wisigoths musulmans deviennent même des personnages clefs dans la défense du pays face aux invasions chrétiennes. Ainsi, en 875 la fondation de Badajoz dans l'actuelle Estrémadure permet à cette région faiblement peuplée de devenir un point stratégique pour les émirs andalous.
La dernière grande révolte à laquelle le sultan sera confronté est celle d'Omar Ben Hafsun, un descendant de Chrétiens convertis à l'islam. Il s'établira dans sa forteresse de Bobastro d'où il attaque la campagne environnante. Voyant qu'il est dans son intérêt de se soumettre au sultan, il conclut un pacte et s'engagea même dans l'armée. Il la quitte cependant rapidement et retourne à son état de brigand. Omar survivra au sultan Muhammad et c'est à son fils Al-Mundhir que revient la tâche de l'arrêter. Le nouveau sultan est plus prudent et plus énergique que son père et en 888, il se lance avec son armée dans la pacification du territoire et décide d'attaquer Bobastro. Omar par une ruse se sauve de cette situation, quant à Mundhir il meurt durant le siège. Le nouvel émir désigné est Abd Allah.

#### Abd Allah ben Muhammad

Territoires contrôlés par Omar Ibn Hafsun à l’apogée de son pouvoir

Abd Allah ben Muhammed a quarante-huit ans lorsqu'il accède au trône de son frère défunt. Homme de taille moyenne aux yeux bleus et cheveux roux hérité de sa mère une princesse franque, il est cultivé et pieux. Omar, apprenant la mort de son ennemi, souhaite attaquer le convoi funèbre mais Abd Allah ben Muhammad lui demande de ne pas agir. Au contraire, il lui propose la paix, ce qu'il accepte et se soumet au nouveau sultan. Peu de temps, après il rompt cette alliance de nouveau et se relance dans sa vie de pillage. Quant à Abd Allah, son alliance avec les ennemis du pays lui vaut de nombreuses critiques au sein même de la noblesse arabe. Quelques années plus tard, Abd Allah a l'occasion de vaincre définitivement son adversaire au pied de la forteresse de Polei. Disposant d'une armée composée de quatorze mille hommes, nettement moins nombreuse que celle d'Omar qui en avait deux fois plus, Abd Allah joue l'avenir de la dynastie omeyyade, car il est bien conscient qu'une défaite face à Omar lui serait fatale. La bataille qui au départ semble confuse au sein du clan omeyyade finit par tourner à leur avantage et Omar ainsi que ce qui reste de son armée prend la fuite. Omar connaîtra encore quelques succès par la suite mais sa conversion au christianisme et sa défaite face à Abd Allah lui sont désastreuses. Il perd de nombreux éléments berbères de son armée et le soutien d'autres chefs rebelles musulmans et finit par mourir de maladie en 917.

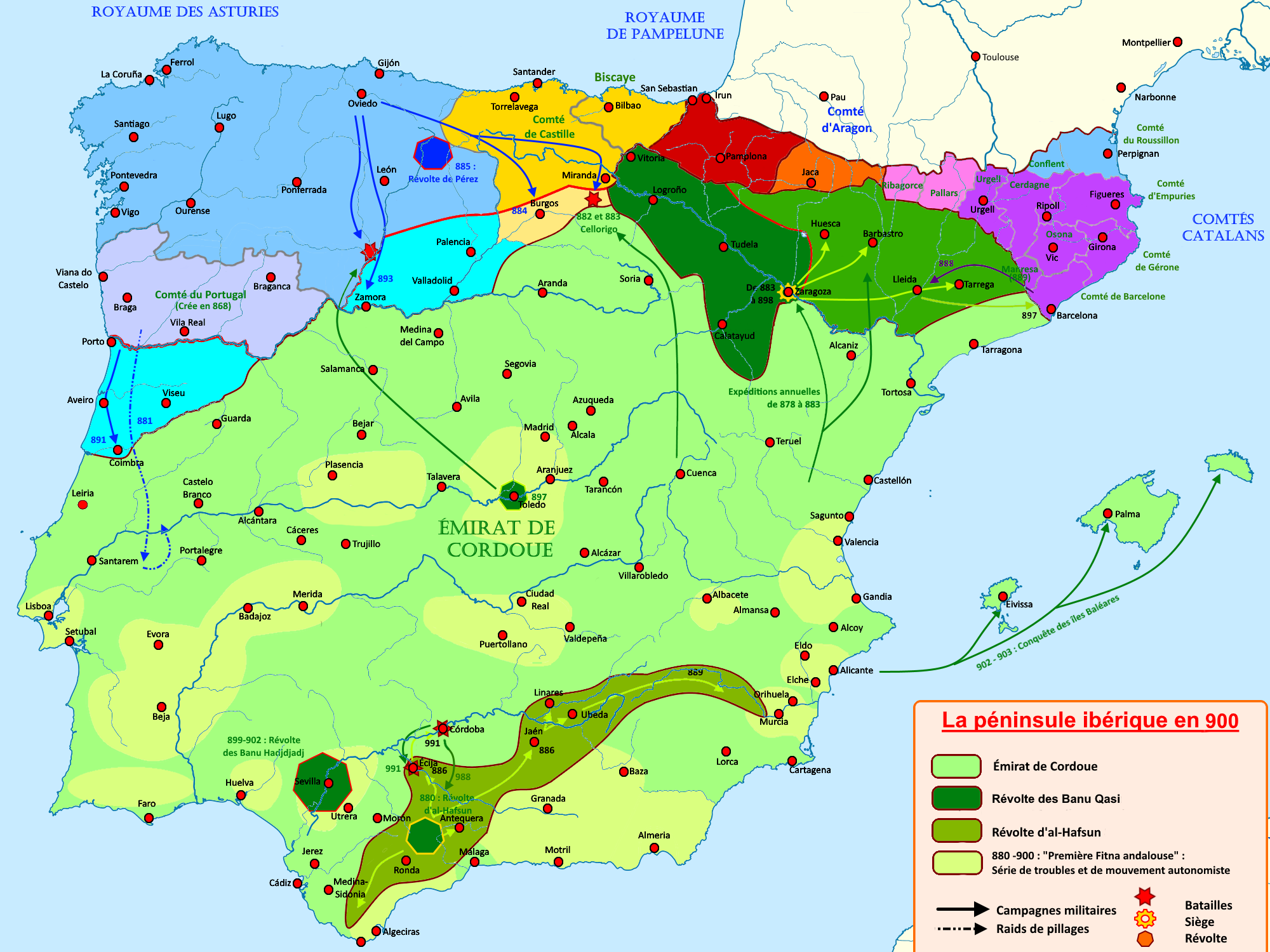
Émirat de Cordoue de 875 à 900

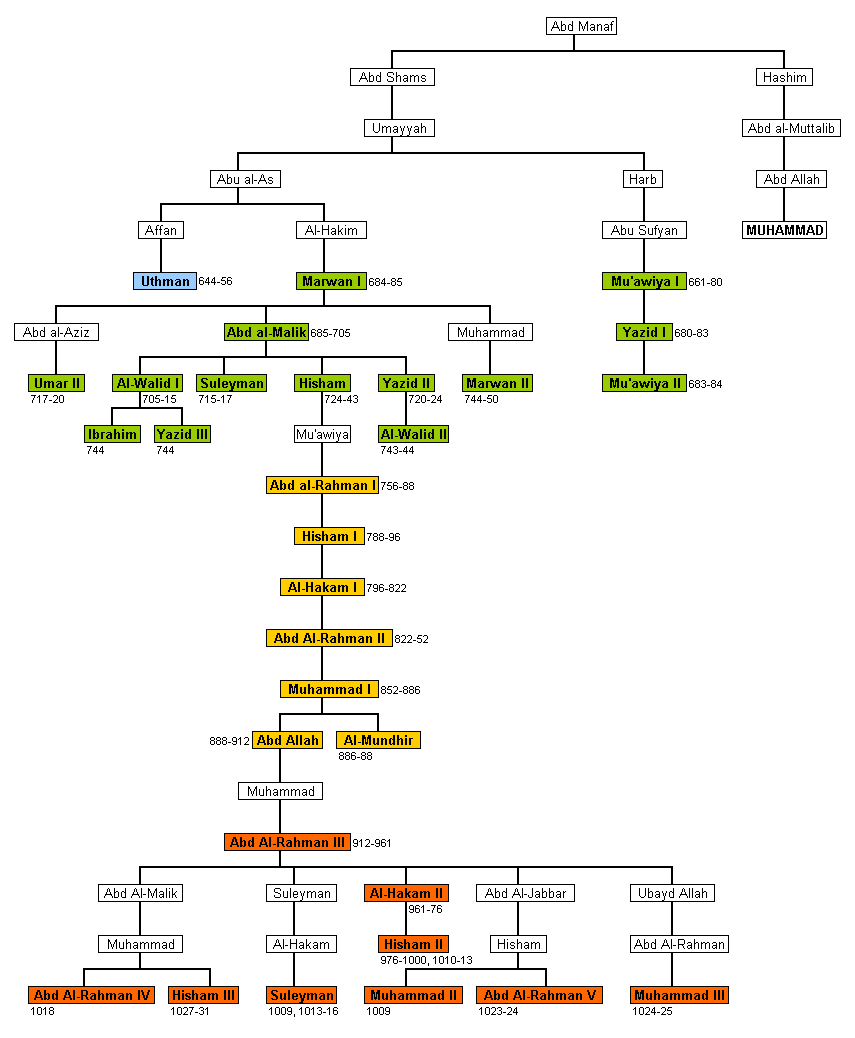
Arbre généalogique de la dynastie omeyyade.

Durant la fin du règne d'Abd Allah, le pouvoir du sultan est minime. Le règne d'Abd Allah est marqué par les rivalités ethniques et de nombreuses révoltes qui l'obligent à se montrer intransigeant, mais étant trop faible son autorité baisse au fil des années. Ainsi, le gouverneur arabe de Séville Ibrahim Banu Hadjabj prend le titre de roi et son indépendance, qu’Abd-Allah est contraint de reconnaître bien qu'à la fin de sa vie il se soit de nouveau soumis à l'autorité de l'émir. Cela permet à Abd Allah de reprendre de la vigueur et dès lors les dernières années de son règne connurent presque toutes des batailles victorieuses. En 903, son armée prit Jaén ; en 905, elle gagna la bataille du Guadalbollon sur Ibn-Hafçoun et Ibn-Mastana ; en 906, elle enleva Cafiete aux Beni-al-Khalî ; en 907, elle força Archidona à payer tribut ; en 909, elle arracha Luque à Ibn-Mastana ; en 910, elle prit Baëza. Abd Allah meurt le 15 octobre 912, à l'âge de soixante-huit ans ; son successeur est son petit-fils Abd al-Rahman III.

### Le califat omeyyade de Cordoue (929-1031)

#### Abd Al-Rahman III, fondateur du califat de Cordoue
Orphelin dès sa jeunesse, Abd Al-Rahman qui est né en 891 est élevé par son aïeul, jusqu'à son accession au trône à l'âge 22 ans. Blond aux yeux bleus il est enfanté par une mère basque. Intelligent, tolérant et ambitieux son intronisation est bien acceptée et aucune contestation ne se fait entendre. Bien que poursuivant l'œuvre de pacification de son grand-père, il change radicalement de politique et souhaite se montrer plus ferme vis-à-vis des gouverneurs rebelles. Il s'entoure d'hommes de confiance et contrairement à Abd Allah qui se satisfaisait d'un tribut annuel face aux gouverneurs de province dissidents, Abd Al-Rahman prévient qu'à présent, en cas de rébellion il n'hésitera pas reconquérir les terres perdues et à punir durement les meneurs. En contrepartie il annonce qu'il pardonnerait à toute personne se soumettant à son autorité. Bien qu'en apparence terrifiante cette proposition est plutôt bien accueillie ; les années de guerre durant le règne d'Abd Allah ont épuisé les Andalous, les antagonismes nationaux se sont éteints avec la mort de leurs instigateurs et les nouvelles générations n'aspirent qu'à retrouver la paix.

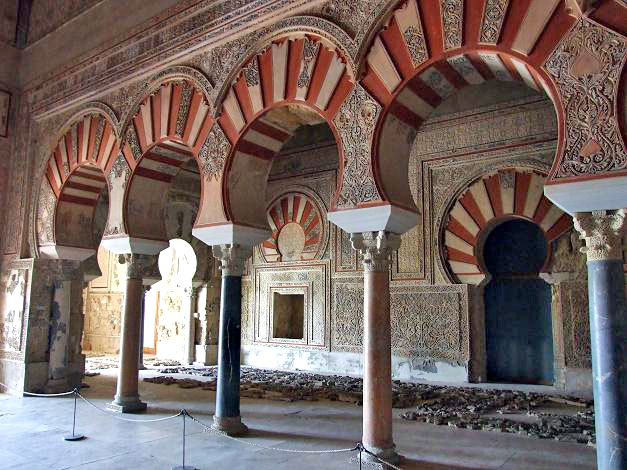
Madinat Al-Zahra qu'Abd Al-Rahman III construira en l'honneur de sa favorite

Depuis la chute des Omeyyades à Damas, les émirs d'Al-Andalous ont laissé aux Abbassides de Bagdad le titre de calife, se contentant jusque-là de celui de sultan, d'émir ou de fils des califes. Mais à présent Abd Al-Rahman souhaite faire changer la situation. Les Abbassides, bien que souverains d'un gigantesque empire, ne dirigeaient pas plus loin que la région autour de Bagdad, les gouverneurs de province s'étant rendus quasiment indépendants vis-à-vis de leur calife. Plus aucune raison n'empêche les Omeyyades de reprendre la qualification qui était la leur deux siècles auparavant, d'autant plus qu'avec le titre de calife, Abd Al-Rahman est conscient du respect qu'il allait acquérir auprès des peuplades africaines. C'est chose faite dès le 16 janvier 929 lorsqu'il ordonne qu'on lui attribue le titre de calife, de commandeur des croyants et de défenseur de la foi an-nâcir lidîni'llâh.

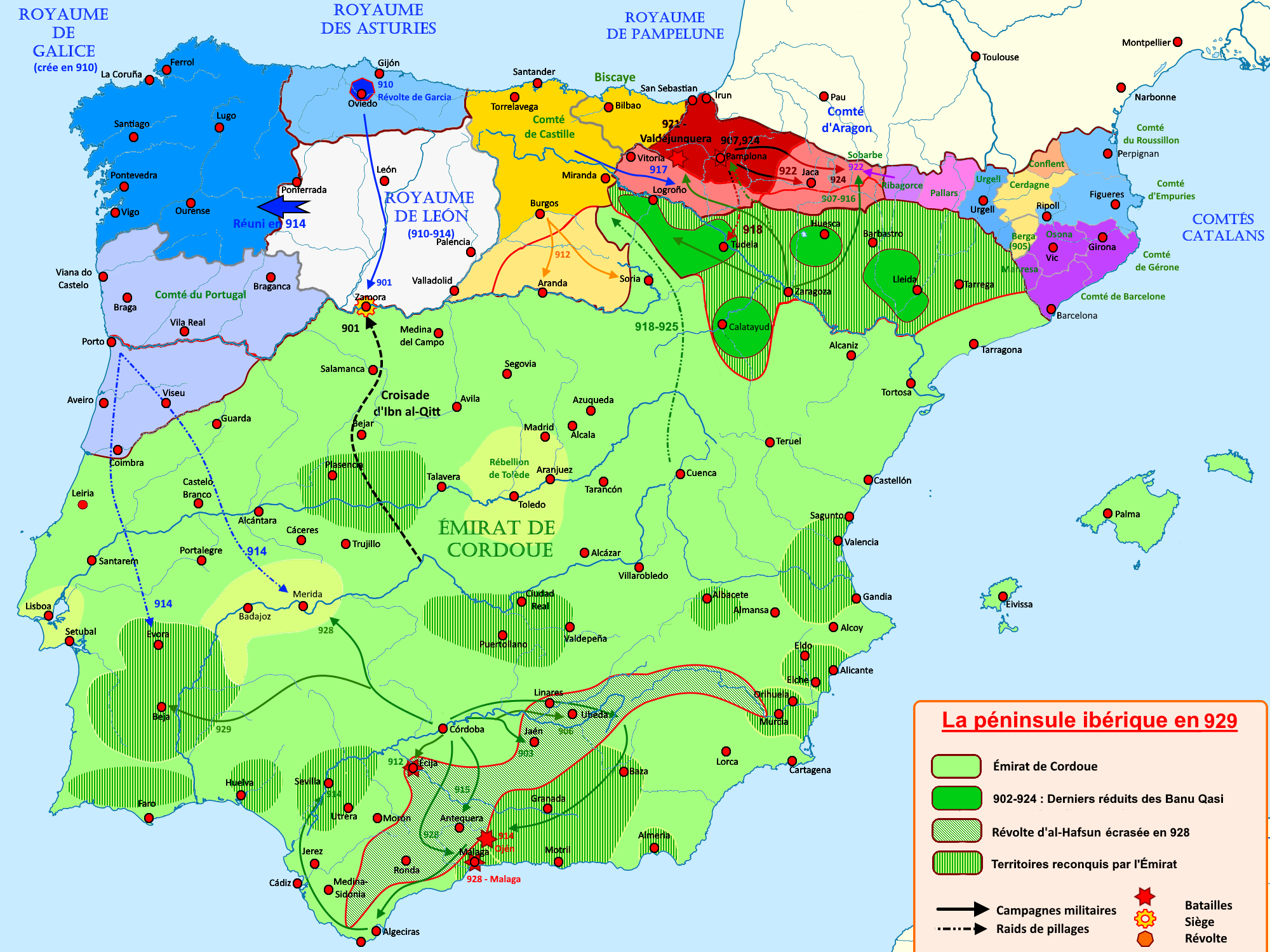
La reprise en main de l'Émirat de 900 à 929.

Sur le plan intérieur Abd Al-Rahman qui à présent se fait appeler calife, est convaincu qu'en octroyant trop de pouvoirs envers la noblesse il encourage leur esprit de révolte. Par conséquent Abd Al-Rahmane concentre tous les pouvoirs (depuis 932 il n'a ni hadjib, ni premier ministre) et tous les postes qu'il octroie sont attribués à des hommes de basse condition et notamment aux sujets esclavons dont le nombre est multiplié par cinq sous le règne d'Abd Al-Rahman. Cette politique ne manque pas de provoquer la colère des grands du califat. Il transforme et embellit Cordoue et fixe sa résidence à Madinat al-Zahra, ville créée pour sa favorite Zahra à huit kilomètres de Cordoue. Il entretient de bons rapports avec les Juifs et les Chrétiens. Il a pour conseiller et ami Recemundo, évêque de Cordoue, « Rabbi ben Zaïd ». Le calife prend à cœur de convoquer lui-même les conciles. Son médecin est le Juif séfarade Hasdaï ibn Shaprut, à la fois philosophe et poète, puis diplomate du Calife.

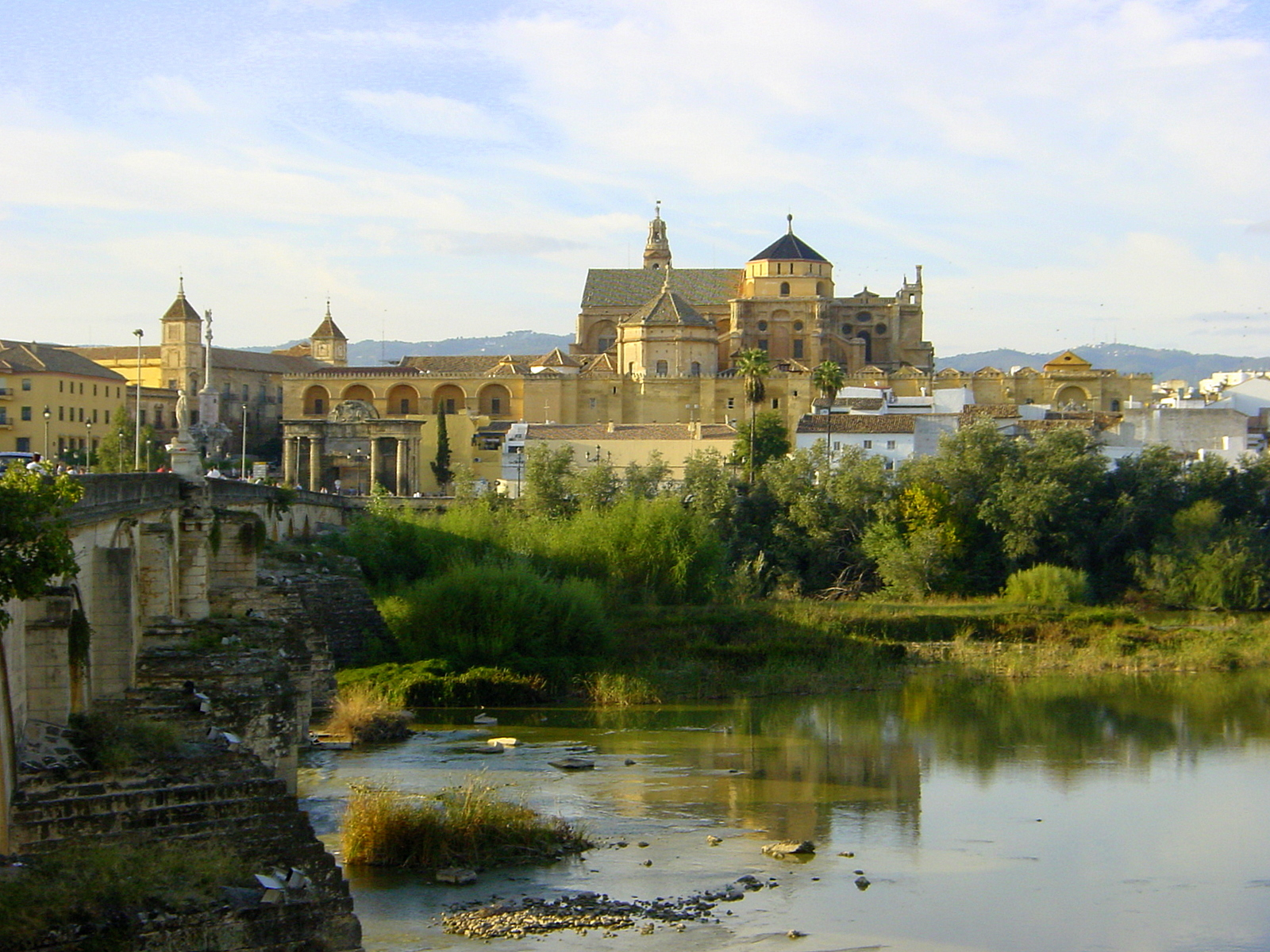
Abd Al-Rahman III apporte de nombreuses modifications à la mosquée de Cordoue et notamment un minaret

En 932, il prend Tolède après un siège qui a infligé une terrible famine aux habitants. Le califat entre alors dans une période de paix et de prospérité.
À partir de 950, il a autorité sur le Maghreb de Tanger à Alger et se heurte aux attaques des Fatimides. En 955, son envoyé Hasdaï ibn Shaprut obtient un accord de paix avec le roi Ordoño III des Asturies et le duc de Castille. Pour maintenir son prestige en Méditerranée et adoucir le sort des populations chrétiennes soumises (Roumis pour les Arabes, dérivé de Romaioi - Ρωμαιoι, de Romania - Ρωμανια, nom officiel et endonyme de l'empire byzantin), l'empereur de Constantinople, Romain Ier envoie bibliothèques, traducteurs, artisans et architectes à Hasdaï ibn Shaprut. Les sciences, l'art, le commerce, l'agriculture florissaient alors, et Cordoue qui possédait trois mille mosquées, trois cents bains publics et vingt-huit faubourgs, comptait probablement près d'un million d'habitants, soit une des plus grandes villes du monde avec Constantinople et Bagdad. La capitale andalouse avait une réputation solide jusqu'en Germanie où la religieuse saxonne Hrotsvita de Gandersheim l'appelait « l'ornement du monde ». Durant son règne, Abd Al-Rahman III fait construire le palais de Madinat al-Zahra, ce qui durera seize ans et absorbera près du tiers du budget de l'État. Ce palais qui deviendra une ville avec ses mosquées, habitations, jardins et commerces sera bâti par les meilleurs ouvriers en provenance de l'Orient et de Byzance, et les marbres en provenance de Carthage. En outre, Abd Al-Rahman III rénove la Grande Mosquée de Cordoue (reconstruction du minaret, notamment). Sa cour accueille des intellectuels, des poètes, des musiciens et des artistes juifs, musulmans ou chrétiens.
À sa mort en 961, le Califat de Cordoue est à son apogée. De tous les gouverneurs d'Al-Andalus, Abd Al-Rahman est celui qui a le plus contribué à la puissance du pays. À son arrivée sur le trône, le pays est divisé, en proie à l'anarchie et aux mains des nobles. Sans cesse victime des attaques et des pillages des rois chrétiens au nord et menacé au sud par les fâtimides, Abd Al-Rahman a su surmonter toutes ces difficultés et donner une puissance jusque-là inégalée à Al-Andalus. En 951, soit dix ans avant sa mort, le trésor national comptait plus de 20 millions de pièces d'or, soit trois fois plus que ses prédécesseurs et beaucoup de narrateurs arabes n'hésitaient pas à qualifier Abd Al-Rahman d'homme le plus riche du monde au côté du roi de Mésopotamie. Les rois chrétiens du Nord totalement affaiblis viennent régler leurs querelles à Cordoue, comme Sanche le Gros accompagné de sa grand-mère.
En mer, le califat était tout aussi victorieux en tenant toutes les routes en Méditerranée. Son armée nombreuse et disciplinée tenait tête sur les fronts nord et sud, et tous les souverains souhaitaient obtenir une alliance avec Al Andalus et ses pirates pillant les côtes allant jusqu'en Islande amènent les richesses et les esclaves dont le nouveau califat a énormément besoin,.
Le 15 octobre 961, Abd Al-Rahman III meurt en laissant à son successeur un pays pacifié et prospère.
Le rayonnement de Cordoue est alors immense et reconnu : un Français nommé Gerbert d'Aurillac vient y parfaire ses études. Il y découvre le zéro, que le Traité du système de numération des Indiens d'Al-Khawarizmi a diffusé dans tout l'empire. Devenu plus tard pape de l'an Mil sous le nom de Sylvestre II, il l'imposera alors dans toute la chrétienté, non sans réticence des clercs inquiets de cette technologie nouvelle rendant obsolète l'abaque, qui est au nombre de leurs outils. Les chiffres, bien que modifiés pour des raisons de commodité d'écriture, en acquièrent le nom de chiffres arabes, qui leur restera jusqu'à nos jours.

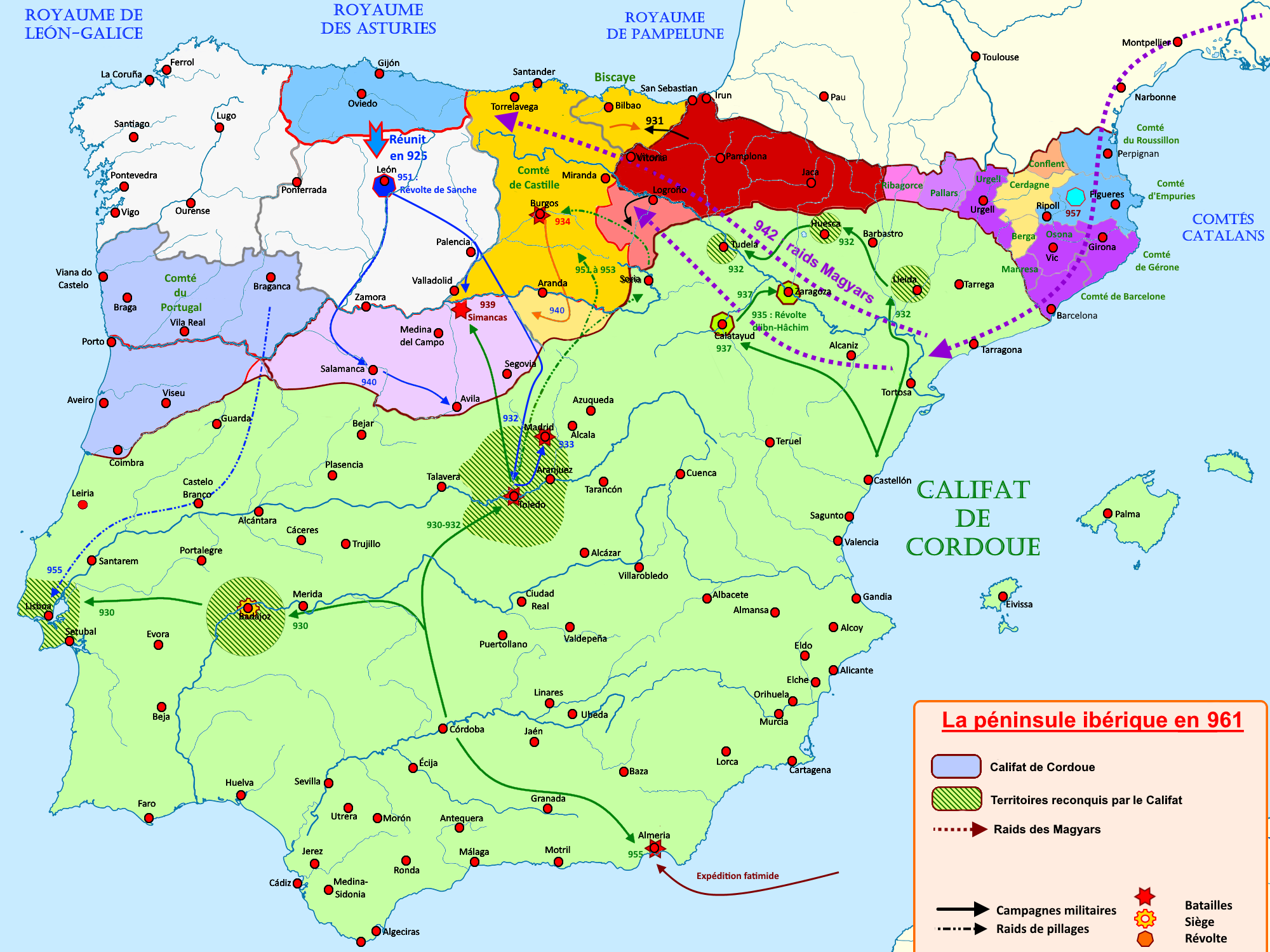
Le califat de Cordoue à la mort d'Abd al-Rahman en 961

#### Al-Hakam II (915-976), le continuateur

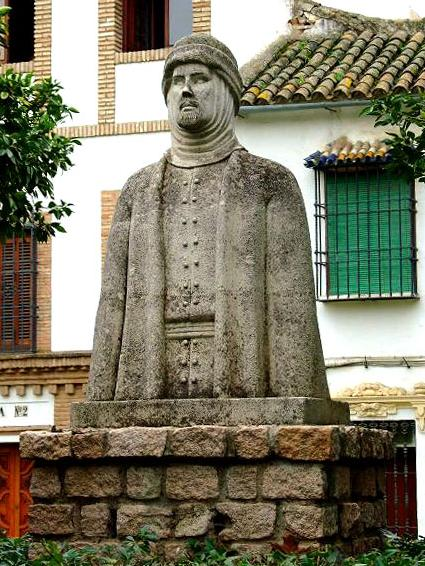
Statue d'Al-Hakam II à Cordoue

Al-Hakam II (né le 13 janvier 915, mort le 16 octobre 976) est le second calife Omeyyade de Cordoue et le fils d'Abd Al-Rahman III succédant au trône à la mort de ce dernier en 961. Il développe l'agriculture en lançant des travaux permettant l'irrigation des terres et favorise l'économie en élargissant les routes et construisant des marchés.

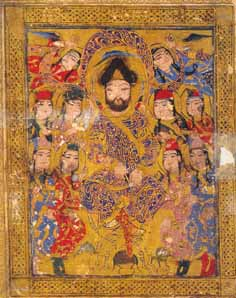
Illustration du livre Kitab al-Aghani datant de 1216 qui contient une grande variété de chants et poèmes arabes

L'université de Cordoue, attirait des savants de tous les coins du monde. Al-Hakam II a créé une bibliothèque, symbole de cette culture andalouse, pluraliste, tolérante et universaliste, avec plus de 400 000 volumes qui comprenaient toutes les branches du savoir. Elle avait en annexe un atelier de greffe avec des copistes, miniaturistes et des relieurs, et on connaît les noms des deux copistes les plus importantes : Lubna, la secrétaire Al-Hakam II, et Fatima. Selon des chroniqueurs, dans un seul faubourg de la ville, il pouvait y avoir quelque cent soixante-dix femmes consacrées à la copie des livres, ce qui donne une idée du niveau culturel à laquelle est arrivée la femme andalouse à cette époque. Il avait aussi des agents pour chercher et acheter des livres au Caire, à Bagdad, à Damas et à Alexandrie. Il subventionnait non seulement les auteurs et les étudiants d'Al-Andalus, mais ceux d’autres pays : quand il a su qu'Abū al-Faraǧ al-Is̩fahānī avait commencé son recueil anthologique de poésie et chansons arabes Kitab al-Aghani (« Livre des chansons »), il lui envoya mille monnaies d'or pour en avoir une copie. L'Isfahani lui a envoyé un exemplaire spécial, avec la généalogie des Omeyyades, car Al-Hakam II, qui a lu et annoté beaucoup des milliers de livres de sa bibliothèque, était un généalogiste renommé, le plus important qu'il y eut dans cette discipline, qui fait encore aujourd'hui autorité en la matière. Il s’est passé des siècles avant qu'une bibliothèque semblable à la sienne voit le jour en Espagne. Il était l’écrivain, le mécène et le protecteur des philosophes et des poètes, même les plus polémiques.
Tandis que la gestion des affaires intérieures est laissée à la charge du Berbère Al-Mushafi, c'est au général Ghâlib qu'incombe la tâche de défendre le pays. Ghâlib mène les batailles et en remporte de nombreuses dont la victoire contre les attaques normandes (966-971) mais aussi contre les Fatimides en Afrique du Nord. La défaite de ces derniers en 974 permet à Al-Hakam II d'étendre son influence sur l'Afrique et de sécuriser les routes commerciales d'Afrique centrale et d'Asie.
Mais le règne de ce calife, intelligent, érudit, sensible et extrêmement pieux, dure à peine 15 ans. Il commet l'erreur de ne pas nommer un successeur formé et efficace. Sentant peut-être sa fin proche - une attaque cérébrale en 975 l'a rendu hémiplégique - il s’est dépêché de nommer son fils, Hicham II, comme successeur. Ce dernier, étant mineur quand il accède au trône, s'est transformé en une marionnette utilisée par Al-Mansur et ses partisans.

#### Almanzor et la dictature amiride

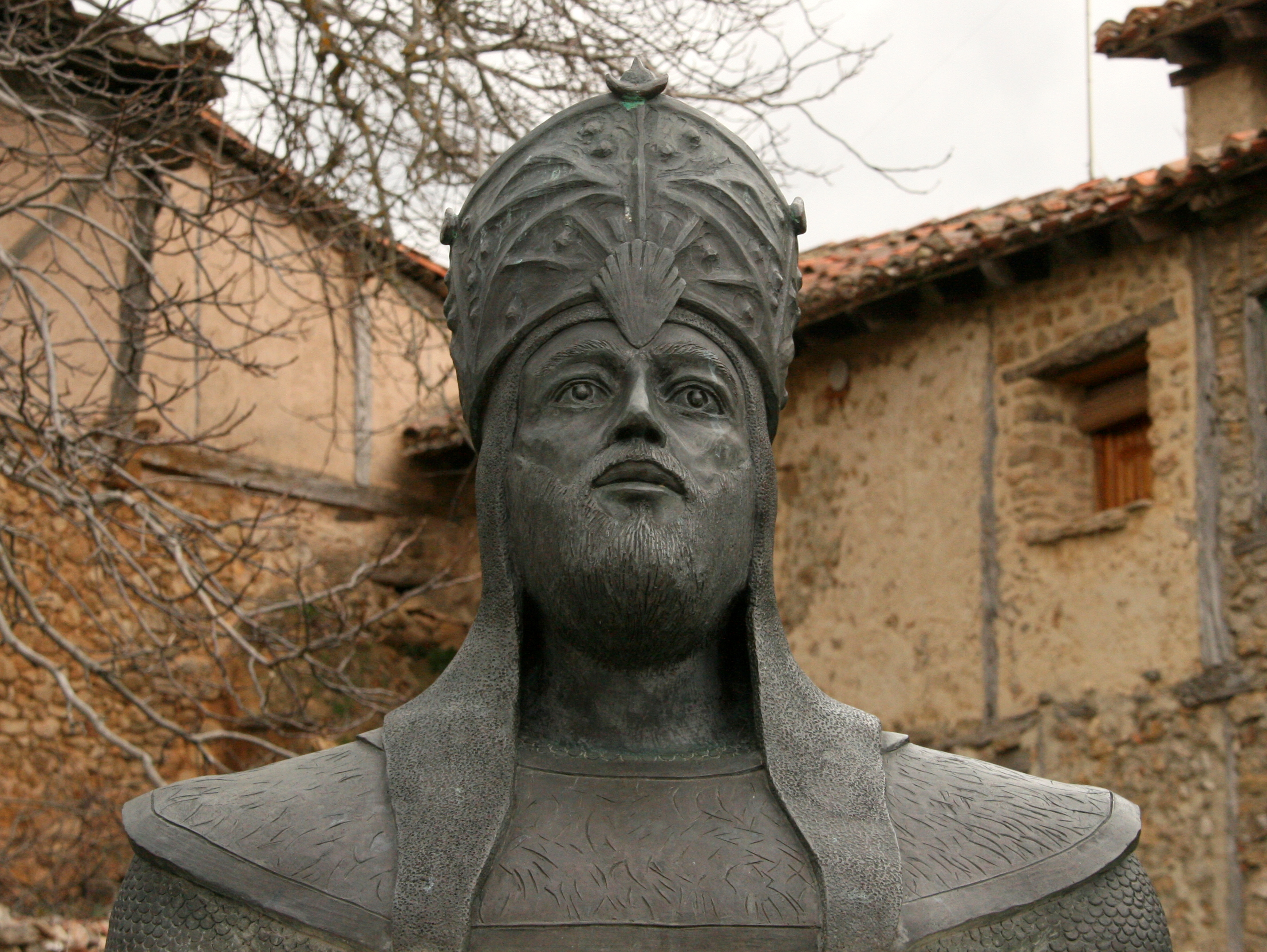
Statue d'Almanzor à Calatañazor

Bien que le successeur d'Al-Hakam II soit Hicham II, c'est un autre personnage qui va prendre le pouvoir; Almanzor.
Ibn `Âmir Al-Mansûr où Almanzor est né à Algésiras vers 937-938. Il est issu du côté paternel d'une famille arabe yéménite de juristes. Il est berbère de son côté maternel. Un de ses ancêtres a d'ailleurs participé en 711 à la conquête de l'Espagne sous les ordres de Tariq ibn Ziyad. Son grand-père maternel a été médecin et vizir. Il suit donc des études soignées et commence sa carrière comme écrivain public puis aide d'un greffier de justice.
Le 22 février 967 commence réellement son ascension politique : il est recommandé par son employeur au vizir al-Mushafî pour un poste d'intendant et choisi par Subh, la favorite vasconne du calife, pour gérer ses biens et ceux d'un garçon que lui a fait al-Hakam II. Soutenu par Subh, Muhammad va rapidement gravir les échelons du pouvoir. Au bout de dix années, il sera devenu l'homme de confiance du calife. En 973-974, il conduit une mission au Maghreb occidental, ce qui lui permet d'établir des liens avec les populations berbères. En février 976, al-Hakam II, très malade, désigne officiellement son fils Hicham comme successeur. Il n'a qu'une dizaine d'années quand son père meurt le 1er octobre.

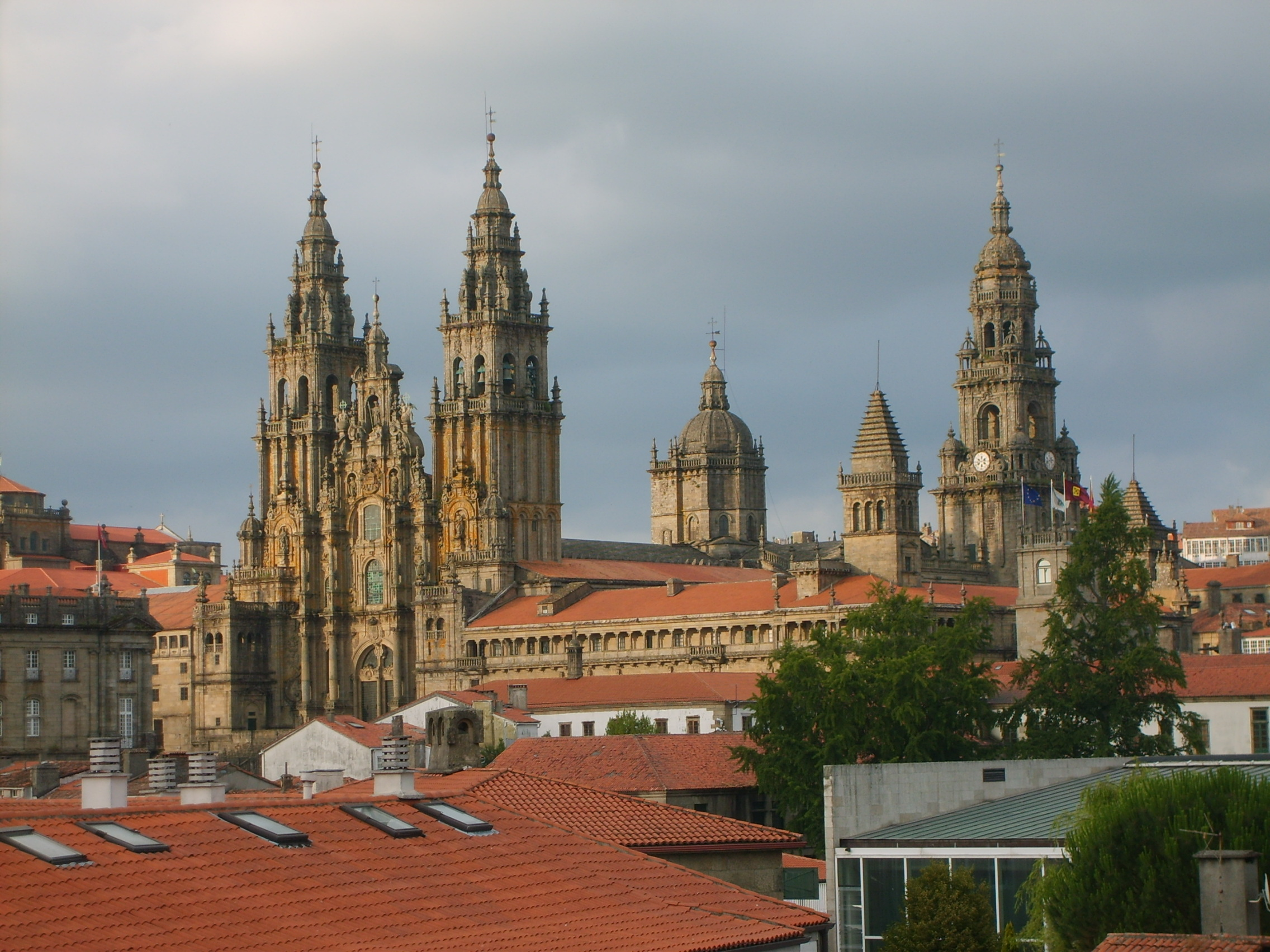
Saint Jacques de Compostelle, pillée par Almanzor en 997

Encore allié à al-Mushafî, Muhammad déjoue immédiatement un complot esclavon contre Hicham qu'il fait introniser le 3 octobre. Mais bientôt, de concert avec son beau-père Ghâlib dont il vient d'épouser la fille Asma, il organise la chute de al-Mushafi qui est arrêté le 26 mars 978 et devient hâdjib, c'est-à-dire chef du gouvernement. Il a désormais les pleins pouvoirs, sauf celui d'être calife à la place du calife. Il parvient ensuite à vaincre les Arabes qui s’étaient rebellés après son coup de force en s’appuyant sur de nouveaux arrivants berbères. En 981, il se débarrasse de son beau-père à la bataille de San Vicente.
De 977, date de son premier exploit guerrier, à sa mort, Al Mansûr mènera une bonne cinquantaine d'expéditions militaires victorieuses au nom d'Allah. Il relance la guerre sainte (980) et est victorieux de son beau-père Ghâlib et des Chrétiens coalisés Ramire III de León, García Ier de Castille et Sanche II de Navarre) en 981. Rentré à Cordoue, il prend le titre d'al-Mansur ([le victorieux). Il lance des raids contre la Catalogne (Barcelone est détruite en 985) et contre les Asturies (987) où il prend Saint-Jacques-de-Compostelle dont le sanctuaire est rasé (997). Cette intolérance religieuse va avoir des conséquences funestes pour le califat de Cordoue : les réfugiés emmènent avec eux les connaissances techniques du califat et vont déclencher le rattrapage technologique de l'Occident chrétien. Les anciens états de la marche espagnole vont se muer en puissances pouvant rivaliser en tout point avec le califat. Profitant des désordres régnants en Andalousie ils vont mener la Reconquista.

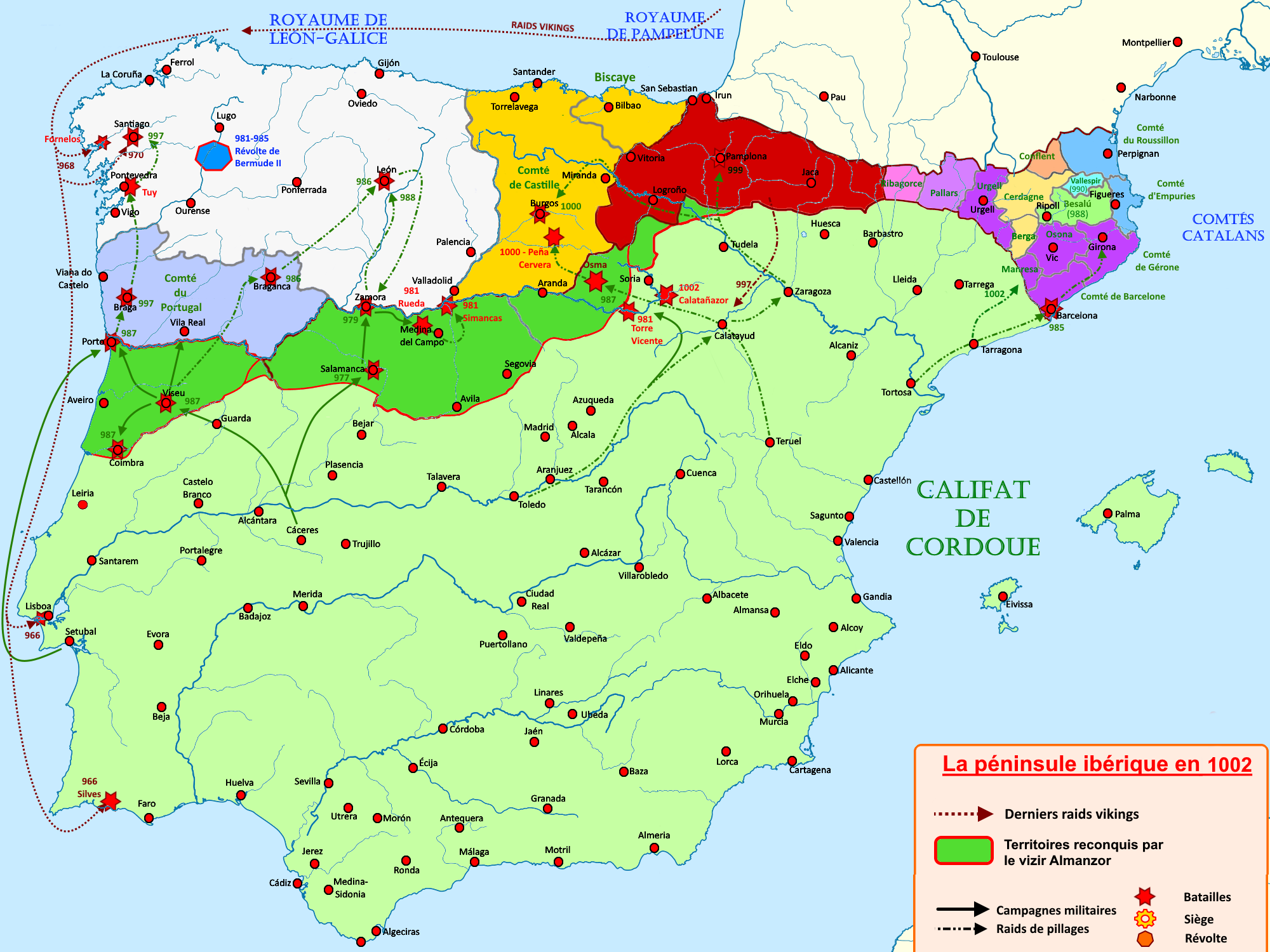
Les conquêtes d'Almanzor de 961 à 1002

À sa mort en 1002 dans la ville de Madinat-al-Salim (aujourd'hui Medinaceli), au retour d'une expédition à Calat-en-Nossor (aujourd'hui Calatañazor), ses fils Abd al-Malik et Sanchuelo lui succèdent jusqu'en 1009, quand commence la guerre civile qui aboutira à la disparition du califat en 1031.

### La guerre civile

#### Les causes
Jusqu'à la mort d'Al-Hakam II, en 976, le califat de Cordoue, fut un état puissant, respecté et craint des royaumes chrétiens. Son fils Hicham II était encore enfant, et le vizir Al-Mansûr prit le pouvoir et le conserva, faisant d'Hicham un prince fantoche. La force de l'État omeyyade reposait sur la cohabitation des différentes ethnies islamiques. Pour asseoir et conserver son pouvoir, Almanzor favorisa les Berbères, au détriment des autres. Il sut conserver son pouvoir et le transmettre à son fils Abd-el-Malik, mais le gouvernement de ce dernier fut secoué par de nombreux complots. Abd-el-Malik mourut en 1008, laissant le pouvoir à son frère Abd al-Rahman Sanjul, ou Abderramán Sanchuelo. Ce dernier persuada le calife Hicham II de le désigner comme héritier du califat.

#### La fin du califat de Cordoue en 1031
Profitant de l'absence de Sanchuelo, parti combattre le roi Alphonse V de León, l'Omeyyade Muhammad II détrôna son cousin le calife Hicham II et se proclama calife (1009). Sanchuelo revint en hâte à Cordoue, mais le moral de son armée était au plus bas, et la plupart de ses soldats désertèrent, si bien qu'il fut facilement fait prisonnier à son arrivée à Cordoue et exécuté.
Muhammad se rendit rapidement impopulaire, et une opposition se forma autour d'un autre Omeyyade, Sulayman. Soutenu par les Berbères, il se révolta, chassa Muhammad et devint lui-même calife (1009). Ces luttes incitèrent les Hammudites, une famille possédant Malaga et Algésiras, à marcher sur Cordoue, où ils détrônèrent Sulayman pour se proclamer calife. Mais ils ne tardèrent pas à se déchirer entre eux, et perdirent le pouvoir en 1023. Les luttes sont essentiellement entre Berbères (amenés dans le pays par Almanzor) et Esclavons (amenés par Abd Al-Rahman III).
L'Omeyyade Abd al-Rahman V devint alors calife (1023), mais, pour remplir les caisses de l'État qui étaient vides, eut recours à l'impôt, qui pesa lourdement sur la population. Il fut renversé par une autre révolution (1024). Trois autres califes, deux omeyyades et un hammudite se succédèrent jusqu'en 1031, date où la bourgeoisie de Cordoue chassa le dernier omeyyade et abolit le califat.

### L'époque des taïfas (1031-1086)

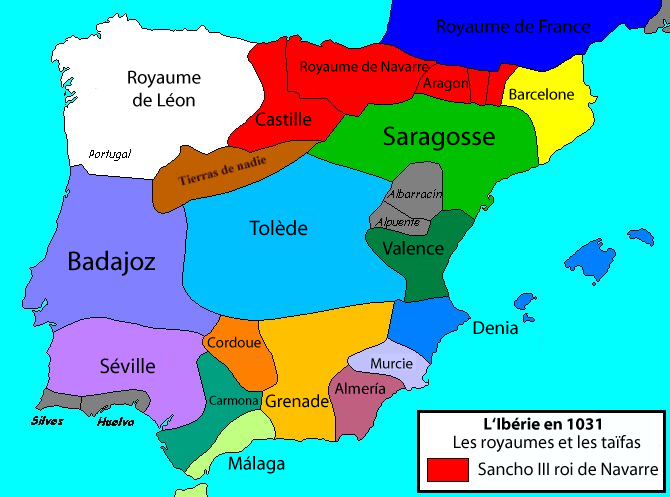
Carte historique de la péninsule Ibérique présentant l'époque des taïfas et les petits royaumes chrétiens émergents.

Durant tout le temps de la guerre civile, essentiellement concentrée à Cordoue, le reste de la péninsule est totalement abandonnée aux mains de chefs locaux. Au sud les Berbères et à l'est les Esclavons étaient les principaux dirigeants et enfin quelques nobles arabes qui sont parvenus à se préserver malgré les règnes de Abd Al-Rahman III et d'Almanzor. Parmi toutes ces régions deux villes sortent du lot, c'est Cordoue et Séville qui avaient à leur tête un collège de notables.
Les hommes les plus puissants de l'époque sont alors les Hammudites qui prétendaient être à la tête du parti berbère mais qui en réalité ne contrôlaient que la ville de Malaga. À Badajoz, Carmona, Moron et Ronda régnaient d'autres chefs berbères. À l'est on trouve les chefs esclavons dont Khaîran prince d'Almeria et Modjéhid prince des Baléares et pirate.
À Cordoue c'est Ibn Djahwar, un chef esclavon, qui prend le pouvoir et permet à la ville d'atteindre la stabilité en empêchant les exactions berbères sur la ville. Il se caractérise par sa modestie de caractère et son refus d'acquérir plus de pouvoir que le sénat ne lui avait attribué. Il s'efforce aussi d'entretenir des relations amicales avec les autres états voisins si bien que la ville se repeupla et le commerce devint très florissant. Malgré tous les efforts, Cordoue ne parvient pas à atteindre le premier rang, titre raflé par Séville qui devient la ville la plus puissante de la péninsule.

### Séville, nouvelle capitale

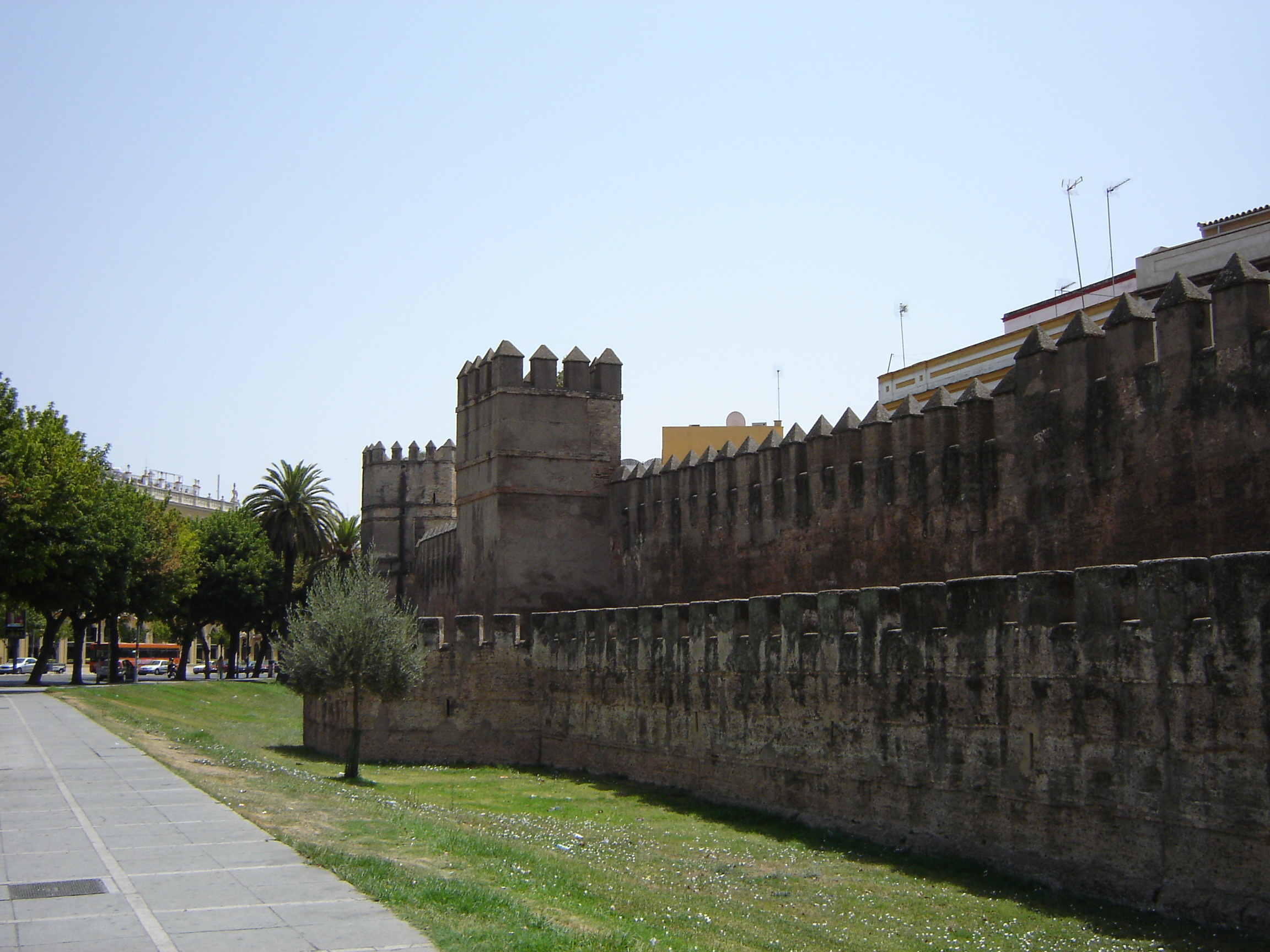
Les murailles de Séville permettent à la ville de se préserver de la période trouble de la chute du califat

Alors que Cordoue s'enfonçait dans la guerre civile et les pillages, Séville, proche d'à peine une centaine de kilomètres parvient à se préserver des malheurs de la guerre. La population de la ville chasse les berbères et le pouvoir revient au sénat qui nomme un câdi, Abou al Kasim Mohammed. Ce dernier, immensément riche mais nouvellement hissé au rang de noble, sait qu'à la moindre erreur de sa part les autres notables de la ville le contesteront. Il entreprend plusieurs expéditions au sein des royaumes chrétiens du nord et parvient à conquérir plusieurs forteresses. Malgré sa puissance qui lui permet d'attaquer les royaumes voisins, Abou Al-Kasim sait pertinemment qu'il ne pourra jamais faire face à une attaque d'envergure et en 1027 ses doutes se confirment. Cette année, le calife Hammudite, à la tête d'une principauté berbère ainsi que Mohammed ibn-Abdallah, un autre chef berbère, assiègent Séville. Effrayés, les Sévillans entrent en négociation avec Yahya et acceptent de le reconnaître comme souverain à condition que ses soldats n'entrent pas dans la ville. Yahya accepte mais demande en échange que les nobles de la ville lui donnent en otage leurs fils qui seront exécutés à la moindre tromperie. Cette exigence consternant les notables, Abou al-Kasim Mohammed propose alors à Yahya de prendre uniquement son fils en otage. Grâce à cet acte, la popularité du câdi augmente et il peut à présent diriger la ville seul. Il parvient à prendre Béja, ville ravagée par la guerre entre arabes et rebelles puis par les berbères.
Le peuple quant à lui était nostalgique de la monarchie et regrettait le califat qui avait assuré la stabilité au pays. Bien que personne ne connaisse le sort du calife Hicham II, toute l'Andalousie continuait à espérer son retour. Selon certains, il se serait échappé de sa prison durant le règne de Soleiman et tenta de rejoindre la Mecque mais durant son voyage des pillards lui prirent toutes ses richesses, puis par la suite il devint potier et s'installa en Palestine où il exerça divers petits métiers. Selon d'autres, après plusieurs années à parcourir l'Afrique du Nord et le Moyen-Orient, il revint en Ibérie. Bien que la probabilité de véracité de ces histoires soit quasiment nulle, le peuple andalou aimait les raconter et espérer son retour.
Un homme du peuple, appelé Khalaf, habitant Calatrava et ayant une forte ressemblance avec l'ex-calife tente d'utiliser cette histoire pour sortir de sa misère. Il se fait passer pour Hicham II et très rapidement il parvient à constituer un groupe d'hommes prêts à le croire. Il tente d'attaquer Tolède et malgré un terrible échec, son nom se fait connaître dans tout le pays et surtout à Séville ou le câdi comprend tout de suite l'intérêt à faire venir cet homme afin de chasser les Berbères, peu importe qu'il soit le vrai calife ou un usurpateur. Il invite Khalaf et annonce immédiatement aux autres princes le retour du calife et leur exige qu'on le reconnaisse comme souverain. Le succès est au rendez-vous et, hormis les Berbères de tout le pays, les princes, y compris les Esclavons, reconnaissaient l'autorité du calife. Finalement en novembre 1035, Khalaf ou Hicham III comme il se faisait appeler est couronné. Yahya le chef du parti berbère furieux décide d'attaquer Séville en guise de vengeance, mais trahi par ses hommes, il est tué au cours d'une attaque nocturne menée par le fils du cadi de Séville. La nouvelle de la mort de Yahya est accueillie avec une grande joie à Séville et à Cordoue où le câdi souhaite à présent s'installer auprès du faux calife Hicham II, mais ce dernier ayant été démasqué par les cordouans il fut détrôné.

Dans chaque taïfa, les rois encouragent l'administration, l'économie et la culture. C'est une période de concurrence et d'entraînement mutuel. Au fur et à mesure, les taïfas les plus faibles sont absorbés par les autres. Les troubles facilitent la Reconquista par les rois chrétiens et les Berbères sont de nouveau appelés. Ils débarquent en 1086, dirigés par les Almoravides.

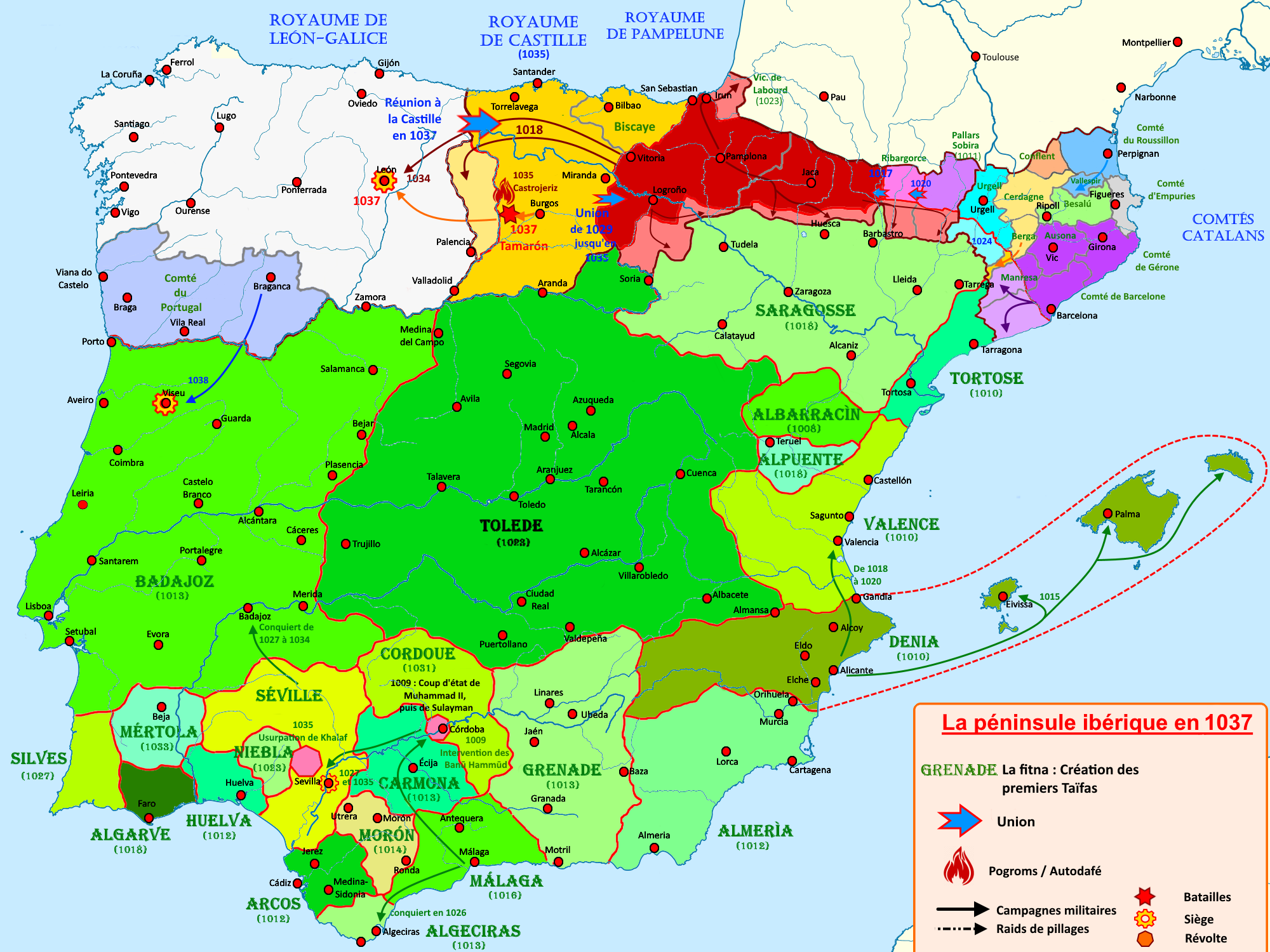
Les taïfas de 1002 à 1037
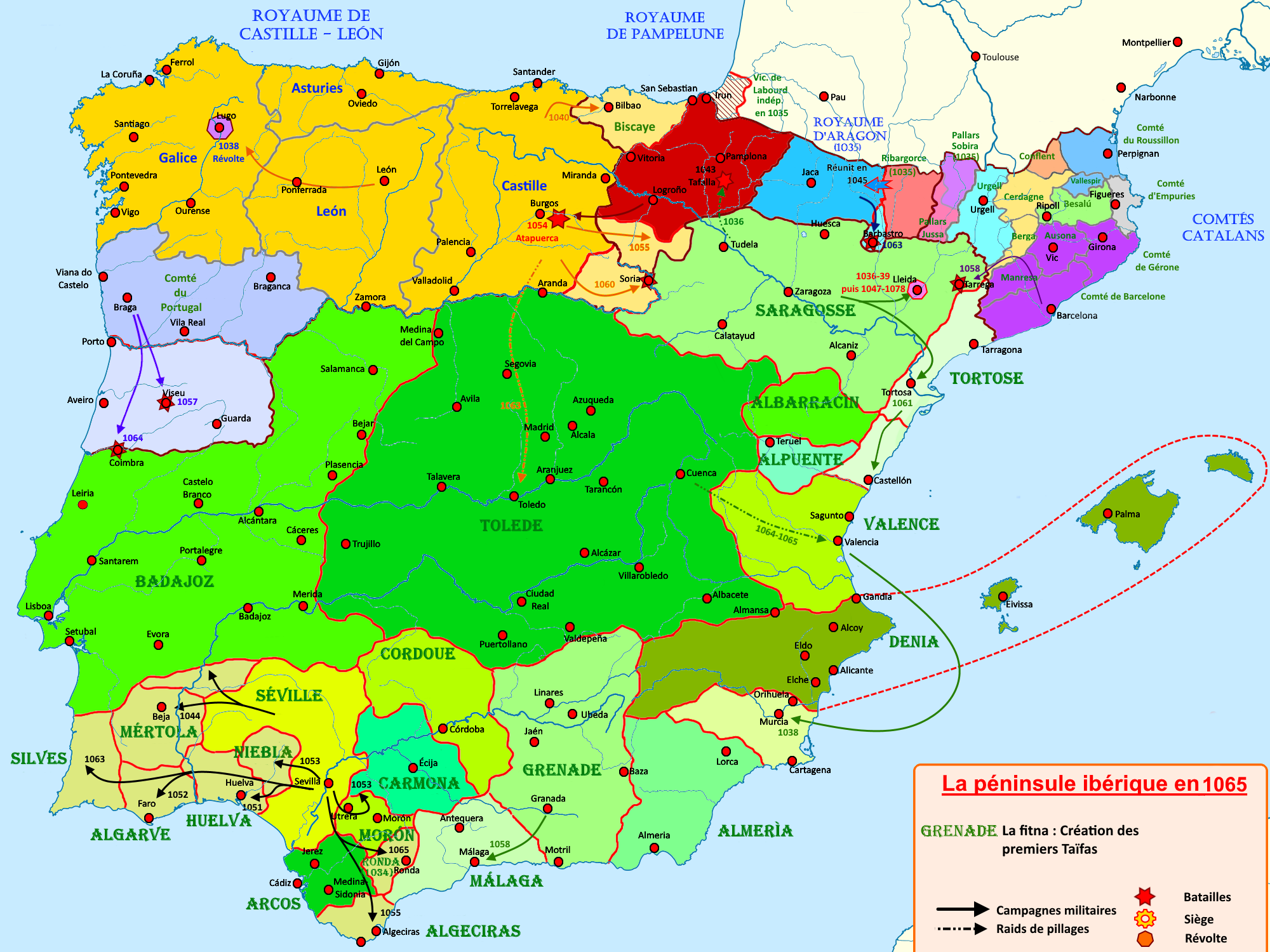
Les taïfas de 1037 à 1065
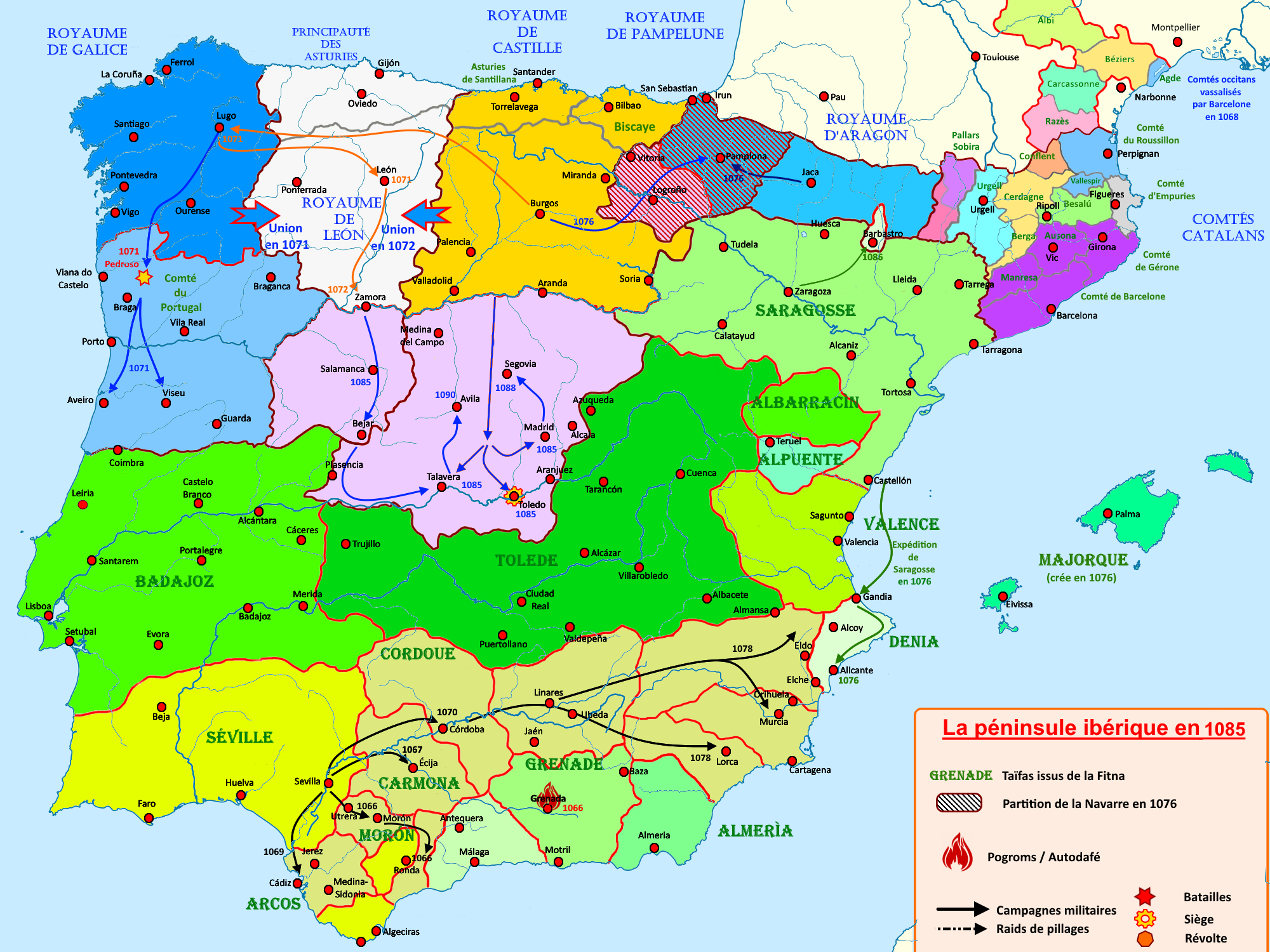
Les taïfas de 1065 à 1085

### Les Almoravides

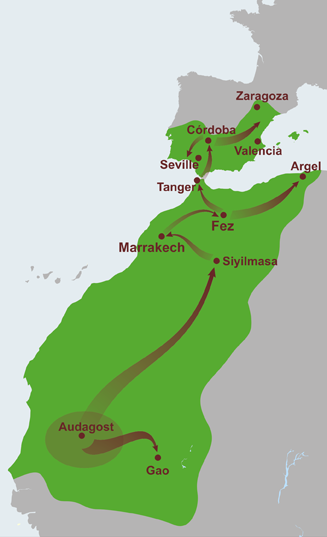
Expansion des Almoravides au Maghreb et al-Andalus.

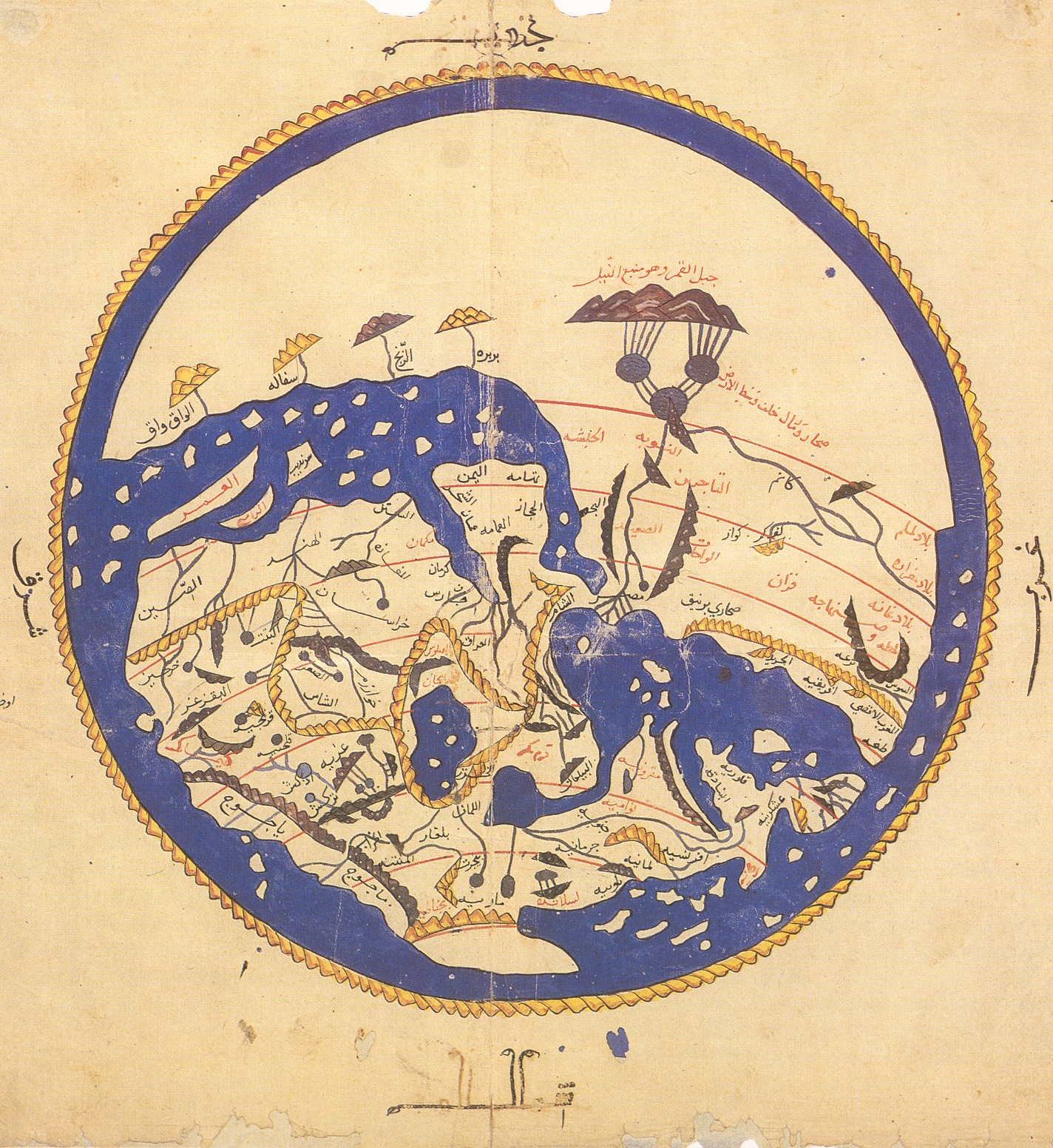
Carte du monde d'Al Idrissi réalisée durant la domination Almoravide

Les Almoravides (en arabe Murabitun) sont une dynastie berbère originaire de l'embouchure du fleuve Sénégal et qui ont conquis le Maghreb au cours du XIe siècle sous l'autorité de Youssef Ibn Tachfin. D'obédience sunnite, ils sont plus rigoureux dans l'application des règles islamiques et suivent le rite Malékite.

#### Al-Andalus à la veille du débarquement Almoravide, perte de Tolède en 1085
En 1126, Alphonse 1er le batailleur désireux probablement de peupler les territoires étendus conquis par les Chrétiens, mène une campagne victorieuse jusqu'aux portes de Grenade et Cordoue d'où il ramène plusieurs milliers de Mozarabes ralliés à sa cause. En représailles, de nombreux Mozarabes sont déportés au Maroc à la demande du qadi de Cordoue pour avoir soutenu la Reconquista.
Par ailleurs, totalement déchiré, en proie à la guerre entre taïfas, Al-Andalus ne ressemble plus du tout au pays qu'avait légué Abd Al-Rahman III à son fils Al-Hakam II. Les différents royaumes musulmans se guerroient, les taïfas les plus puissantes souhaitent annexer les plus faibles qui pour se défendre passent des alliances désavantageuses avec les rois chrétiens. Les conséquences se font immédiatement sentir, des villes puissantes comme Badajoz ou Séville payent à partir de la seconde moitié du XIe siècle un lourd tribut à Ferdinand Ier de León. Bien qu'ennemis entre eux, les dirigeants des taïfas aux frontières nord s'inquiètent de la puissance chrétienne et ils décident finalement de faire appel aux Almoravides d'Afrique du Nord. Parmi eux, c'est certainement Mutamid, roi de Séville qui se démarque. À la tête d'une puissante et riche cité jadis, Mutamid est contraint par Ferdinand Ier puis par Alphonse VI de León à payer un très lourd tribut. Un épisode humiliant survient en 1082-1083 lorsque Alphonse VI envoie à Séville un Juif nommé Ben Shalib pour la collecte des taxes que Séville doit verser annuellement. Les exigences de Ben Shalib sont tellement pesantes sur les finances du royaume que Mutamid décide de tricher en dégradant volontairement la qualité de l'or composant les pièces de monnaie. Ben Shalib remarque immédiatement la ruse et prévient que s'il n'obtient pas des pièces d'or pur il exigera en contrepartie plusieurs villes et forteresses du royaume de Séville. Mutamid fou de rage assassine Ben Shalib ce qui ne manque pas de provoquer la colère d'Alphonse VI qui immédiatement monte une armée détruisant tout sur passage jusqu'à arriver aux portes de Séville. Bien que la ville ait résisté aux assauts, l'avertissement est clair. En 1085, la Reconquista prend un tournant décisif, la taïfa de Tolède tombe sous l'épée d'Alphonse VI. La ville de Tolède, gouvernée par un certain Al-Qadir, tombe rapidement. Ce dernier, de caractère faible et incompétent préfère fuir à Valence plutôt que de défendre sa cité. S'ensuivent la prise des villes de Huesca et de Lérida. Ces conquêtes encouragent Alphonse VI qui se lance dans une politique de pillage en engageant des mercenaires qui massacrent la population des environs de Séville. Se faisant appeler « roi des deux religions », Alphonse VI décide d'écrire une lettre d'un ton arrogant au roi de Séville, Mutamid, lui réclamant purement et simplement d'abandonner sa cité à l'instar du roi de Tolède :

« Mon attente ici (dans les environs de Séville) a déjà été trop longue, la chaleur et les mouches sont intolérables ; offrez-moi votre palais afin que je puisse me reposer à l'ombre de ses jardins et garder ces insectes loin de mon visage. »

La réponse de Mutamid est immédiate puisqu'il écrira au dos de la lettre envoyée par Alphonse VI son intention de faire appel aux Almoravides :

« Nous avons lu votre lettre et compris son contenu arrogant et méprisant. Nous avons bien l'intention de vous fournir rapidement un endroit ombragé, à l'ombre des hamd (nom donné aux boucliers des combattants almoravides) »

#### Appel d'Al Mutamid à Ibn Tachfin
En effet, Mutamid le roi de Séville souhaite mettre à disposition des combattants almoravides et de leur chef Youssef Ibn Tachfin des navires afin de leur permettre la traversée de la Méditerranée. La nouvelle de l'arrivée éventuelle d'Ibn Tachfin est loin de contenter tous les rois de taïfas qui connaissent la force almoravide. Surmontant un temps leurs divisions, les rois des différentes taïfas organisent une rencontre avec le roi de Séville afin de le raisonner et éviter à Ibn Tachfin de débarquer sur la péninsule. Lors de la rencontre Mutamid expose sa logique en faisant remarquer qu'il n'avait le choix qu'entre Alphonse et Ibn Tachfin. Bien que sceptiques, l'assemblée accepte la proposition de Mutamid et une lettre est officiellement envoyée à Ibn Tachfin lui demandant de venir aider le pays face à la conquête chrétienne. Le débarquement almoravide sur la péninsule est fin prêt.
Les Almoravides connaissent bien Al-Andalus ; les villes du Maghreb y ont vu passer des générations de marchands andalous venant à Marrakech ou Fès y vendre le bois, les fruits et toutes sortes de biens dont le Maghreb manque, de même que de nombreux étudiants maghrébins vont en Al-Andalus y apprendre la théologie, la médecine ou les mathématiques. Bien qu'étant une personne simple, Youssef Ibn Tachfin connaît très bien le potentiel et les richesses dont regorge l'Andalousie, finalement, poussé par les théologiens qui arrivent à le convaincre sur l'importance de la défense de ce morceau de Dar Al-Islam, ' il accepte la demande des rois des taïfas. Il va même aller au-delà, puisqu'il réclame la rédaction d'une fatwa l'autorisant à annexer l'Andalousie et à combattre les émirs qui se sont alliés avec les princes chrétiens.
Du côté chrétien, Alphonse VI est en plein siège de Saragosse lorsque les rumeurs d'une arrivée des Almoravides lui parviennent. Il retourne immédiatement à Tolède et fait appel à toutes les forces du pays et même jusqu'en France. Décidé à continuer à se faire appeler « roi des deux religions », Alphonse VI écrit lui-même une lettre à Ibn Tachfin qui de nouveau sur un ton arrogant le met au défi d'envahir la péninsule. Durant l'été 1086, les trois forces en présence négocient toutes l'arrivée d'Ibn Tachfin, les rois des taïfas souhaitent se placer sous la protection almoravide mais ne veulent pas voir leur titre remis en cause or Ibn Tachfin sait pertinemment qu'ils ne sont pas en position de négocier, son principal souci est l'affrontement avec Alphonse VI.

#### Les Almoravides en Al-Andalus
L'armée almoravide, habituée à combattre des païens des coins reculés du Sahara ou des hérétiques, s'apprête à affronter pour la première fois une armée chrétienne, qui plus est en Europe. Afin de préparer la campagne, Ibn Tachfin fait appel à Abd Al-Rahman Ibn al-Aftas, un conseiller andalou qui le prévient que la marge de manœuvre sur la péninsule est très réduite. De son côté Al-Mutamid utilise cette période pour négocier à son avantage avec Alphonse VI en le menaçant de l'imminence de l'arrivée des Almoravides.
C'est à Ceuta qu'Ibn Tachfin réunit une gigantesque armée composée de soldats venus des quatre coins de l'empire almoravide, du Sahara, du Maghreb ainsi que des différentes tribus comme les Sanhadja. À leur tête, on trouve les plus prestigieux et loyaux chefs militaires que comptait l'empire. Finalement, le 30 juillet 1086, l'armée almoravide passe le détroit sans difficulté et arrive sur la péninsule au petit matin. La conquête du pays est rapide ; sur la trentaine de taïfas, moins d'une dizaine ont une réelle puissance militaire et une capacité de résistance. Les Almoravides vont s'employer à détrôner les petits émirs dont les taïfas disparaître une à une. L'arrivée des Almoravides est acclamée par la foule qui, fatiguée de l'état de guerre permanent entre taïfas, est furieuse de la fragilité d'Al-Andalus face aux rois chrétiens.
Youssef Ibn Tachfin est à présent le nouveau maître du pays. Son caractère profondément pieux et intransigeant a pour conséquence une application stricte de la loi islamique dans le pays. Le vin est par exemple banni. Mais c'est au niveau des relations avec les autres religions que le nouvel état est le plus dur. Les églises sont détruites et les Juifs condamnés à payer de lourdes taxes. Rapidement les Almoravides sont haïs par la population à cause des hausses d'impôts mais aussi du comportement de leurs soldats, qui n'hésitaient à piller et à saccager ce que bon leur semble. La corruption de l'État prend des proportions alarmantes. Pire, non seulement les Almoravides n'avaient remporté aucune bataille décisive mais ils ne parviennent pas à reprendre des villes importantes comme Tolède. Tout au mieux ils ont freiné la Reconquista.

En 1121, le pays est en proie à la famine et une révolte éclate dans plusieurs villes mais elle écrasée dans le sang, notamment à Cordoue. Cela sonne la fin de la présence Almoravide sur la péninsule. Des chefs rebelles font appel aux Almohades d'Afrique du Nord qui venaient de conquérir le Maroc.

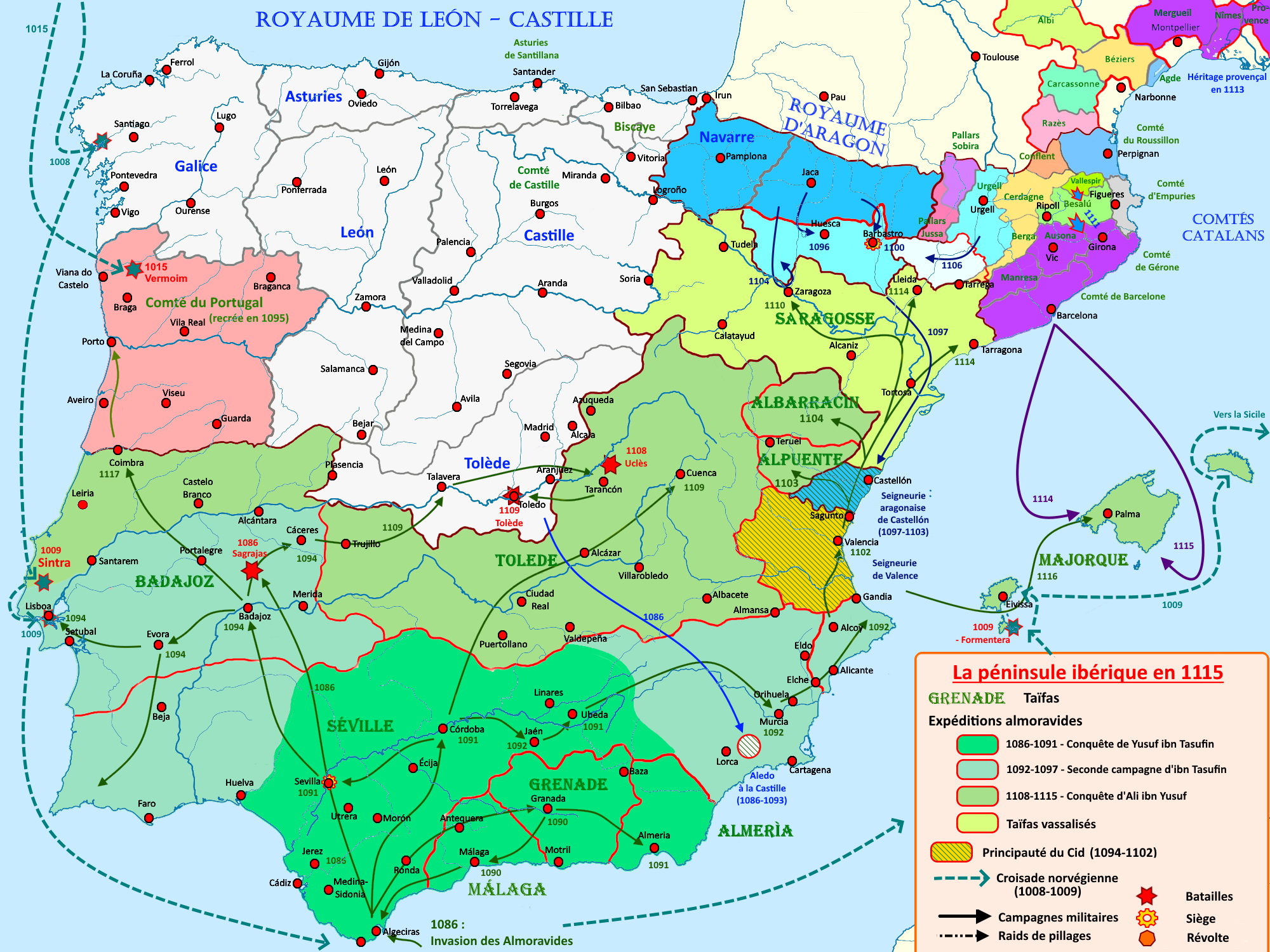
La conquête almoravide de l'Al-Andalus de 1085 à 1115
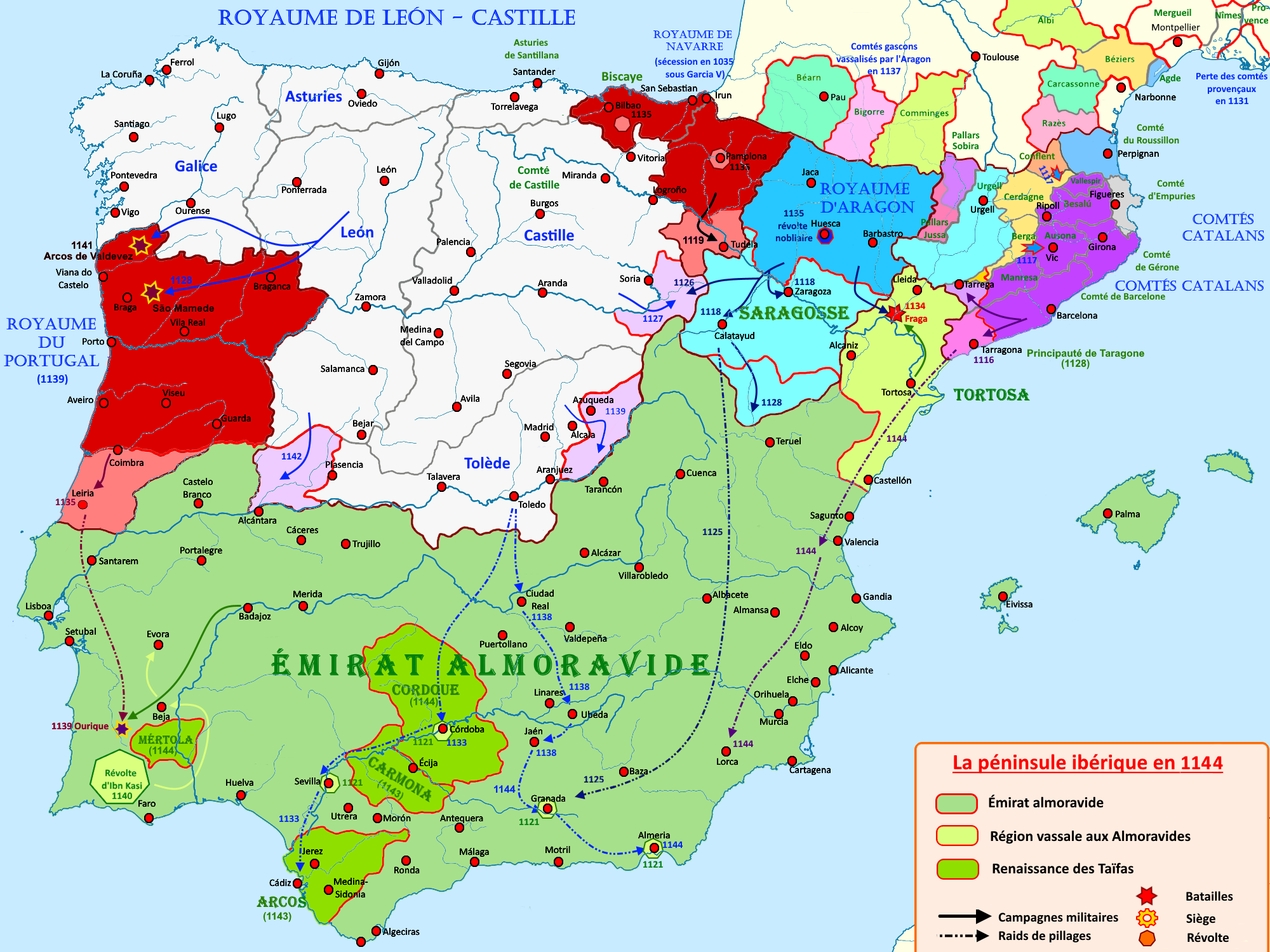
L'effritement des Almoravides de 1115 à 1144
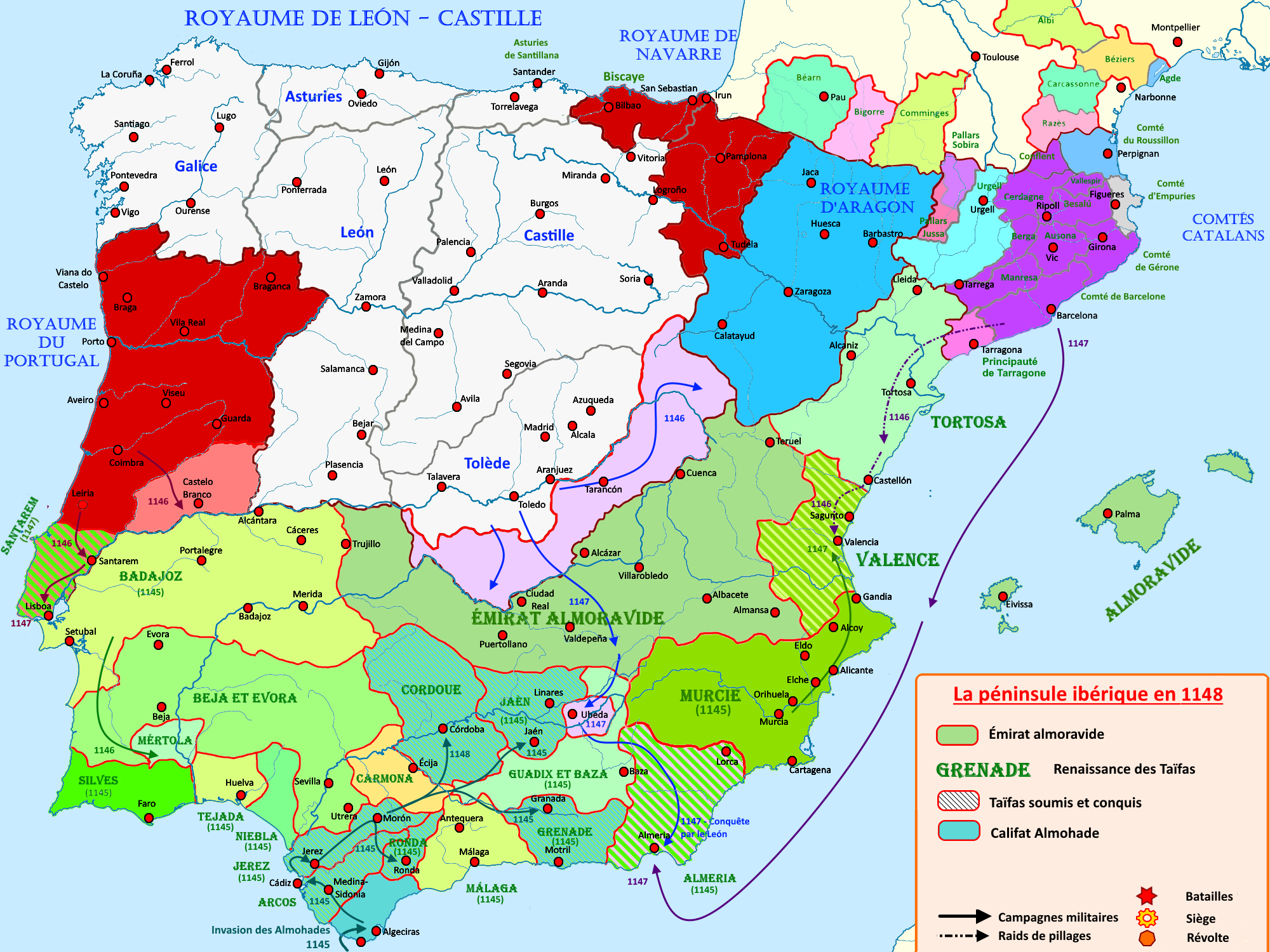
L'effondrement almoravide et les taïfas de la seconde période de 1144 à 1148

### Les Almohades

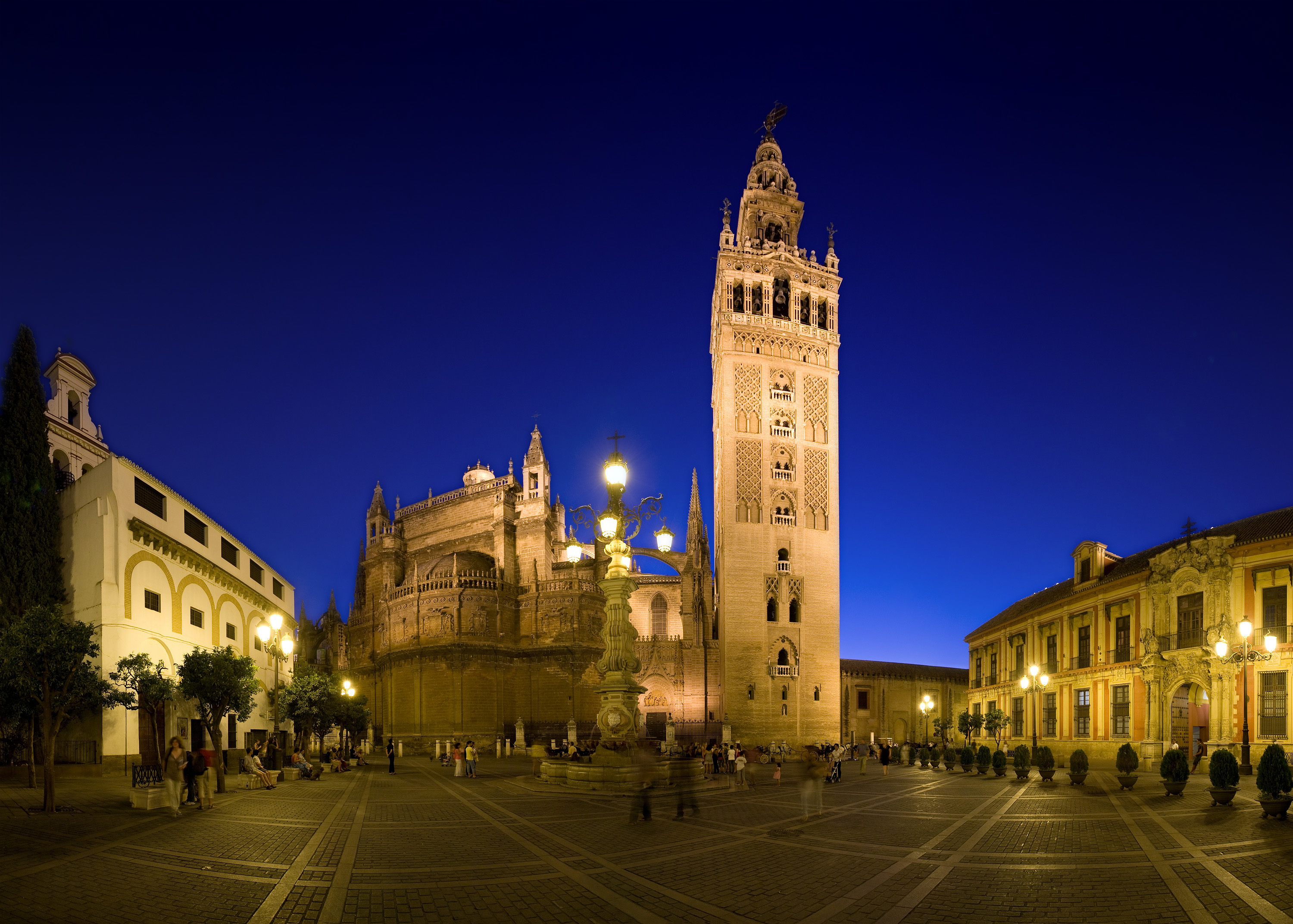
La Giralda de Séville

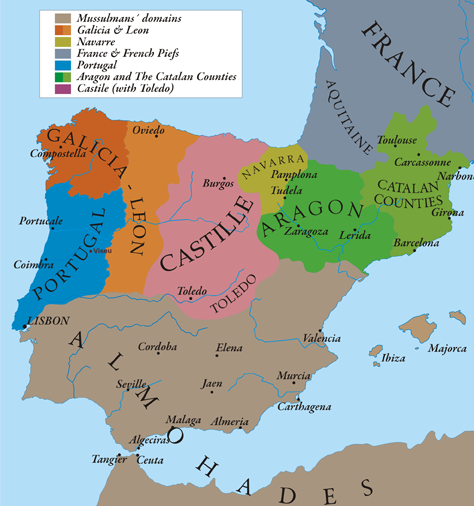
Les royaumes chrétiens face à la conquête almohade (1210).

Les Almohades sont une dynastie berbère qui avait été fondée par Ibn Toumert. Son disciple Abd Al-Mumin prend la relève et profite du chaos en Andalousie pour attaquer les terres Almoravides en Afrique du Nord. Ali, émir Almoravide, décide de riposter mais meurt d'une chute de cheval lors d'une bataille près de Tlemcen, les Almohades encouragés par cette victoire prennent les villes une à une jusqu'à la chute de Marrakech au mois d'avril 1147. C'est le fils d'Abd Al-Mumin, Yakub Yusuf, qui prend la relève et décide de conquérir la péninsule. Installés à Séville, ils lancent des attaques tous azimut, reprenant Valence aux Almoravides. Sous le règne de Yakub Yusuf on construit des ponts, des bains, des mosquées, la Giralda de Séville encore visible aujourd'hui est bâtie.
En 1176, des agitations au Maghreb obligent Yakub Yusuf à aller en personne les régler. Il y restera huit ans, années durant lesquels en Andalousie les gouverneurs décideront de reprendre leur indépendance et les rois chrétiens à attaquer le pays. De retour au pays, Yakub assiège Santarem mais meurt durant le combat et les Musulmans sont défaits. Le choc est grand en Andalousie. Le fils de Yakub Yusuf, Abou Yusuf Yacub prend le pouvoir après avoir été proclamé calife à Marrakech. Il a comme son père, la lourde tâche de défendre l'Andalousie et l'Afrique du Nord. Il inflige de lourdes pertes aux rois chrétiens, Salamanque et Guadalajara sont reprises de même que Trujillo où Santa-Cruz, la bataille d'Al-Arak en 1195 est une totale défaite du camp chrétien, de plus Yakub se rapproche dangereusement de Tolède. La Reconquista entreprise quatre siècles plus tôt est à l'arrêt, mais c'est grâce à ces défaites que les rois chrétiens se rendent compte que leur unité est essentielle pour poursuivre leur reconquête du pays. Abou Yusuf Yacub est un administrateur de talent et sa cour est riche et il laisse à son fils Muhammad an-Nasir un pays débarrassé de la menace chrétienne. Les médiocres qualités de guerrier de Muhammad an-Nasir et l'appel à la croisade lancé dans le monde chrétien auront raison d'Al Andalus.

Les Almohades sont connus par la rigueur dont ils font preuve à l'égard des Chrétiens et des Juifs de leurs territoires, contraints de choisir entre la conversion, le départ ou la mort. Al Andalous se vide de ses minorités.

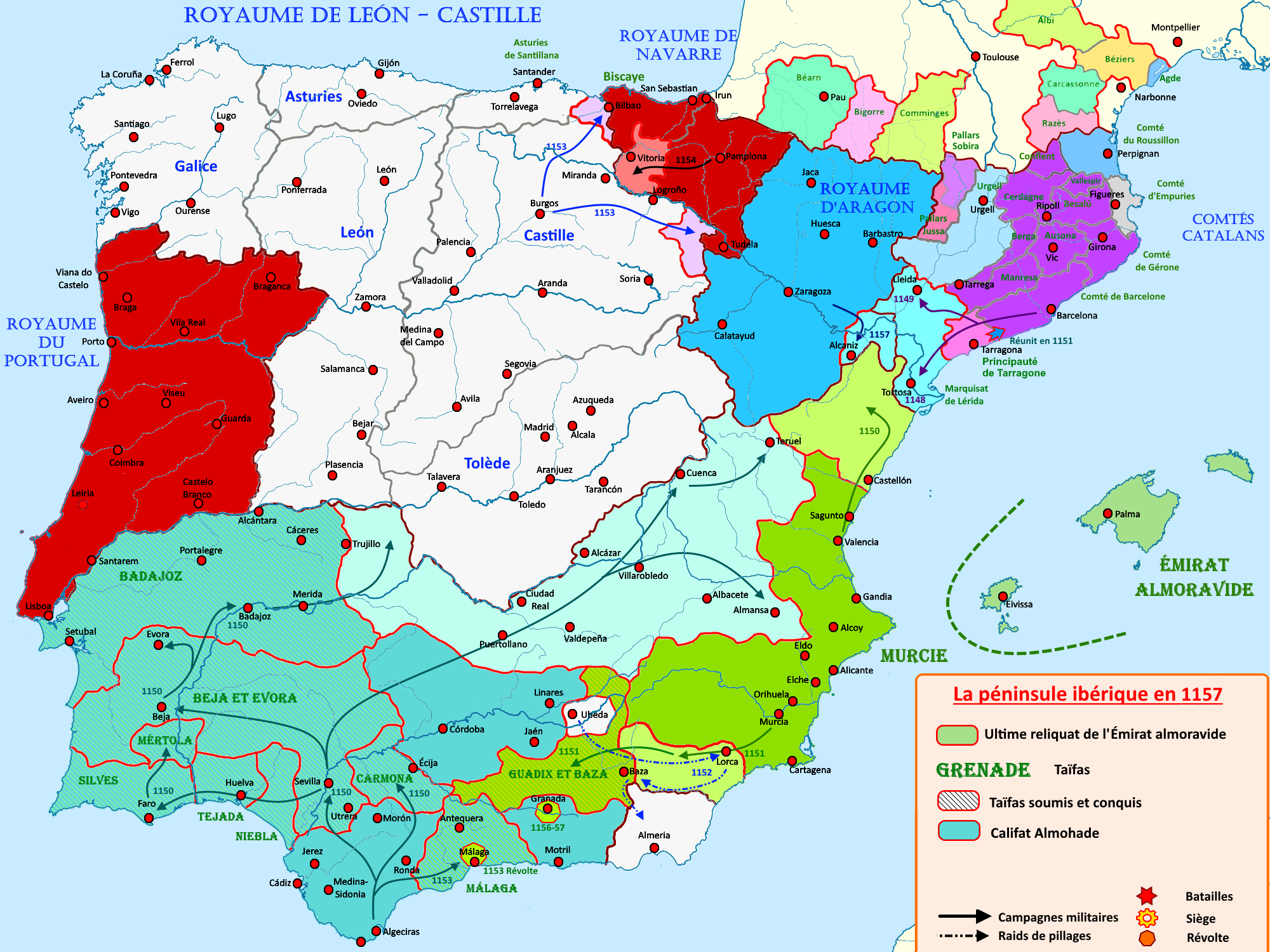
Les premières conquêtes almohades de 1148 à 1157
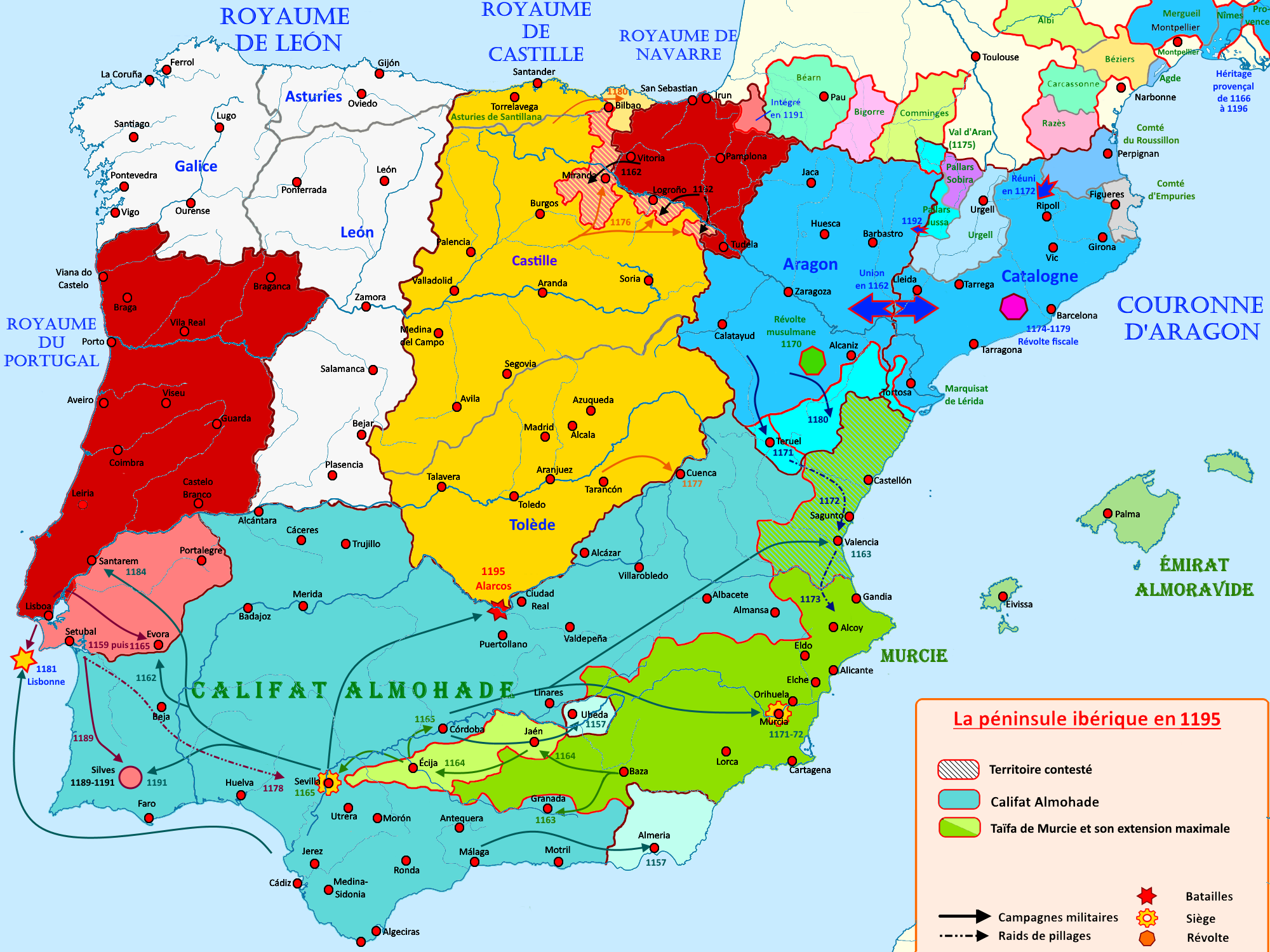
Les Almohades contre la Taïfa de Murcie de 1157 à 1172

### La bataille de Las Navas de Tolosa de 1212 et la poursuite de la Reconquista

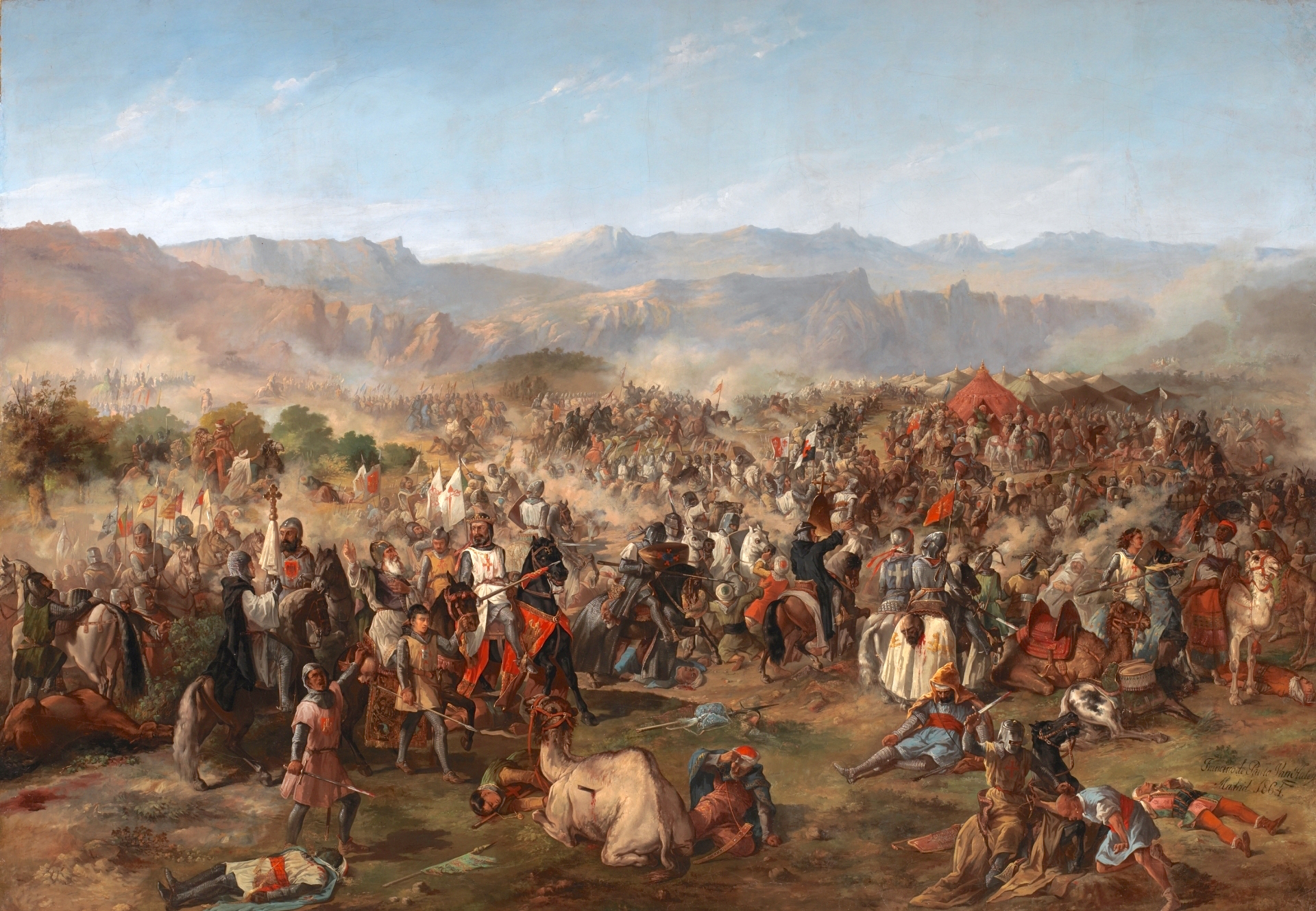
La grande victoire chrétienne lors de la bataille de Las Navas de Tolosa marque le déclin de la domination musulmane sur la péninsule

Les guerres entre Almoravides et Almohades sont une époque propice aux rois chrétiens pour entreprendre leur rêve de reconquête totale du pays, mais leurs désunions ne leur permettent pas de remporter de victoires significatives. Des révoltes en Afrique du Nord mais aussi dans les îles Baléares, où un descendant de la dynastie Almoravide appelle à la guerre contre les Almohades, permettront aux Chrétiens de retourner la situation. Le souverain Almohade, qui ne se rend pas compte à temps qu'une expédition chrétienne se prépare, décide d'aller mâter les rébellions. Du côté chrétien, la Reconquista prend une ampleur européenne puisque le pape appelle à la croisade et de nombreux chevaliers français, italiens ou anglais y répondent. Comprenant enfin le danger, Muhammad an-Nasir parvient lui aussi à recruter près de 300 000 hommes dans toute l'Afrique du Nord et espère réitérer l'exploit de son père à Al-Arak une vingtaine d'années plus tôt.
Les deux armées se rencontrent à Las Navas de Tolosa, au nord de l'actuelle ville de Linares le 14 juillet 1212 bien qu'au départ la situation semble favorable aux Almohades, très rapidement elle se retourne. La panique gagne le camp musulman et les soldats fuient le champ devant la puissance des attaques chrétiennes, le sort de la bataille est définitivement scellé lorsque Muhammad an-Nassir lui-même s'enfuit. La victoire du camp chrétien mené par Alphonse VIII de Castille est éclatante, les sources racontent que malgré 60 000 hommes et 2 000 chevaux, il n'y eut pas assez de bras pour transporter le butin et armes récoltées sur le champ de bataille. On dénombre près de 100 000 morts dans le camp musulman contre à peine quelques milliers du côté chrétien. Trois jours plus tard Alphonse fait massacrer toute la population de Baeza soit près de 60 000 personnes. Aux massacres s'ajoutent la fuite de dizaines de milliers de musulmans vers le Maroc actuel ce qui a pour conséquence l'abandon de vastes étendues de terres. Muhammad an-Nassir s'échappe à Marrakech où il abdique en faveur de son fils. La puissance Almohade brisée, des chefs locaux déclarent leur indépendance ce qui permet aux rois chrétiens de continuer à favoriser tantôt un camp, tantôt l'autre. En 1236, Cordoue, l'ancienne capitale musulmane, tombe dans des mains chrétiennes, Jaén et Valence suivent en 1238, puis c'est au tour de la puissante Séville d'être prise en 1248, Cadix en 1262, Carthagène en 1274. La Reconquista occupe à présent plus de 90 % de la superficie de l'Espagne. Beaucoup de Musulmans fuient l'Espagne, préférant l'exil à la domination chrétienne ou rejoignent le petit territoire du royaume de Grenade.

Bien que les traités conclus avec les nouveaux vainqueurs permettent aux Musulmans de continuer à pratiquer leur religion, ces engagements sont rapidement oubliés. Dans les villes nouvellement conquises des colons venus de toute l'Europe s'installent et exproprient les biens des musulmans qui sont obligés de vivre dans des ghettos à l'extérieur des villes. L'éloignement progressif de la menace musulmane change l'aspect des villes qui rasent les lourdes murailles pour faire place à des marchés et à la construction de nouveaux bâtiments, c'est le cas de Madrid qui pendant longtemps n'était qu'une forteresse censée protéger Tolède et se développe pour devenir la capitale d'un pays neuf.

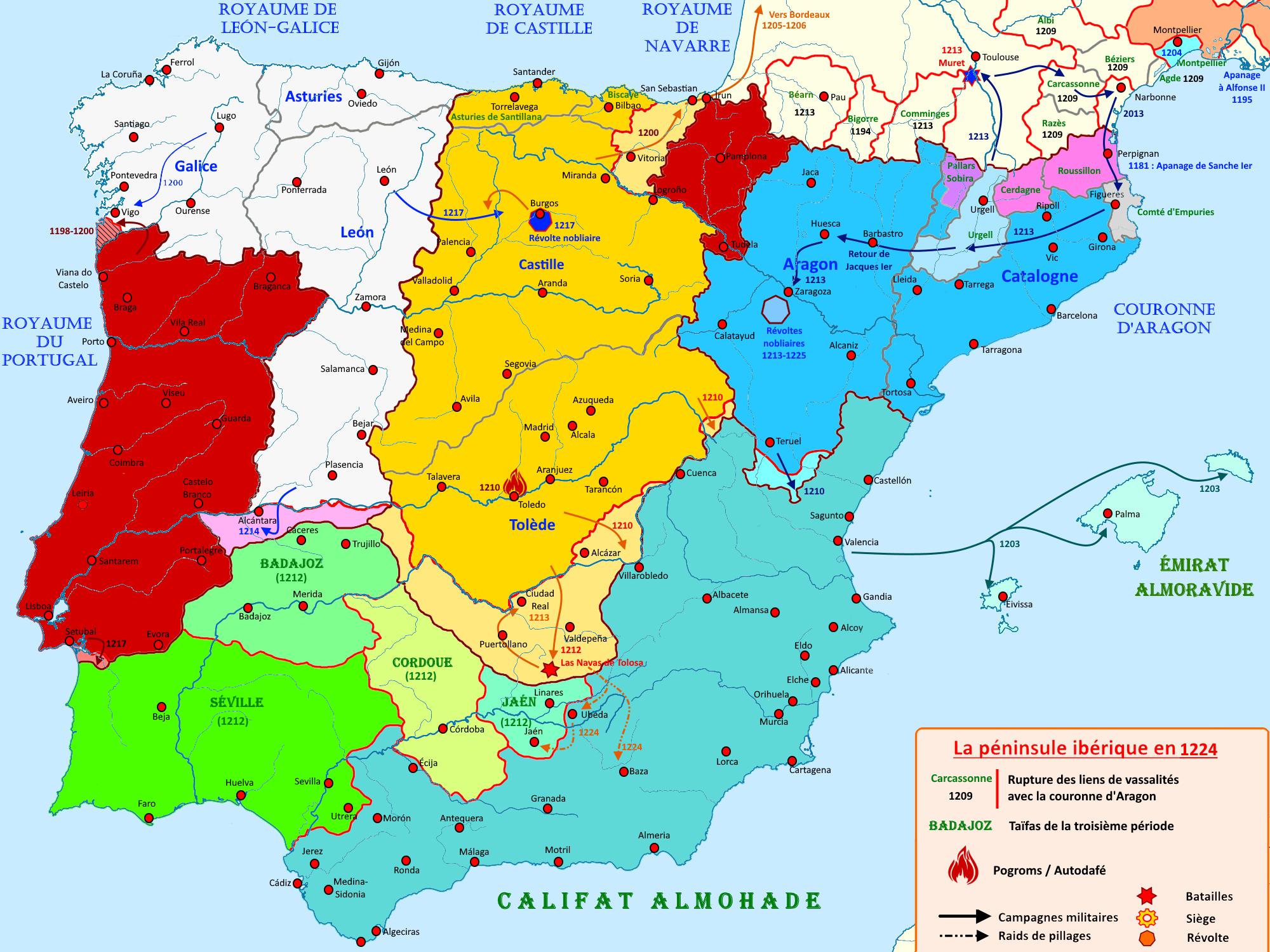
L'apogée et la chute almohade de 1195 à 1224
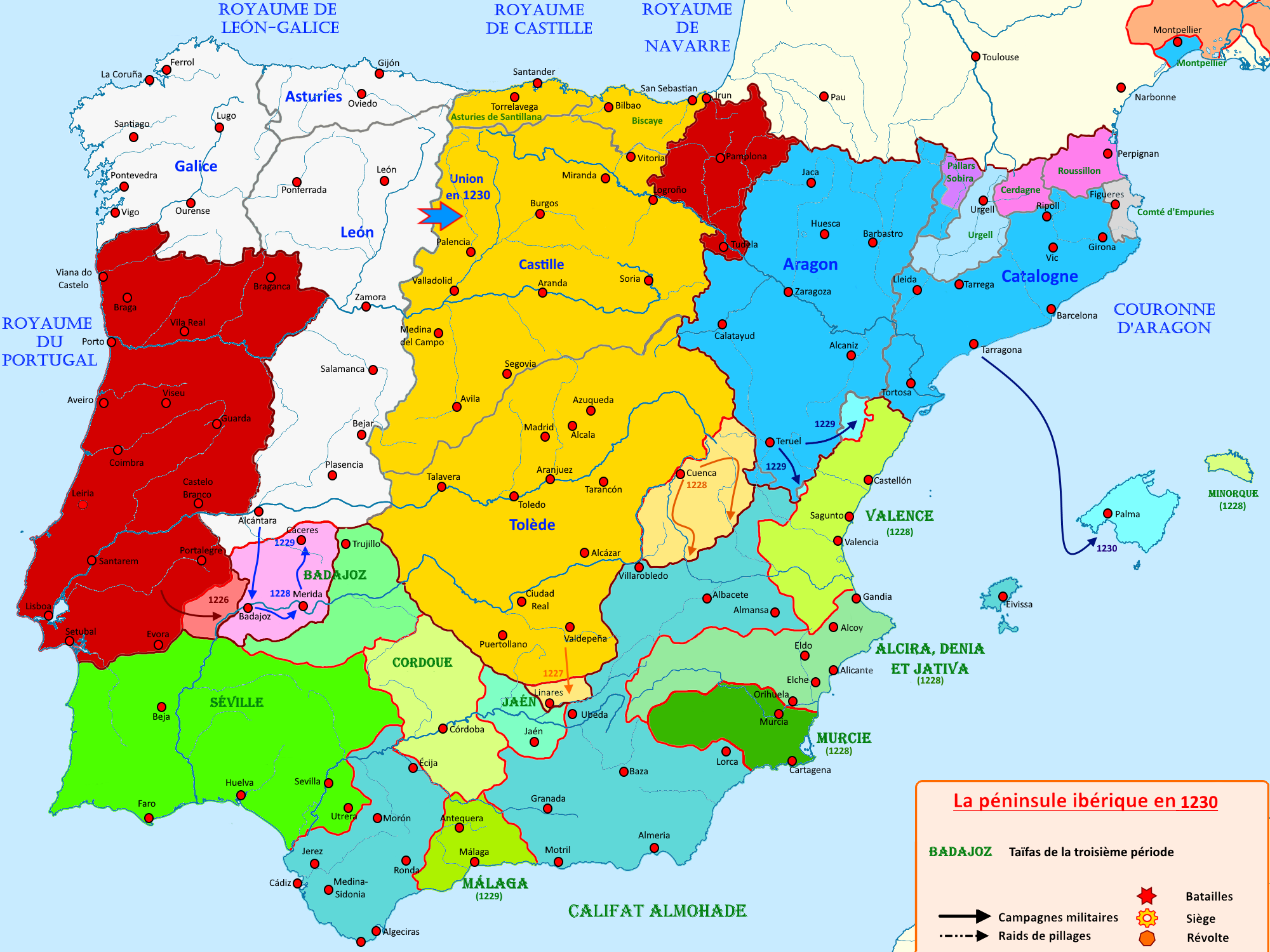
Les reliques almohades en 1230
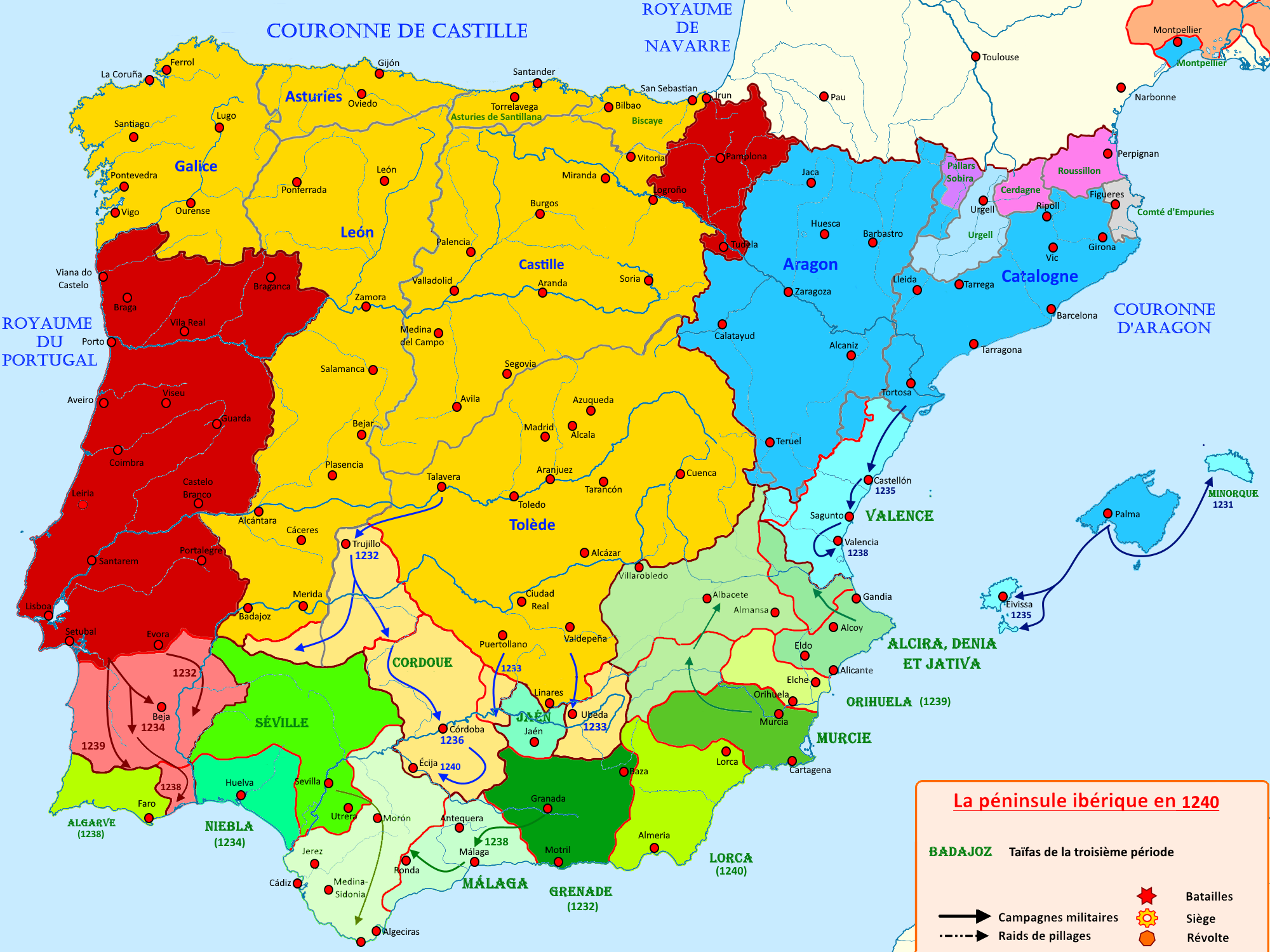
La troisième période des Taïfas de 1230 à 1240

### La perte desBaléares
En 1229, Jacques Ier d'Aragon enlève les Baléares, avec la conquête de Majorque. La capitale, Palma tombe entre les mains espagnoles le 31 décembre de cette même année.
Les Almohades perdent ainsi un point d'appui déterminant pour le contrôle de la circulation maritime et pour celui du commerce, en méditerranée

### Le royaume de Grenade (1238-1492)

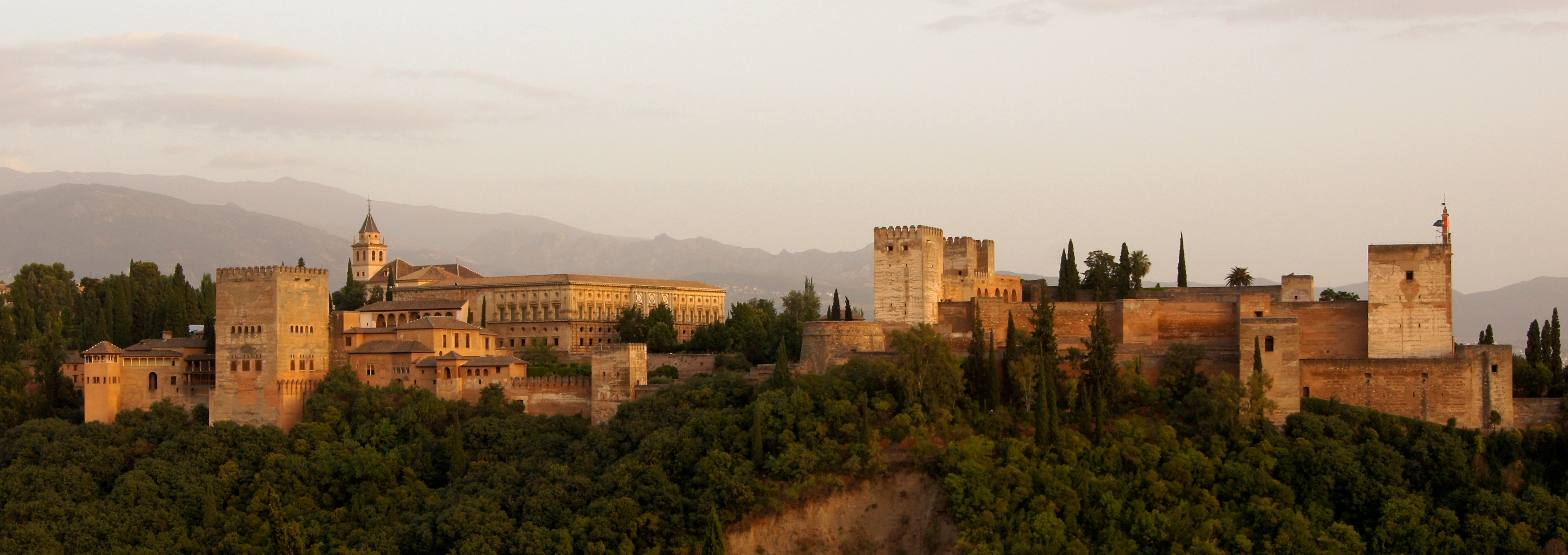
L'Alhambra de Grenade, vue depuis le Mirador de San Nicolas, en haut du quartier de l'Albaicín

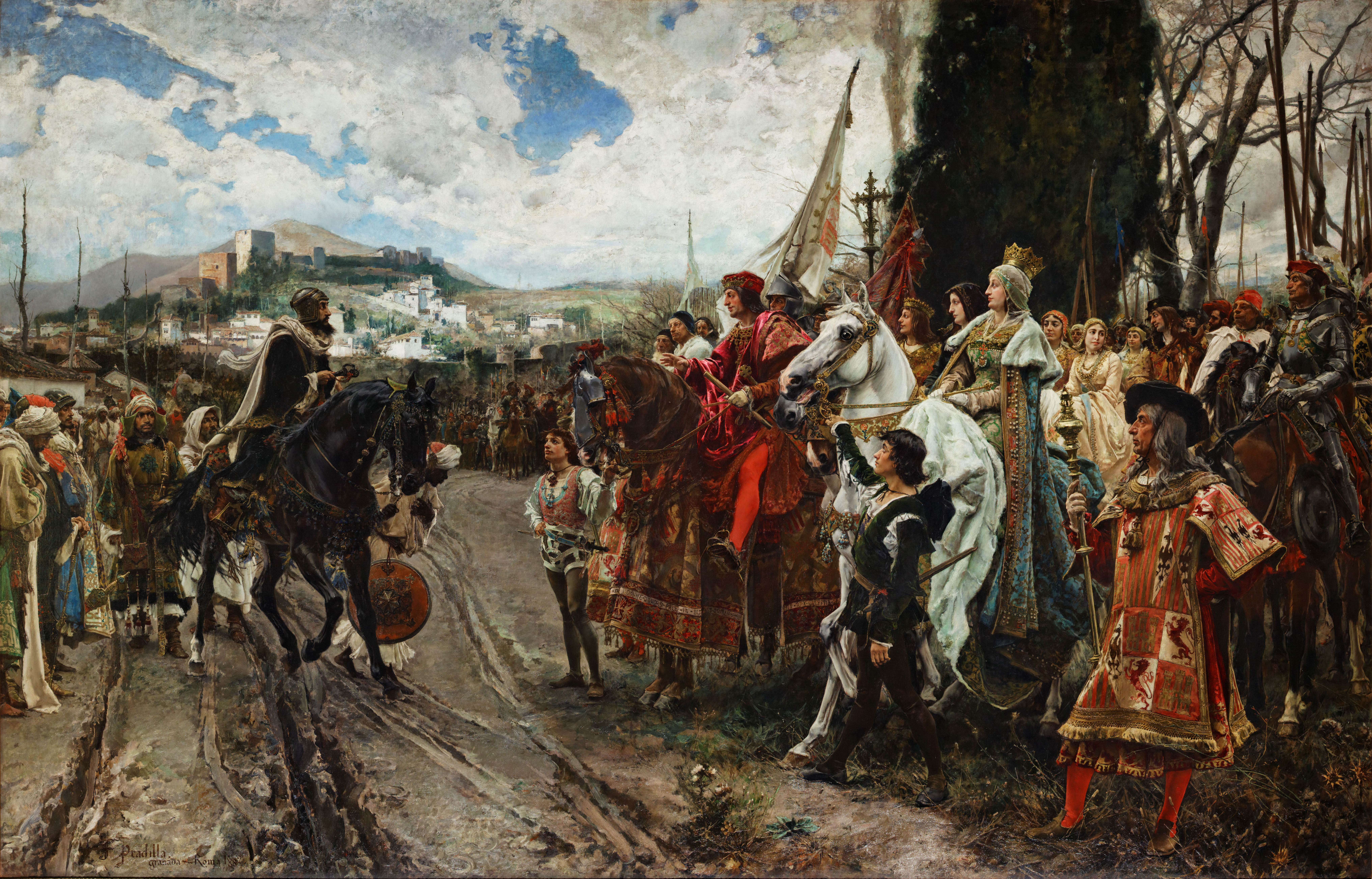
La reddition de Grenade par F. Pradilla y Ortiz, 1882. Muhammed XII de Grenade fait face aux rois catholiques Ferdinand d'Aragon et Isabelle de Castille

Les gigantesques étendues de terres conquises posent de grands problèmes aux rois chrétiens qui doivent faire face à de graves troubles, internes. Le dépeuplement musulman de ces régions laisse en effet un vide qui ne peut être comblé facilement. En 1228, un noble nommé Ibn Hud arrache un bout de terre sur la côte Est autour de Grenade, mais son incompétence et sa tyrannie le rendent impopulaire jusqu'à ce qu'un autre noble, Mohammed ben Nazar se fasse proclamer sultan en 1232 et se soumette à Ferdinand de Castille, devenant son vassal. Rapidement tous les Musulmans du pays qui n'avaient pas émigré en Afrique du Nord voient en lui le dernier espoir de pouvoir rester sur la péninsule et Grenade devient leur refuge.

Sur le plan architectural, la ville est conduite à s'adapter à cette arrivée subite de population. L'Albaicín de Grenade est construite. Quant à Mohammed il se fait construire un palais qui deviendra par la suite l'Alhambra. Conscient du soutien que le peuple lui accorde, Mohammed sait aussi que les rois chrétiens rêvent de rayer de la carte ce dernier pays musulman dans la péninsule. Bien que vassal d'Alphonse X, il entrera souvent en conflit ce dernier car il rêve d'être l'instigateur d'une nouvelle Reconquista, musulmane cette fois-ci ; mais les richesses amassées par le camp chrétien rendent aléatoire tout espoir de victoire. Conscients de cela, les descendants de Mohammed se résigneront à ne lutter que pour défendre leur royaume même si ce petit pays parviendra de temps à autre à s'emparer d'une ou deux villes grâce à des batailles courageuses mais non concluantes sur la durée. Et finalement, deux siècles et demi plus tard, le 2 janvier 1492, le royaume de Grenade tombe, victime de querelles familiales au sein des Nasrides.

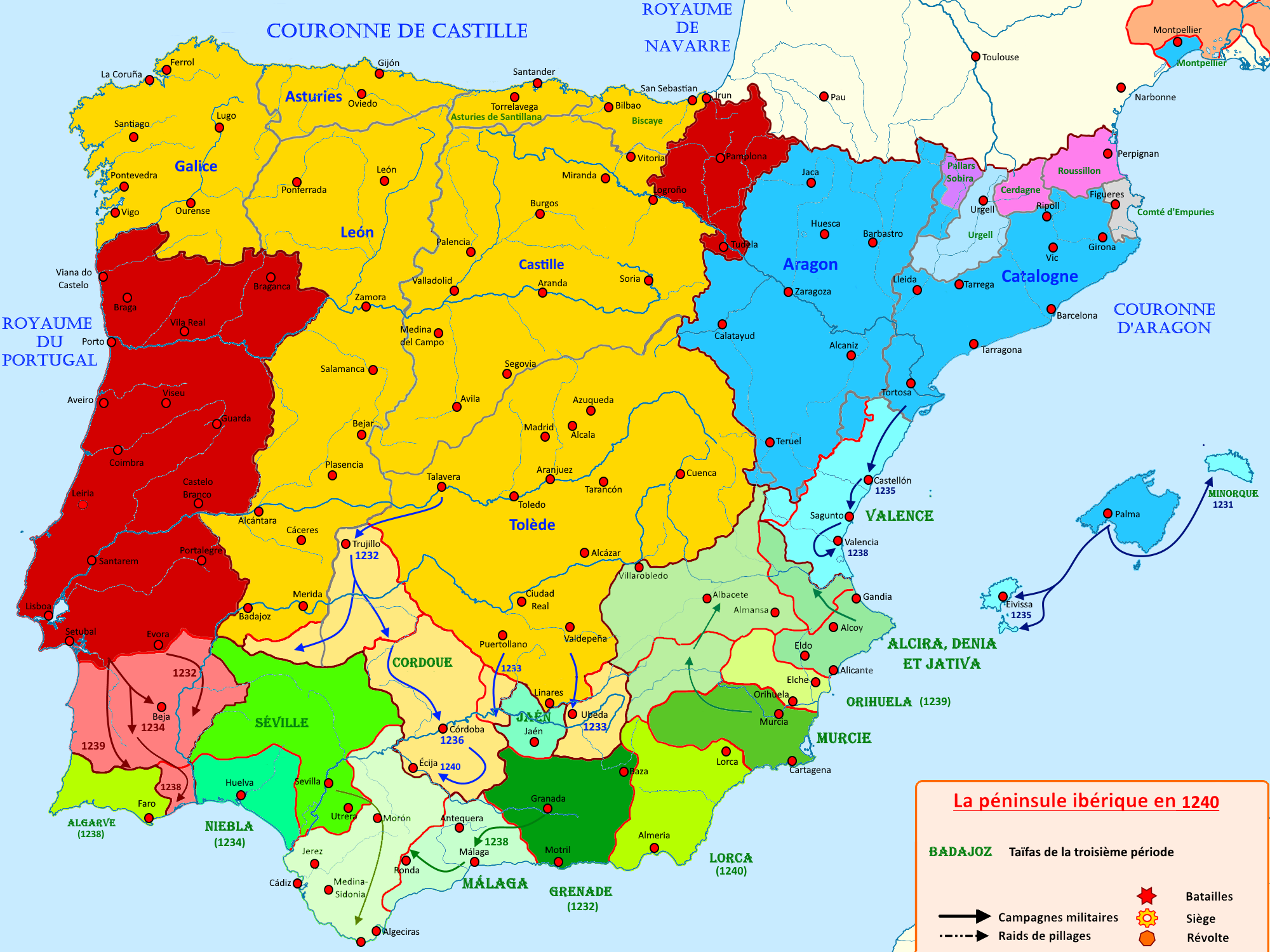
La création de la Taïfa de Grenade
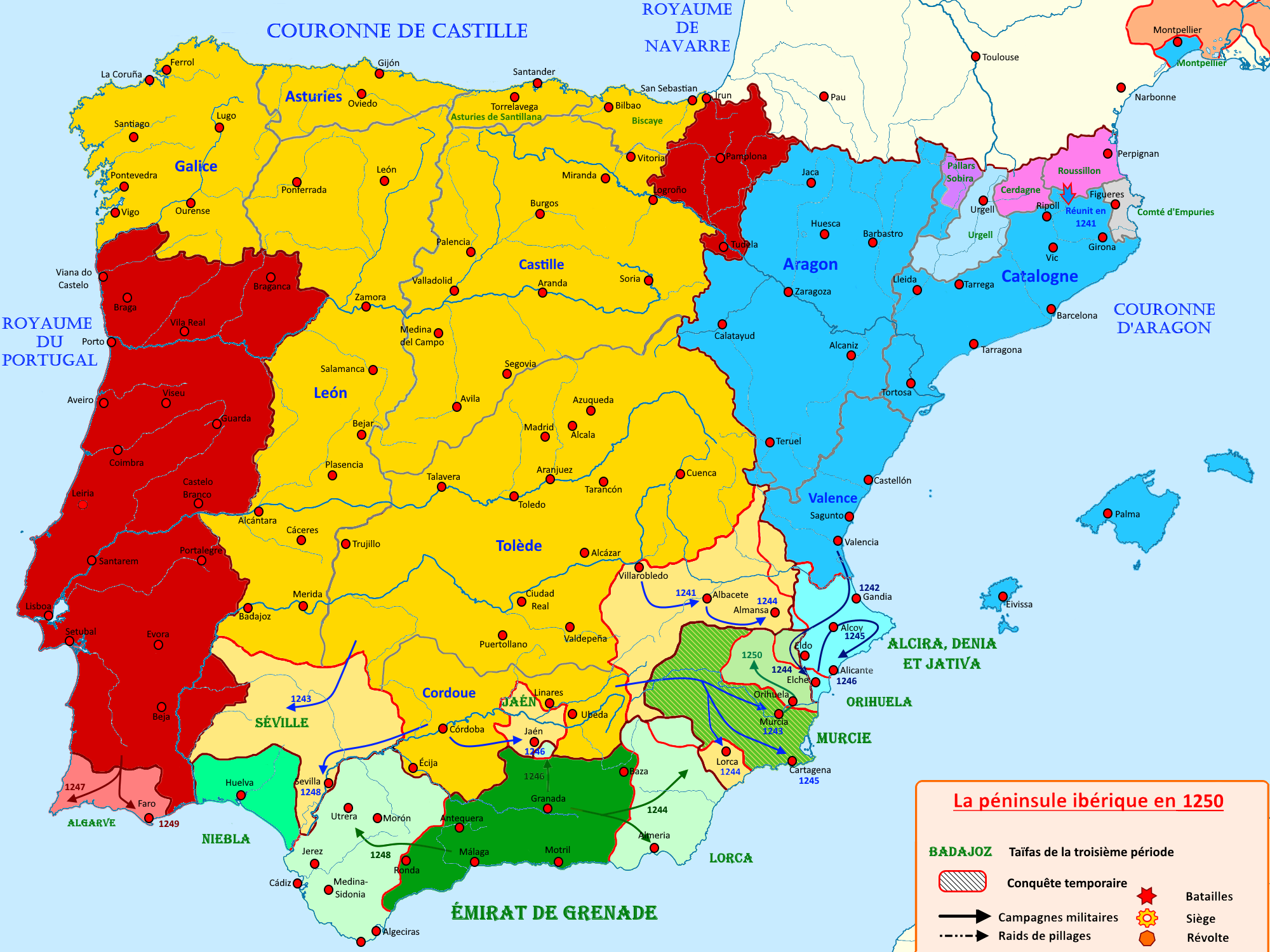
L'expansion de l'émirat de Grenade en 1250
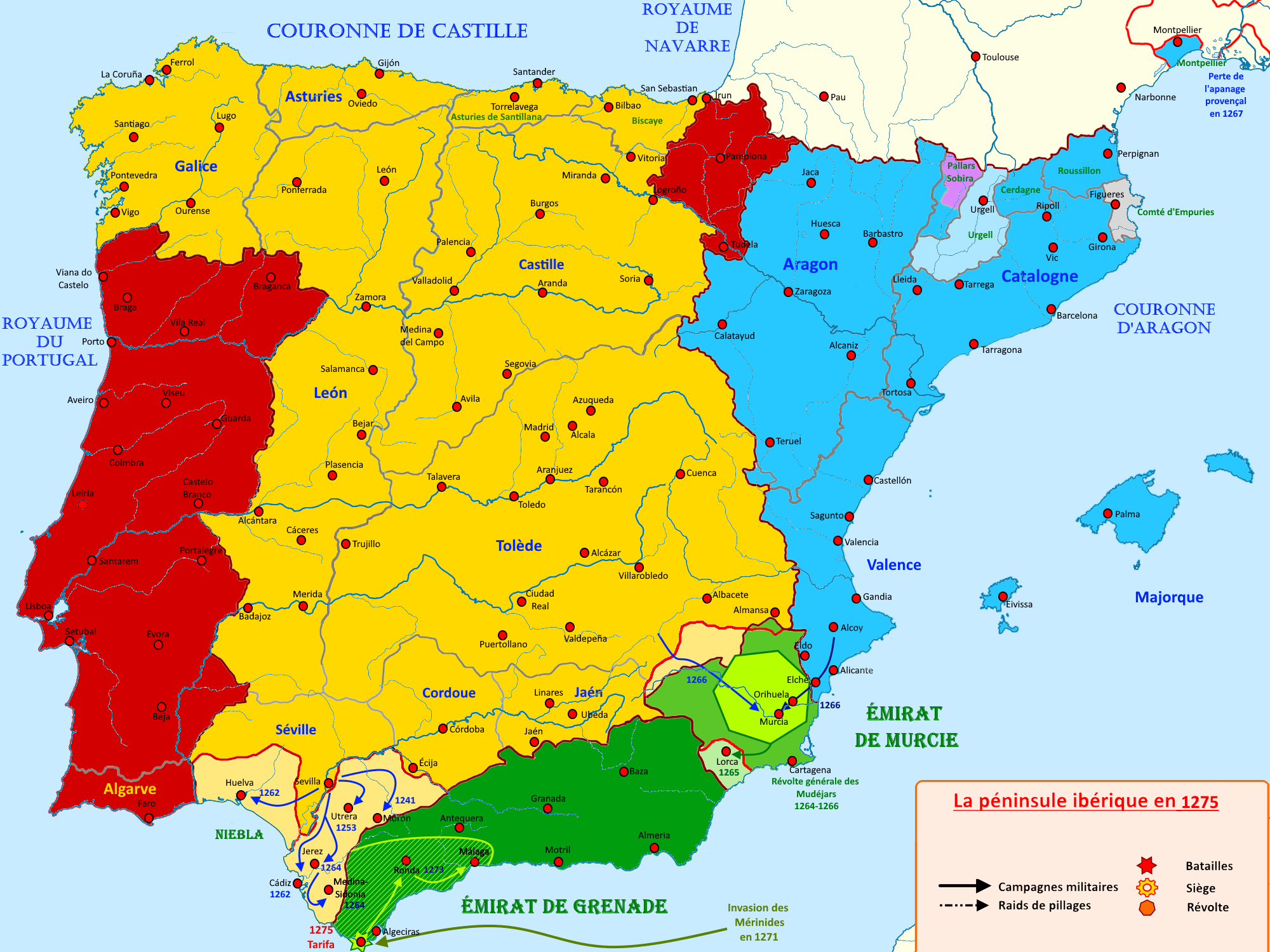
L'Émirat de Grenade face aux Mérinides en 1275

### Révolte et expulsion des Morisques en 1609
De nombreux mudéjares sont restés en Espagne après la fin du royaume de Grenade et priés de se convertir sous la pression de l'Inquisition (Torquémada). Mais leur conversion jugée apparente et leur refus de s'assimiler pour les Chrétiens aboutit à la coexistence de communautés séparées, ce qui déclenche une animosité de la population chrétienne. En 1525, Charles Quint promulgue l'unité religieuse de l'Espagne et l'expulsion des mudéjares, au nombre de 300 000, s'ils ne se font pas baptiser, ce qu'ils acceptent sauf des rebelles qui partent ou prennent le maquis.
Le sentiment se répand alors que les Morisques (Musulmans convertis de force au catholicisme) sont susceptibles d'aider les Barbaresques et qu'ils sont dangereux en espérant une revanche avec l'aide notamment des Ottomans.
Par ailleurs ont lieu de nombreux soulèvements dès 1502 à Grenade, 1526 à Valence, dans les Alpujarras, une chaîne côtière, puis se déclenche la seconde guerre de Grenade. Les insurgés s'en prennent aux prêtres, aux nonnes, ils profanent les images saintes et tentent de faire la jonction avec des navires ottomans ou maghrébins qui débarquent des milliers de Musulmans et des armes, des arquebuses. De terribles combats se déroulent, il apparaît que les Morisques soutiennent les insurgés qui mènent de dures batailles et prennent notamment une citadelle en entreprenant de vendre les femmes capturées comme esclaves au Maghreb.
L'expulsion est décidée par Philippe III en août 1609 sous la pression des Chrétiens. 300 000 Morisques partent pour Oran et se dispersent ensuite.